# 2009
Portal Geschichte | Portal Biografien | Aktuelle Ereignisse | Jahreskalender | Tagesartikel

◄ |
20. Jahrhundert |
21. Jahrhundert

◄ |
1970er |
1980er |
1990er |
2000er
| 2010er | 2020er | 2030er | ►

◄◄ |
◄ |
2005 |
2006 |
2007 |
2008 |
2009
| 2010 | 2011 | 2012 | 2013 | ► | ►►
 Jan.
| Feb.
| Mär.
| Apr.
| Mai
| Jun.
| Jul.
| Aug.
| Sep.
| Okt.
| Nov.
| Dez.
Staatsoberhäupter · Wahlen · Nekrolog  · Literaturjahr · Musikjahr · Filmjahr · Rundfunkjahr · Sportjahr
| Januar | Januar | Januar | Januar | Januar | Januar | Januar | Januar |
| Kw     | Mo     | Di     | Mi     | Do     | Fr     | Sa     | So     |
| ------ | ------ | ------ | ------ | ------ | ------ | ------ | ------ |
| 1      |        |        |        | 1      | 2      | 3      | 4      |
| 2      | 5      | 6      | 7      | 8      | 9      | 10     | 11     |
| 3      | 12     | 13     | 14     | 15     | 16     | 17     | 18     |
| 4      | 19     | 20     | 21     | 22     | 23     | 24     | 25     |
| 5      | 26     | 27     | 28     | 29     | 30     | 31     |        |

| Februar | Februar | Februar | Februar | Februar | Februar | Februar | Februar |
| Kw      | Mo      | Di      | Mi      | Do      | Fr      | Sa      | So      |
| ------- | ------- | ------- | ------- | ------- | ------- | ------- | ------- |
| 5       |         |         |         |         |         |         | 1       |
| 6       | 2       | 3       | 4       | 5       | 6       | 7       | 8       |
| 7       | 9       | 10      | 11      | 12      | 13      | 14      | 15      |
| 8       | 16      | 17      | 18      | 19      | 20      | 21      | 22      |
| 9       | 23      | 24      | 25      | 26      | 27      | 28      |         |

| März | März | März | März | März | März | März | März |
| Kw   | Mo   | Di   | Mi   | Do   | Fr   | Sa   | So   |
| ---- | ---- | ---- | ---- | ---- | ---- | ---- | ---- |
| 9    |      |      |      |      |      |      | 1    |
| 10   | 2    | 3    | 4    | 5    | 6    | 7    | 8    |
| 11   | 9    | 10   | 11   | 12   | 13   | 14   | 15   |
| 12   | 16   | 17   | 18   | 19   | 20   | 21   | 22   |
| 13   | 23   | 24   | 25   | 26   | 27   | 28   | 29   |
| 14   | 30   | 31   |      |      |      |      |      |

| April | April | April | April | April | April | April | April |
| Kw    | Mo    | Di    | Mi    | Do    | Fr    | Sa    | So    |
| ----- | ----- | ----- | ----- | ----- | ----- | ----- | ----- |
| 14    |       |       | 1     | 2     | 3     | 4     | 5     |
| 15    | 6     | 7     | 8     | 9     | 10    | 11    | 12    |
| 16    | 13    | 14    | 15    | 16    | 17    | 18    | 19    |
| 17    | 20    | 21    | 22    | 23    | 24    | 25    | 26    |
| 18    | 27    | 28    | 29    | 30    |       |       |       |

| Mai | Mai | Mai | Mai | Mai | Mai | Mai | Mai |
| Kw  | Mo  | Di  | Mi  | Do  | Fr  | Sa  | So  |
| --- | --- | --- | --- | --- | --- | --- | --- |
| 18  |     |     |     |     | 1   | 2   | 3   |
| 19  | 4   | 5   | 6   | 7   | 8   | 9   | 10  |
| 20  | 11  | 12  | 13  | 14  | 15  | 16  | 17  |
| 21  | 18  | 19  | 20  | 21  | 22  | 23  | 24  |
| 22  | 25  | 26  | 27  | 28  | 29  | 30  | 31  |

| Juni | Juni | Juni | Juni | Juni | Juni | Juni | Juni |
| Kw   | Mo   | Di   | Mi   | Do   | Fr   | Sa   | So   |
| ---- | ---- | ---- | ---- | ---- | ---- | ---- | ---- |
| 23   | 1    | 2    | 3    | 4    | 5    | 6    | 7    |
| 24   | 8    | 9    | 10   | 11   | 12   | 13   | 14   |
| 25   | 15   | 16   | 17   | 18   | 19   | 20   | 21   |
| 26   | 22   | 23   | 24   | 25   | 26   | 27   | 28   |
| 27   | 29   | 30   |      |      |      |      |      |

| Juli | Juli | Juli | Juli | Juli | Juli | Juli | Juli |
| Kw   | Mo   | Di   | Mi   | Do   | Fr   | Sa   | So   |
| ---- | ---- | ---- | ---- | ---- | ---- | ---- | ---- |
| 27   |      |      | 1    | 2    | 3    | 4    | 5    |
| 28   | 6    | 7    | 8    | 9    | 10   | 11   | 12   |
| 29   | 13   | 14   | 15   | 16   | 17   | 18   | 19   |
| 30   | 20   | 21   | 22   | 23   | 24   | 25   | 26   |
| 31   | 27   | 28   | 29   | 30   | 31   |      |      |

| August | August | August | August | August | August | August | August |
| Kw     | Mo     | Di     | Mi     | Do     | Fr     | Sa     | So     |
| ------ | ------ | ------ | ------ | ------ | ------ | ------ | ------ |
| 31     |        |        |        |        |        | 1      | 2      |
| 32     | 3      | 4      | 5      | 6      | 7      | 8      | 9      |
| 33     | 10     | 11     | 12     | 13     | 14     | 15     | 16     |
| 34     | 17     | 18     | 19     | 20     | 21     | 22     | 23     |
| 35     | 24     | 25     | 26     | 27     | 28     | 29     | 30     |
| 36     | 31     |        |        |        |        |        |        |

| September | September | September | September | September | September | September | September |
| Kw        | Mo        | Di        | Mi        | Do        | Fr        | Sa        | So        |
| --------- | --------- | --------- | --------- | --------- | --------- | --------- | --------- |
| 36        |           | 1         | 2         | 3         | 4         | 5         | 6         |
| 37        | 7         | 8         | 9         | 10        | 11        | 12        | 13        |
| 38        | 14        | 15        | 16        | 17        | 18        | 19        | 20        |
| 39        | 21        | 22        | 23        | 24        | 25        | 26        | 27        |
| 40        | 28        | 29        | 30        |           |           |           |           |

| Oktober | Oktober | Oktober | Oktober | Oktober | Oktober | Oktober | Oktober |
| Kw      | Mo      | Di      | Mi      | Do      | Fr      | Sa      | So      |
| ------- | ------- | ------- | ------- | ------- | ------- | ------- | ------- |
| 40      |         |         |         | 1       | 2       | 3       | 4       |
| 41      | 5       | 6       | 7       | 8       | 9       | 10      | 11      |
| 42      | 12      | 13      | 14      | 15      | 16      | 17      | 18      |
| 43      | 19      | 20      | 21      | 22      | 23      | 24      | 25      |
| 44      | 26      | 27      | 28      | 29      | 30      | 31      |         |

| November | November | November | November | November | November | November | November |
| Kw       | Mo       | Di       | Mi       | Do       | Fr       | Sa       | So       |
| -------- | -------- | -------- | -------- | -------- | -------- | -------- | -------- |
| 44       |          |          |          |          |          |          | 1        |
| 45       | 2        | 3        | 4        | 5        | 6        | 7        | 8        |
| 46       | 9        | 10       | 11       | 12       | 13       | 14       | 15       |
| 47       | 16       | 17       | 18       | 19       | 20       | 21       | 22       |
| 48       | 23       | 24       | 25       | 26       | 27       | 28       | 29       |
| 49       | 30       |          |          |          |          |          |          |

| Dezember | Dezember | Dezember | Dezember | Dezember | Dezember | Dezember | Dezember |
| Kw       | Mo       | Di       | Mi       | Do       | Fr       | Sa       | So       |
| -------- | -------- | -------- | -------- | -------- | -------- | -------- | -------- |
| 49       |          | 1        | 2        | 3        | 4        | 5        | 6        |
| 50       | 7        | 8        | 9        | 10       | 11       | 12       | 13       |
| 51       | 14       | 15       | 16       | 17       | 18       | 19       | 20       |
| 52       | 21       | 22       | 23       | 24       | 25       | 26       | 27       |
| 53       | 28       | 29       | 30       | 31       |          |          |          |

| Januar | Januar | Januar | Januar | Januar | Januar | Januar | Januar |
| Kw     | Mo     | Di     | Mi     | Do     | Fr     | Sa     | So     |
| ------ | ------ | ------ | ------ | ------ | ------ | ------ | ------ |
| 1      |        |        |        | 1      | 2      | 3      | 4      |
| 2      | 5      | 6      | 7      | 8      | 9      | 10     | 11     |
| 3      | 12     | 13     | 14     | 15     | 16     | 17     | 18     |
| 4      | 19     | 20     | 21     | 22     | 23     | 24     | 25     |
| 5      | 26     | 27     | 28     | 29     | 30     | 31     |        |

| Februar | Februar | Februar | Februar | Februar | Februar | Februar | Februar |
| Kw      | Mo      | Di      | Mi      | Do      | Fr      | Sa      | So      |
| ------- | ------- | ------- | ------- | ------- | ------- | ------- | ------- |
| 5       |         |         |         |         |         |         | 1       |
| 6       | 2       | 3       | 4       | 5       | 6       | 7       | 8       |
| 7       | 9       | 10      | 11      | 12      | 13      | 14      | 15      |
| 8       | 16      | 17      | 18      | 19      | 20      | 21      | 22      |
| 9       | 23      | 24      | 25      | 26      | 27      | 28      |         |

| März | März | März | März | März | März | März | März |
| Kw   | Mo   | Di   | Mi   | Do   | Fr   | Sa   | So   |
| ---- | ---- | ---- | ---- | ---- | ---- | ---- | ---- |
| 9    |      |      |      |      |      |      | 1    |
| 10   | 2    | 3    | 4    | 5    | 6    | 7    | 8    |
| 11   | 9    | 10   | 11   | 12   | 13   | 14   | 15   |
| 12   | 16   | 17   | 18   | 19   | 20   | 21   | 22   |
| 13   | 23   | 24   | 25   | 26   | 27   | 28   | 29   |
| 14   | 30   | 31   |      |      |      |      |      |

| April | April | April | April | April | April | April | April |
| Kw    | Mo    | Di    | Mi    | Do    | Fr    | Sa    | So    |
| ----- | ----- | ----- | ----- | ----- | ----- | ----- | ----- |
| 14    |       |       | 1     | 2     | 3     | 4     | 5     |
| 15    | 6     | 7     | 8     | 9     | 10    | 11    | 12    |
| 16    | 13    | 14    | 15    | 16    | 17    | 18    | 19    |
| 17    | 20    | 21    | 22    | 23    | 24    | 25    | 26    |
| 18    | 27    | 28    | 29    | 30    |       |       |       |

| Mai | Mai | Mai | Mai | Mai | Mai | Mai | Mai |
| Kw  | Mo  | Di  | Mi  | Do  | Fr  | Sa  | So  |
| --- | --- | --- | --- | --- | --- | --- | --- |
| 18  |     |     |     |     | 1   | 2   | 3   |
| 19  | 4   | 5   | 6   | 7   | 8   | 9   | 10  |
| 20  | 11  | 12  | 13  | 14  | 15  | 16  | 17  |
| 21  | 18  | 19  | 20  | 21  | 22  | 23  | 24  |
| 22  | 25  | 26  | 27  | 28  | 29  | 30  | 31  |

| Juni | Juni | Juni | Juni | Juni | Juni | Juni | Juni |
| Kw   | Mo   | Di   | Mi   | Do   | Fr   | Sa   | So   |
| ---- | ---- | ---- | ---- | ---- | ---- | ---- | ---- |
| 23   | 1    | 2    | 3    | 4    | 5    | 6    | 7    |
| 24   | 8    | 9    | 10   | 11   | 12   | 13   | 14   |
| 25   | 15   | 16   | 17   | 18   | 19   | 20   | 21   |
| 26   | 22   | 23   | 24   | 25   | 26   | 27   | 28   |
| 27   | 29   | 30   |      |      |      |      |      |

| Juli | Juli | Juli | Juli | Juli | Juli | Juli | Juli |
| Kw   | Mo   | Di   | Mi   | Do   | Fr   | Sa   | So   |
| ---- | ---- | ---- | ---- | ---- | ---- | ---- | ---- |
| 27   |      |      | 1    | 2    | 3    | 4    | 5    |
| 28   | 6    | 7    | 8    | 9    | 10   | 11   | 12   |
| 29   | 13   | 14   | 15   | 16   | 17   | 18   | 19   |
| 30   | 20   | 21   | 22   | 23   | 24   | 25   | 26   |
| 31   | 27   | 28   | 29   | 30   | 31   |      |      |

| August | August | August | August | August | August | August | August |
| Kw     | Mo     | Di     | Mi     | Do     | Fr     | Sa     | So     |
| ------ | ------ | ------ | ------ | ------ | ------ | ------ | ------ |
| 31     |        |        |        |        |        | 1      | 2      |
| 32     | 3      | 4      | 5      | 6      | 7      | 8      | 9      |
| 33     | 10     | 11     | 12     | 13     | 14     | 15     | 16     |
| 34     | 17     | 18     | 19     | 20     | 21     | 22     | 23     |
| 35     | 24     | 25     | 26     | 27     | 28     | 29     | 30     |
| 36     | 31     |        |        |        |        |        |        |

| September | September | September | September | September | September | September | September |
| Kw        | Mo        | Di        | Mi        | Do        | Fr        | Sa        | So        |
| --------- | --------- | --------- | --------- | --------- | --------- | --------- | --------- |
| 36        |           | 1         | 2         | 3         | 4         | 5         | 6         |
| 37        | 7         | 8         | 9         | 10        | 11        | 12        | 13        |
| 38        | 14        | 15        | 16        | 17        | 18        | 19        | 20        |
| 39        | 21        | 22        | 23        | 24        | 25        | 26        | 27        |
| 40        | 28        | 29        | 30        |           |           |           |           |

| Oktober | Oktober | Oktober | Oktober | Oktober | Oktober | Oktober | Oktober |
| Kw      | Mo      | Di      | Mi      | Do      | Fr      | Sa      | So      |
| ------- | ------- | ------- | ------- | ------- | ------- | ------- | ------- |
| 40      |         |         |         | 1       | 2       | 3       | 4       |
| 41      | 5       | 6       | 7       | 8       | 9       | 10      | 11      |
| 42      | 12      | 13      | 14      | 15      | 16      | 17      | 18      |
| 43      | 19      | 20      | 21      | 22      | 23      | 24      | 25      |
| 44      | 26      | 27      | 28      | 29      | 30      | 31      |         |

| November | November | November | November | November | November | November | November |
| Kw       | Mo       | Di       | Mi       | Do       | Fr       | Sa       | So       |
| -------- | -------- | -------- | -------- | -------- | -------- | -------- | -------- |
| 44       |          |          |          |          |          |          | 1        |
| 45       | 2        | 3        | 4        | 5        | 6        | 7        | 8        |
| 46       | 9        | 10       | 11       | 12       | 13       | 14       | 15       |
| 47       | 16       | 17       | 18       | 19       | 20       | 21       | 22       |
| 48       | 23       | 24       | 25       | 26       | 27       | 28       | 29       |
| 49       | 30       |          |          |          |          |          |          |

| Dezember | Dezember | Dezember | Dezember | Dezember | Dezember | Dezember | Dezember |
| Kw       | Mo       | Di       | Mi       | Do       | Fr       | Sa       | So       |
| -------- | -------- | -------- | -------- | -------- | -------- | -------- | -------- |
| 49       |          | 1        | 2        | 3        | 4        | 5        | 6        |
| 50       | 7        | 8        | 9        | 10       | 11       | 12       | 13       |
| 51       | 14       | 15       | 16       | 17       | 18       | 19       | 20       |
| 52       | 21       | 22       | 23       | 24       | 25       | 26       | 27       |
| 53       | 28       | 29       | 30       | 31       |          |          |          |

Das Jahr 2009 stand insbesondere im Zeichen der globalen Finanzkrise. Mit Barack Obama trat im Januar erstmals ein Afroamerikaner die US-Präsidentschaft an. In der Musikgeschichte prägte vor allem der frühe Tod des sogenannten King of Pop Michael Jackson das Jahr 2009.

## Ereignisse

### Politik und Weltgeschehen

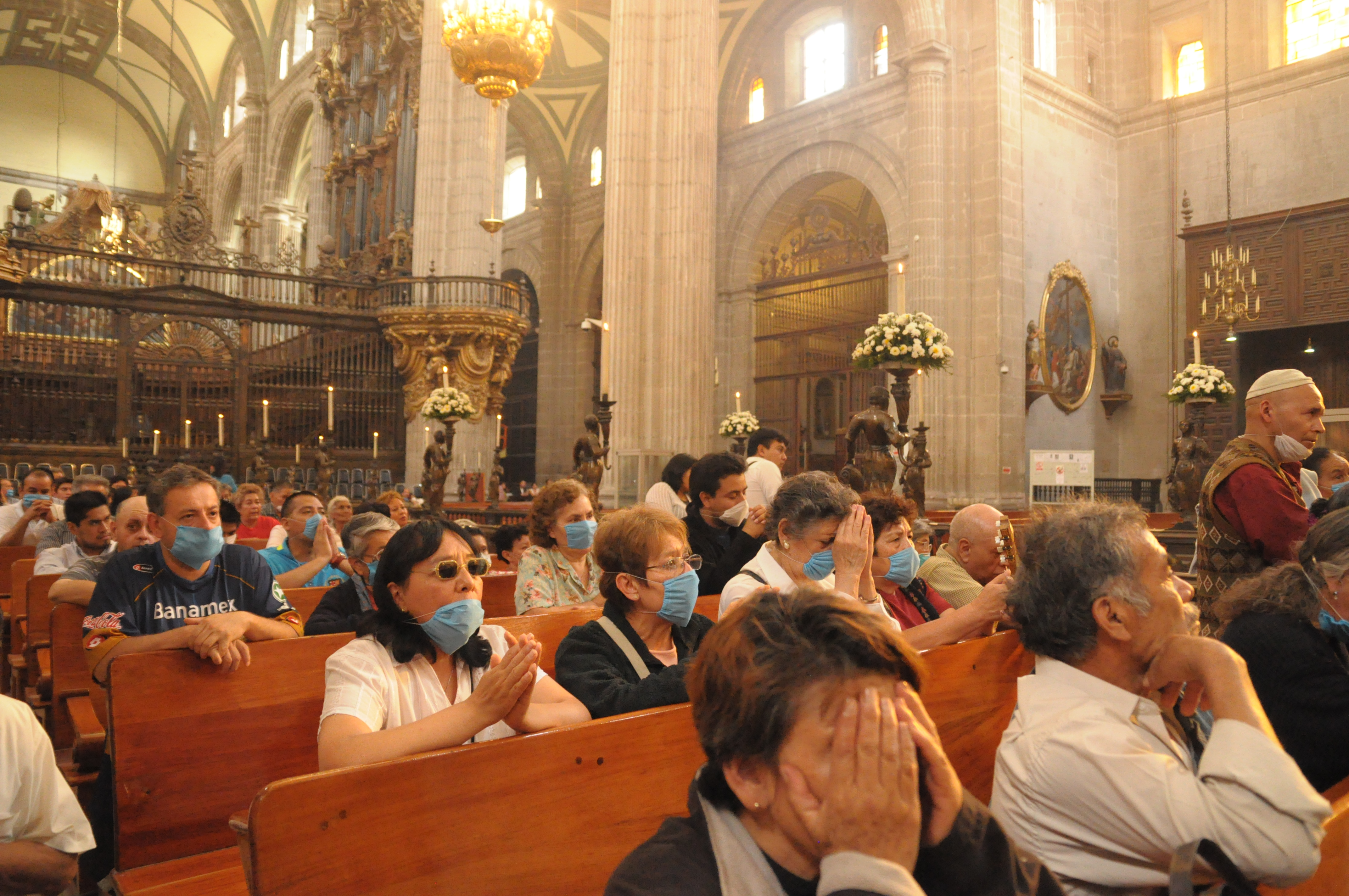
Katholische Gläubige tragen Mundschutzmasken in der Kathedrale von Mexiko-Stadt während des beginnenden Ausbruchs der Influenza-Pandemie 2009/10.

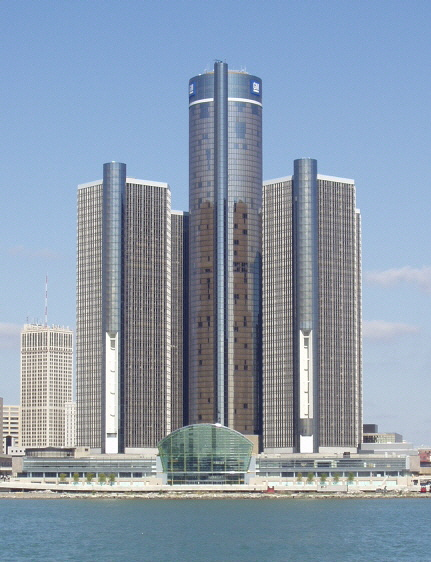
Der US-Autohersteller General Motors mit 243.000 Mitarbeitern meldet am 1. Juni 2009 im Rahmen der Weltwirtschaftskrise 101 Jahre nach der Firmengründung Insolvenz an.

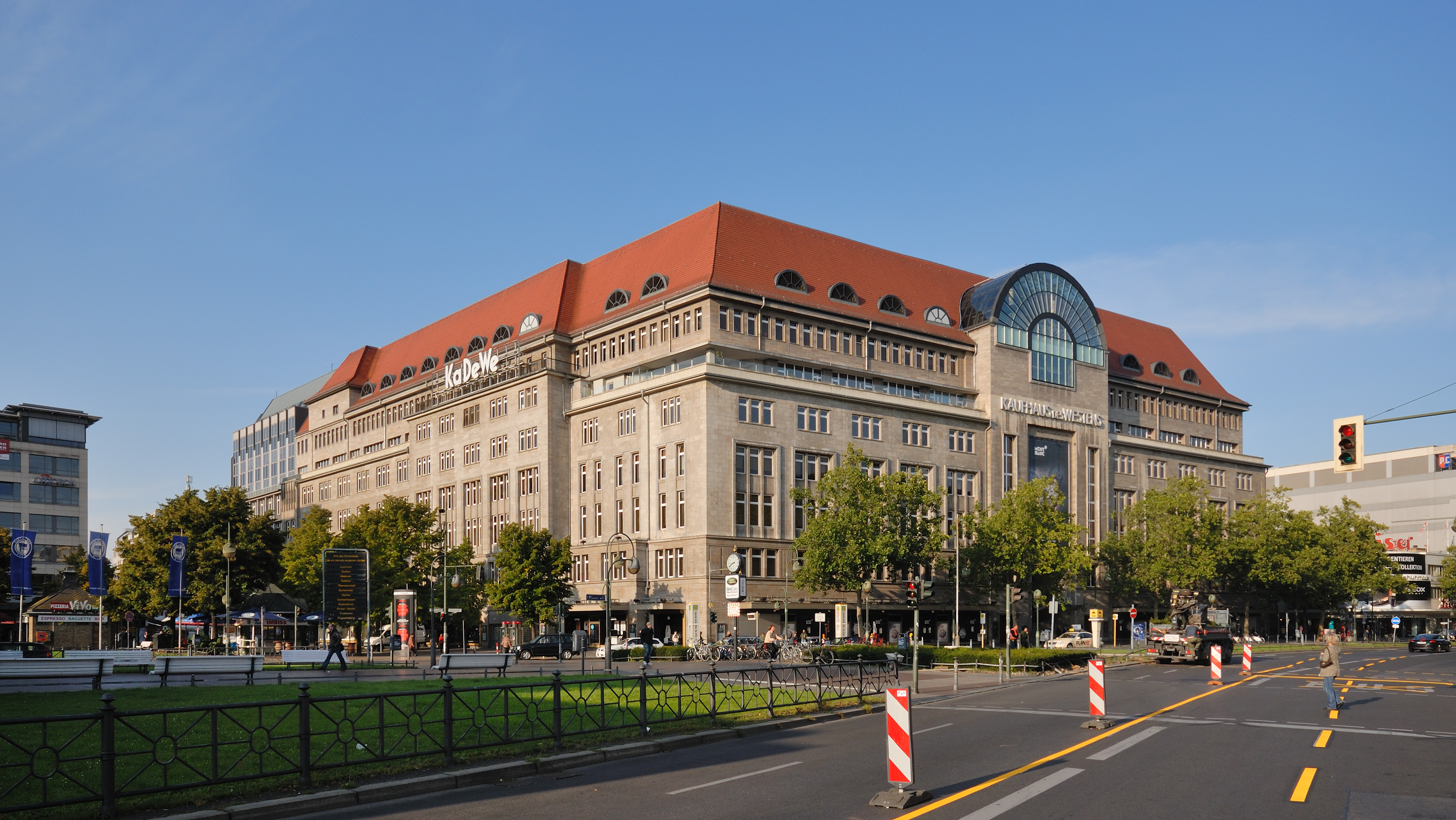
(Foto: KaDeWe) Der Handels- und Touristikkonzern Arcandor (früher KarstadtQuelle) mit 86.000 Mitarbeitern meldet am 9. Juni 2009 Insolvenz an.

#### Januar
- 01. Januar: Inkrafttreten des deutschen Personenstandsrechtsreformgesetzes, nach dem während einer fünfjährigen Umstellungsphase die Personenstandsbücher in elektronische Register umzuwandeln sind.
- 01. Januar: Tschechien übernimmt für ein halbes Jahr die EU-Ratspräsidentschaft.
- 01. Januar: Die Slowakei führt als 16. EU-Land den Euro ein.
- 01. Januar: Die Abgeltungsteuer und die Reform der Erbschaftsteuer tritt in Kraft.
- 01. Januar: Die bereits 2008 eingeführte Vorratsdatenspeicherung wird verpflichtend.
- 01. Januar: In Norwegen wird die gleichgeschlechtliche Ehe ermöglicht.
- 01. Januar: Hans-Rudolf Merz wird neuer Bundespräsident der Schweiz
- 03. Januar: Satoshi Nakamoto schürft die ersten 50 Bitcoins und startet das Bitcoin-Netzwerk.
- 13. Januar: Der russisch-ukrainische Gasstreit findet durch die Wiederaufnahme der Lieferungen durch Gazprom ein vorläufiges Ende.
- 15. Januar: US-Airways-Flug 1549 endet mit einer Notwasserung auf dem Hudson River in New York City. Flugkapitän Chesley Sullenberger muss wegen Vogelschlag kurz nach dem Start das Flugzeug notlanden. Alle 155 Menschen an Bord der Maschine werden gerettet.
- 18. Januar: Die seit 27. Dezember 2008 laufende Operation Gegossenes Blei endet: Nachdem die Hamas einem einwöchigen Waffenstillstand zugestimmt hat, beginnt Israel mit dem Rückzug aus dem Gazastreifen.[1]
- 20. Januar: Vereidigung des am 4. November 2008 zum US-Präsidenten gewählten Demokraten Barack Obama.
- 22. Januar: Die in der Modedroge Spice enthaltenen Wirkstoffe CP-47,497 und JWH018 werden in Deutschland aufgrund der Zweiundzwanzigsten Betäubungsmittelrechts-Änderungsverordnung illegal.
- 29. Januar: Liberia bittet in einer Dringlichkeitserklärung die FAO um Unterstützung bei der Bekämpfung der Liberian Armyworm Plage, die als Naturkatastrophe bezeichnete Massenvermehrung einer tropischen Falterart führte zu beträchtlichen Ernteausfällen.[2]

#### Februar
- 01. Februar: In Island übernimmt Jóhanna Sigurðardóttir die Regierungsgeschäfte. Sie ist die erste Frau in diesem Amt in Island und weltweit die erste Regierungschefin in einer gleichgeschlechtlichen Partnerschaft.
- 15. Februar: Per Referendum setzt Staatspräsident Hugo Chávez in Venezuela eine Verfassungsänderung durch, wonach er unbegrenzt als Präsident wiedergewählt werden kann.[3]

#### März
- 02. März: Der Präsident von Guinea-Bissau, João Bernardo Vieira, wird von aufständischen Soldaten getötet.
- 07. März: Nach Unterzeichnung eines Abkommens mit der Europäischen Union werden Piraten, die vor der Küste Somalias aufgegriffen werden, an kenianische Strafverfolgungsbehörden überstellt.

#### April
- Ab April: Beginnend in Mexiko kommt es zu einer weltweiten Übertragung der Schweineinfluenza („Schweinegrippe“) auf den Menschen im Zuge einer H1N1-Influenza-Pandemie.
- 01. April: Albanien und Kroatien treten der NATO bei.
- 16. April: Ende des zweiten Tschetschenienkrieges
- 28. April: Albanien beantragt die Mitgliedschaft in der Europäischen Union.
- 30. April: Während einer Parade zu Ehren der Königin am Koninginnedag rast ein Niederländer mit einem Kleinwagen zuerst durch Absperrungen, erfasst und tötet damit mehrere Personen und rammt schließlich ein Denkmal, während die Königliche Familie auf der anderen Straßenseite mit ihrem offenen Bus vorbeifährt. Der Fahrer stirbt später im Krankenhaus.

#### Mai
- 16. Mai: In Sri Lanka gibt Präsident Mahinda Rajapaksa den Sieg über die Tamil Tigers bekannt. Ihre Anführer werden nach Armeeangaben zwei Tage später bei der Flucht getötet.
- 19. Mai: Die Regierung von Sri Lanka erklärt den seit 1983 tobenden Bürgerkrieg zwischen der Armee und den tamilischen Rebellen für beendet. Am 16. Mai hatte die Armee die letzte Bastion der Tamilen im Norden der Insel erobert.

#### Juni
- 04. Juni: US-Präsident Barack Obama hält an der Universität Kairo seine programmatische Rede an die islamische Welt.[4]
- 08. Juni: In Honduras wird der linksorientierte Staatspräsident Manuel Zelaya wegen eines umstrittenen Verfassungsreferendums von Militäreinheiten inhaftiert. Das Parlament wählt seinen Sprecher Roberto Micheletti zum Übergangspräsidenten.
- 12. Juni: Nach den Präsidentschaftswahlen im Iran kommt es zu wochenlangen Protesten der iranischen Opposition, die u. a. im Dezember erneut aufflammen.
- 30. Juni: Das angerufene deutsche Bundesverfassungsgericht akzeptiert den Vertrag von Lissabon über die EU-Reform, verlangt jedoch für das Begleitgesetz Nachbesserungen hinsichtlich der Rechte für Bundestag und Bundesrat.

#### Juli
- 01. Juli: Schweden übernimmt für ein halbes Jahr die EU-Ratspräsidentschaft.
- 17. Juli: Island beantragt die Mitgliedschaft in der Europäischen Union.

#### August
- 01. August: Anders Fogh Rasmussen tritt das Amt des NATO-Generalsekretärs an.
- 03. August: Nach zehn Jahren juristischen Tauziehens wird der ehemalige Waffenlobbyist Karlheinz Schreiber von Kanada an Deutschland ausgeliefert.
- 19. August: Bei Bombenattentaten auf das irakische Finanz- und das Außenministerium sterben in Bagdad mehr als 100 Menschen.
- 24. August: Der Deutsche Bundestag beschließt eine Änderung zum NS-Aufhebungsgesetz. Ab deren Inkrafttreten ist zur Aufhebung von Urteilen wegen „Kriegsverrats“ keine Einzelfallprüfung mehr erforderlich. Darum – wie auch um Wehrmachtsdeserteure – war jahrzehntelang gerungen worden.
- 30. August: Bei den japanischen Unterhauswahlen gewinnt die oppositionelle Demokratische Partei von Yukio Hatoyama deutlich und beendet damit die Vorherrschaft der Liberaldemokraten unter Premierminister Tarō Asō nach mehr als 50 Jahren.
- 30. August: In Gabun finden Präsidentschaftswahlen statt, nachdem Präsident Omar Bongo Ondimba nach 42 Jahren Amtszeit drei Monate zuvor verstorben war. Ali-Ben Bongo Ondimba wird neuer Präsident.

#### September
- 04. September: Bei einem von der deutschen Bundeswehr angeordneten Luftangriff bei Kundus in Afghanistan auf zwei von Taliban entführte Tanklastzüge sterben bis zu 142 Menschen, darunter auch Zivilisten.[5] In der Folge kommt es zu einer politischen Affäre in Deutschland.
- 17. September: US-Präsident Barack Obama kündigt an, vorläufig auf die Stützpunkte des US-Raketenschildes in Polen und Tschechien zu verzichten.[6]

#### Oktober
- 02. Oktober: Irland stimmt in einem zweiten Referendum für den Vertrag von Lissabon
- 10. Oktober: Nach fast einem Jahrhundert der Feindseligkeit unterzeichnen der armenische Außenminister Edouard Nalbandian und sein türkischer Kollege Ahmet Davutoğlu in der Aula der Universität Zürich ein Abkommen zur Normalisierung der armenisch-türkischen Beziehungen.
- 22. Oktober: Das Betriebssystem Microsoft Windows 7 erscheint.
- 25. Oktober: Die Explosionen zweier Autobomben bei Selbstmordanschlägen in Bagdad nahe dem Justizministerium beziehungsweise am Sitz des Gouverneurs verursachen den Tod von 155 Menschen und verletzen Hunderte.

#### November
- 29. November: Ruanda tritt dem Commonwealth of Nations bei und ist damit nach Mosambik der zweite Mitgliedstaat ohne vorhergehende koloniale Beziehungen zum Vereinigten Königreich.

#### Dezember
- 01. Dezember: Inkrafttreten des ersten Batteriegesetzes für Deutschland. Es setzt die europäische Altbatterierichtlinie in nationales Recht um und beinhaltet erstmals verbindliche Sammelziele für handelsübliche Altbatterien – 35 Prozent bis 2012 sowie 45 Prozent bis 2016.
- 01. Dezember: Der Vertrag von Lissabon tritt in Kraft und die Charta der Grundrechte der Europäischen Union wird in allen EU-Mitgliedstaaten außer Polen, Tschechien und Großbritannien rechtsverbindlich.
- 01. Dezember: Catherine Ashton wird Hoher Vertreter der Europäischen Union für Außen- und Sicherheitspolitik, Herman Van Rompuy wird Präsident des Europäischen Rates
- 07. – 18. Dezember: UN-Klimakonferenz in Kopenhagen
- 08. Dezember: Eine Anschlagserie auf öffentliche Gebäude in Bagdad kostet 127 Menschen das Leben, Hunderte werden verletzt.
- 08. Dezember: Durch die erste Herabsetzung einer Bonitätsbewertung Griechenlands hat die griechische Staatsschuldenkrise erste praktische Konsequenzen und gerät in die öffentliche Wahrnehmung.[7][8]
- 22. Dezember: Serbien beantragt die Mitgliedschaft in der Europäischen Union.
- 25. Dezember: Der versuchte Terroranschlag eines Nigerianers im Auftrag von Al-Qaida auf dem Northwest-Airlines-Flug 253 mit 289 Menschen an Bord führt zu politischen Diskussionen um ein US-Engagement im Jemen und den Einsatz von Körperscannern.[9][10]

### Wahlen
- 18. Januar: Vorgezogene Landtagswahlen in Hessen
- 10. Februar: Parlamentswahl in Israel
- 01. März: Landtagswahlen in Kärnten und Salzburg
- 12. März: Parlamentswahlen in Antigua und Barbuda
- 15. März: Präsidentschaftswahlen in El Salvador
- 09. April: Präsidentschaftswahlen in Algerien
- 25. April: Parlamentswahl in Island
- 23. Mai: Wahl des deutschen Bundespräsidenten durch die Bundesversammlung
- 04. – 7. Juni: Europawahl – Wahl der Abgeordneten des Europäischen Parlaments (siebte Wahlperiode). In allen deutschsprachigen Ländern wird am Sonntag, 7. Juni, gewählt.[11]
- 07. Juni: Parlamentswahlen im Libanon
- 07. Juni: Kommunalwahlen in Baden-Württemberg, Mecklenburg-Vorpommern, Rheinland-Pfalz, dem Saarland, Sachsen, Sachsen-Anhalt und Thüringen
- 12. Juni: Präsidentschaftswahlen im Iran
- 20. August: Präsidentschaftswahl in Afghanistan
- 30. August: Landtagswahlen in Sachsen, Thüringen und dem Saarland; Kommunalwahlen in Nordrhein-Westfalen
- September: Parlamentswahlen in St. Kitts und Nevis
- 14. September: Parlamentswahl in Norwegen
- 16. September: Bundesratsersatzwahlen in der Schweiz
- 20. September: Landtagswahl in Vorarlberg
- 27. September: Parlamentswahl in Portugal
- 27. September: Landtagswahl in Oberösterreich

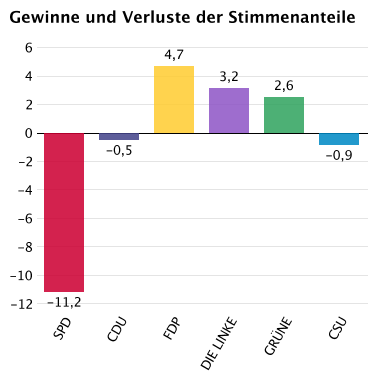
Zweitstimmenverluste und -gewinne deutsche Bundestagswahl 2009

- 27. September: Wahl zum 17. Deutschen Bundestag, Landtagswahl in Brandenburg und in Schleswig-Holstein
- 04. Oktober: Parlamentswahl in Griechenland
- 25. Oktober: Präsidentschafts- und Parlamentswahlen in Uruguay
- 03. November: Gouverneurswahlen in den Vereinigten Staaten in Virginia und New Jersey
- 22. November: Präsidentschaftswahlen in Rumänien
- 11. Dezember: Präsidentschaftswahlen in Chile
- 27. Dezember: Präsidentschaftswahl in Kroatien

### Katastrophen
- 03. März: Das Historische Archiv der Stadt Köln stürzt beim Bau der Nord-Süd-Stadtbahn ein.
- 01. Juni: Der Air-France-Flug 447 endet mit dem Absturz über dem Atlantik. Alle 228 Insassen sterben.
- 05. Juni: Bei einem Feuer in einem Kindergarten der mexikanischen Stadt Hermosillo kommen 48 Kleinkinder ums Leben.
- 29. Juni: Ein Zugunglück im italienischen Viareggio kostet 24 Menschen das Leben.
- 30. Juni: Der Yemenia-Flug 626 endet beim Anflug auf die Komoren mit dem Absturz über dem Indischen Ozean, wobei 152 der 153 Insassen sterben.
- 15. Juli: Der Caspian-Airlines-Flug 7908 endet mit dem Absturz im Iran. Alle 168 Insassen sterben.
- 17. August: Ein Bersten einer oder mehrerer Rohrleitungen im größten Wasserkraftwerk Russlands am Sajano-Schuschensker Stausee fordert 75 Menschenleben.
- 25. November: Starkregen verursacht innerhalb von vier Stunden Überschwemmungen in Dschidda, bei denen mehr als 100 Menschen sterben. Die Überflutungen geschehen zur Zeit des Haddsch, als sich viele Pilger in der saudi-arabischen Stadt aufhalten.
- 05. Dezember: Eine Brandkatastrophe ereignet sich in einem Nachtclub der russischen Stadt Perm. 155 Tote und über 100 Verletzte werden gezählt.

### Naturereignisse
- Februar: Bei Buschfeuern in Victoria (Australien) kommen 173 Menschen ums Leben.
- 06. April: Bei einem Erdbeben der Stärke 6,3 werden in den italienischen Abruzzen rund um die Stadt L’Aquila 299 Menschen getötet.
- 27./28. September: Der Taifun Ketsana überschwemmt die Philippinen.
- 29. September: Um 19:48 Uhr MESZ löst ein Seebeben der Stärke 8,0 eine bis zu sechs Meter hohe Flutwelle in Teilen der Samoa-Inseln aus.

### Wirtschaft
- Auch im Jahr 2009 belasten die Folgen der Finanzkrise die Weltwirtschaft.
- 16. Januar: Der Ölpreis fällt auf 33 US-Dollar je Barrel und damit auf den tiefsten Stand seit fünf Jahren.[12]
- 26. Januar: Der bisherige Konkurrent Pfizer übernimmt das Pharmazieunternehmen Wyeth für einen Übernahmewert von rund 68 Milliarden US-Dollar.
- 30. Januar: Es wird bekannt, dass die japanische Wirtschaft infolge der Finanzkrise in den Vereinigten Staaten in die schwerste Rezession der Nachkriegszeit gerutscht ist.[13] Auch viele weitere Staaten erleben Anfang des Jahres deutliche Konjunktureinbrüche.
- 02. Februar: Die Hyperinflation in Simbabwe zwingt die Notenbank zur Ausgabe des Vierten Simbabwe-Dollar. Eine Billion des Dritten Simbabwe-Dollar erhält bei der Währungsreform den Wert von 1 (Vierten) Simbabwe-Dollar.
- 18. Februar: Die Bundesregierung beschließt Ergänzungen zum Finanzmarktstabilisierungsgesetz, insbesondere mit Blick auf die Krise bei der Hypo Real Estate (HRE). Als allerletztes Mittel ist eine Enteignung und Verstaatlichung vorgesehen.[14] Der Bund sichert sich die Mehrheit an der HRE allerdings im Juni über eine Kapitalerhöhung.
- 26. März: Das US-amerikanische Pharmazieunternehmen Genentech wird vom schweizerischen Unternehmen Hoffmann-La Roche übernommen.
- 11. Mai: Die Dresdner Bank wird aufgelöst und fusioniert mit der Commerzbank.
- 01. Juni: In den Vereinigten Staaten meldet die General Motors Corporation ihre Zahlungsunfähigkeit gemäß Chapter 11 des US-Insolvenzrechts an. Nach 40 Tagen wird der bankrotte Konzern notverstaatlicht.
- 09. Juni: In Deutschland muss der Warenhauskonzern Arcandor Insolvenz anmelden.
- 10. September: General Motors erklärt seine Absicht, den Autohersteller Opel an Magna zu verkaufen.
- 19. Oktober: Über die niederländische DSB Bank wird das gerichtliche Insolvenzverfahren eröffnet. Etwa 400.000 Kunden sind mit ihren Bankguthaben betroffen.
- 20. Oktober: Aus für das Versandhaus Quelle.
- 03. November: Der Verwaltungsrat von General Motors revidiert seine Entscheidung vom 10. September und beschließt, dass Opel im Konzern verbleiben solle.[15]
- 03. November: Das US-amerikanische Pharmazieunternehmen Schering-Plough wird vom Konkurrenten MSD Sharp & Dohme übernommen.

### Kultur und Gesellschaft
- 22. Februar: Oscarverleihung 2009
- 03. März: Einsturz des Kölner Stadtarchivs
- 11. März: Amoklauf von Winnenden an der Albertville-Realschule Winnenden
- 23. April bis 11. Oktober: 14. Bundesgartenschau in Schwerin
- 25. April bis 18. Oktober: Landesgartenschau von Brandenburg in Oranienburg
- Mai: Eröffnung der Kunsthalle Schweinfurt
- 0. Juni: Tony Awards 2009
- 19. – 21. Juni: „Tag der Niedersachsen“ in Hameln
- 25. Juni: Bei der jährlichen Versammlung des Welterbekomitees wird dem Dresdner Elbtal aufgrund des umstrittenen Baus der Waldschlößchenbrücke der Titel eines Weltkulturerbes aberkannt
- 26. Juni: Sowohl die niederländischen Teile des Wattenmeeres, als auch die der Bundesländer Niedersachsen und Schleswig-Holstein werden zum Weltnaturerbe ernannt
- 27. Juni: Der Herkulesturm, das Wahrzeichen der galicischen Stadt A Coruña und ältestes betriebenes Leuchtturmbauwerk, wird Bestandteil des UNESCO-Welterbes.

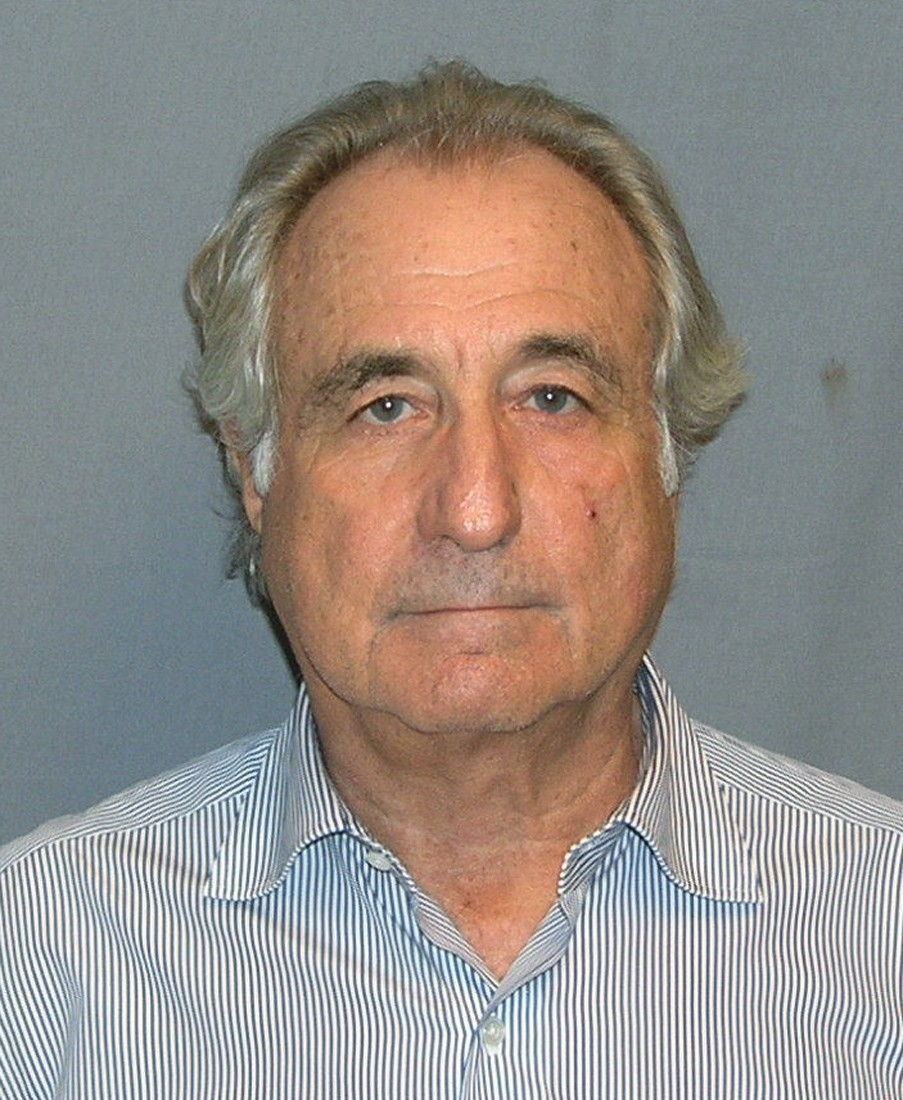
Bernard L. Madoff

- 29. Juni: Der frühere Finanz- und Börsenmakler Bernard L. Madoff wird vor Gericht zu 150 Jahren Freiheitsstrafe verurteilt. Mit einem auf dem Schneeballsystem basierenden Investmentfonds hat er einen Schaden von etwa 65 Milliarden US-Dollar angerichtet.
- 10. – 22. Juli: 50. Internationale Mathematik-Olympiade in Bremen
- 01. August: In der südkoreanischen Hauptstadt Seoul wird der Gwanghwamun-Platz eröffnet.
- 09. September: Mit Hajime Isayamas Attack on Titan startet eine der einflussreichsten Mangareihen in der ersten Ausgabe des Bessatsu Shōnen Magazine.
- 25. Dezember: Der Nigerianer Umar Farouk Abdulmutallab versucht, den Northwest-Airlines-Flug 253 auf dem Weg von Amsterdam nach Detroit kurz vor der Landung durch Entzünden von Sprengstoff terroristisch zu beenden. Der Täter wird von Passagieren überwältigt.
- Gründung des International Peace and Security Institutes.

#### Musik
- 12., 14. und 16. Mai: Eurovision Song Contest in Moskau. Alexander Rybak gewinnt mit Fairytale.
- 03./4. Juli: Schlagermove in Hamburg

Siehe auch: Nummer-eins-Hits 2009 in  Australien, Belgien, Brasilien, Dänemark, Deutschland, Finnland, Frankreich, Irland, Italien, Japan, Kanada, Mexiko, Neuseeland, den Niederlanden, Norwegen, Österreich, Polen, Portugal, Schweden, der Schweiz, Slowakei, Spanien, Tschechien, Ungarn, den Vereinigten Staaten und im Vereinigten Königreich.
Siehe auch: Kategorie:Musik 2009

### Sport
- 04. Januar: Phil Taylor gewinnt die PDC World Darts Championship
- 16. Januar bis 1. Februar: 21. Handball-Weltmeisterschaft der Herren in Kroatien
- 24. Januar: Dance4Fans Contest in den Niederlanden
- 01. Februar: Super Bowl XLIII wurde im Raymond James Stadium in Tampa, Florida ausgetragen.
- 03. – 15. Februar: 40. Alpine Skiweltmeisterschaften in Val-d’Isère
- 18. Februar bis 1. März: 47. Nordische Skiweltmeisterschaften im tschechischen Liberec
- 13.–22. Februar: 43. Biathlon-Weltmeisterschaften im südkoreanischen Pyeongchang
- 29. März – 1. November: Austragung der 60. Formel-1-Saison
- 05. April: WrestleMania 25 im Reliant Stadium in Houston, Texas
- 13. April bis 8. November: Austragung der 61. FIM-Motorrad-Straßenweltmeisterschaft
- 19. April bis 21. Juni: 2. Transeuropalauf
- 24. April bis 10. Mai: 73. Eishockey-Weltmeisterschaft in der Schweiz
- 11. – 23. Mai: Weltmeisterschaft im Sportkegeln in Dettenheim (Baden-Württemberg)
- 20. Mai: Im Finale des UEFA-Pokals 2008/09 im Şükrü Saracoğlu Stadı in Istanbul besiegte Schachtar Donezk Werder Bremen mit 2:1 n. V.
- 23. Mai: Der VfL Wolfsburg wird erstmals deutscher Fußballmeister.
- 27. Mai: Im Finale der UEFA Champions League 2008/09 im Stadio Olimpico treffen der FC Barcelona und Manchester United aufeinander. Barcelona besiegt Manchester mit 2:0 Toren.
- 30. Mai – 5. Juni: Internationales Deutsches Turnfest in Frankfurt am Main
- 07. Juni: Der 1. FFC Turbine Potsdam wird deutscher Meister der Fußball-Frauen-Bundesliga.
- 21. Juni: Pakistan gewinnt die zweite World Twenty20 in England, indem es im Finale Sri Lanka mit 8 Wickets besiegt.
- 25.–28. Juni: Kanurennsport-Europameisterschaften in Brandenburg an der Havel
- 14. – 27. Juni: 8. Konföderationen-Pokal in Südafrika
- 15. – 29. Juni: Endrunde der U21-Fußball-Europameisterschaft in Schweden
- 01. – 12. Juli: 25. Universiade in Belgrad, Serbien
- 04. – 26. Juli: 96. Tour de France mit Start in Monaco
- 16. – 26. Juli: 8. World Games in Kaohsiung, (Taiwan)
- 18. Juli – 2. August: 13. Schwimmweltmeisterschaften in Rom
- 25. Juli: Der brasilianische Automobilrennfahrer Felipe Massa wird im Qualifying der Formel 1 auf dem Hungaroring von einer Stahlfeder am Kopf getroffen. Massa erleidet hierdurch lebensgefährliche Verletzungen.
- 27. Juli: 60.000 Zuschauer wollen im Stadion Camp Nou in Barcelona den neu erworbenen Fußballspieler Zlatan Ibrahimović sehen. Der Schwede wurde im bislang zweitteuersten Spielertransfer vom FC Barcelona gegen den Spieler Samuel Eto’o mit Inter Mailand getauscht.
- 15. – 23. August: 12. Leichtathletik-Weltmeisterschaften in Berlin
- 03. – 13. September: Volleyball-Europameisterschaft der Herren in der Türkei
- 07. – 20. September Basketball-Europameisterschaft der Männer in Polen
- 09. – 12. September: Baseball World Cup Vorrunde in Deutschland, Austragungsort: Armin-Wolf-Arena, Regensburg[16]
- 10. September: Die deutsche Frauen-Fußballnationalmannschaft wird nach einem 6:2 gegen England Europameister.
- 24. September – 16. Oktober: 17. FIFA U-20-Weltmeisterschaft in Ägypten
- 25. September – 4. Oktober: Volleyball-Europameisterschaft der Frauen in Polen
- 10. Oktober: 33. Ironman auf Hawaii
- 12. – 18. Oktober: 41. Turn-Weltmeisterschaften in London in der Arena The O₂
- 13. Oktober: Der österreichische Skirennläufer Hermann Maier gibt seinen Rücktritt vom Ski-Sport bekannt.
- 18. Oktober: Jenson Button gewinnt mit Brawn-GP seinen ersten und einzigen Formel-1-Weltmeistertitel.
- 25. Oktober: Valentino Rossi gewinnt zum siebten Mal die MotoGP-Weltmeisterschaft.
- Kōhei Uchimura wird Turnweltmeister im Mehrkampf. In den folgenden sechs Jahren dominiert er seine Disziplin.
- 27. November: Auf der Jahreshauptversammlung des FC Bayern München wird Uli Hoeneß zum neuen Präsidenten des Vereins gewählt.
- 12. Dezember: Die deutsche Damen-Curling-Nationalmannschaft gewann in Aberdeen (Schottland) die Europameisterschaft gegen die Schweiz (7:5). Bei den Herren gewann Schweden das Finale mit 6:5 ebenfalls gegen die Schweiz.
- 19. Dezember: 100-Jahr-Jubiläum des Fußballvereins BV Borussia 09 Dortmund
- 20. Dezember: Bei der Wahl der Sportler des Jahres 2009 gewannen der Schwimmer Paul Biedermann, Speerwerferin Steffi Nerius und die deutsche Fußballnationalmannschaft der Frauen als Mannschaft des Jahres den Titel.
- 29. Dezember bis 7. Januar 2010: 58. Vierschanzentournee
- Bei der Wahl zum Schweizer Sportler des Jahres gewinnen: Ariella Kaeslin, Didier Cuche, Heinz Frei, die ZSC Lions, Dario Cologna und Fredrik Aukland. Den Ehrenpreis bekommt die U-17-Nationalmannschaft im Fußball.

### Religion
- 01. Januar: Die vereinigte Evangelische Kirche in Mitteldeutschland (EKM) entsteht aus der früheren Föderation Evangelischer Kirchen in Mitteldeutschland; Gründungskirchen sind die Evangelische Kirche der Kirchenprovinz Sachsen und die Evangelisch-Lutherische Kirche in Thüringen
- 01. Januar: Amtsantritt des anhaltischen Kirchenpräsidenten Joachim Liebig
- 01. Januar: Amtsantritt; 15. Februar: Einführung des hessen-nassauischen Kirchenpräsidenten Volker Jung in Friedberg
- 29. März: Amtseinführung von Felix Genn als Bischof von Münster
- 20. – 23. Mai: Bundeskonferenz des Bundes Evangelisch-Freikirchlicher Gemeinden im Congress Center Hamburg
- 20. – 24. Mai: 32. Deutscher Evangelischer Kirchentag in Bremen
- 21. – 24. Mai: Europa-Jugendtag der Neuapostolischen Kirche in der Messe Düsseldorf und der ESPRIT arena
- 06. Juni: 875. Todestag des heiligen Norbert von Xanten, Gründer des Prämonstratenserordens und Erzbischof von Magdeburg
- 24. – 26. Juli: 400-jähriges Bestehen der Baptisten – Internationaler Jubiläumskongress in Amsterdam, Gründungsort der ersten Baptistengemeinde
- 21. August: Beginn des Ramadan
- 27. September: Jugendtag des Evangelischen Jugendwerks Württemberg in Stuttgart
- 20. Dezember: Amtseinführung von Franz-Josef Overbeck als Bischof von Essen

### Astronomie
- 400 Jahre Keplersche Gesetze.
- Dreifache Konjunktion zwischen Jupiter und Neptun
- 26. Januar: Sieben Minuten und 54 Sekunden andauernde ringförmige Sonnenfinsternis, sichtbar im südlichen Afrika, in Südostasien, in der Antarktis und in Australien
- 09. Februar: Penumbral-partielle Mondfinsternis
- 11. April: Erstmaliger Stand des Neptun an der gleichen Position wie bei seiner Entdeckung am 23. September 1846
- v7. Juli: Penumbral-partielle Mondfinsternis
- 22. Juli: Mit sechs Minuten und 39 Sekunden am längsten andauernde totale Sonnenfinsternis im 21. Jahrhundert, sichtbar in Ostasien und dem Pazifikraum
- 04. August: Jupiter bedeckt den 5.9m hellen Fixstern 45 Capricorni
- 06. August: Penumbral-partielle Mondfinsternis
- 31. Dezember: Partielle Mondfinsternis

### Wissenschaft und Technik
- 09. Januar: Die dezentrale Kryptowährung Bitcoin wird gestartet.
- 17. Januar: Der Burj Khalifa in Dubai erreicht seine maximale Höhe von 828 Metern und ist das höchste Bauwerk sowie der höchste Wolkenkratzer der Welt.
- 02. Februar: Iran schießt seinen ersten Satelliten „Omid“ mit einer Safir-2-Rakete ins All.
- 03. Februar: Die Europäische Weltraumorganisation gibt die Entdeckung des ersten in der Größe und Dichte erdähnlichen Exoplaneten CoRoT-7 b bekannt.
- 08. Februar: Der 358,5 Meter hohe Richtfunkmast Berlin-Frohnau wird gesprengt. Dies war das höchste Bauwerk in Europa, das kontrolliert abgerissen wurde.
- 10. Februar: Erstmals kommt es zu einem Zusammenstoß zweier künstlicher Erdtrabanten auf ihrer Umlaufbahn. Über der Taimyrhalbinsel im Norden Sibiriens kollidieren der Strela-Satellit Kosmos 2251 und der Iridium-Satellit 33 in rund 790 Kilometer Höhe.
- 07. März: Von der Cape Canaveral Air Force Station aus transportiert eine Delta II-Trägerrakete das NASA-Weltraumteleskop Kepler in eine Erdumlaufbahn. Es soll extrasolare Planeten aufspüren.
- 10. März: In Sipplingen wird der Fund einer aus Gehölzbast geflochtenen Sandale aus der Zeit um 2900 v. Chr. der Öffentlichkeit bekanntgegeben. Taucharchäologen haben einige Wochen zuvor in der Pfahlbaubucht im Bodensee das gut erhaltene Stück entdeckt.
- 17. März: Start des ESA-Satelliten GOCE zur Erforschung des Schwerefelds der Erde.
- 31. März: Beginn der ersten Isolationsversuche für Mars-500 in Moskau.
- 21. April: Eröffnung der World Digital Library.
- 11. Mai: Das Space Shuttle Atlantis wird zu einem Reparaturflug zum Hubble-Weltraumteleskop gestartet. Die Mission STS-125 soll dort der letzte Wartungseinsatz sein.
- 14. Mai: Start der ESA-Weltraumteleskope Herschel und Planck.
- 17. Mai: Der Schwede Markus „Notch“ Persson veröffentlicht das Spiel Minecraft.
- 18. Juni: Start des Lunar Reconnaissance Orbiter und des Lunar Crater Observation and Sensing Satellite.
- Mitte/Ende 2009: Baubeginn des Fusionsreaktors ITER.
- 21. Juni: In Springfield (Missouri), wird in den USA die erste Autobahnanschlussstelle mit Linksverkehr auf der Zubringerbrücke, genannt Double Diverged Diamond Interchange, dem Verkehr bei 37° 15′ 1″ N, 93° 18′ 39″ W übergeben und verbindet die Interstate 44 mit der Missouri State Route 13.
- 05. Juli: Der Sondengänger Terry Herbert entdeckt erste Teile des Schatzes von Staffordshire, des bislang größten Hortfundes aus der Zeit der Angelsachsen.
- 15. Juli: Start der Space-Shuttle-Mission STS-127 zur Vervollständigung des Kibō-Moduls auf der ISS durch eine Experiment- und eine Logistikplattform und der Exposed Section.
- 20. August: Sprengung des 327 Meter hohen Sendemasten Gartow 1.
- Oktober: Neustart des Teilchenbeschleunigers LHC am CERN.
- 02. November: Start der ESA-Mission SMOS und Proba-2.
- 13. November: Dritter Vorbeiflug des Kometen-Orbiter Rosetta an der Erde.
- 15. Dezember: Erstflug der Boeing 787.

## Jahreswidmungen

### Initiativen
- Internationales Jahr der Astronomie 2009: 400 Jahre Erfindung des Fernrohrs durch den deutsch-niederländischen Brillenmacher Hans Lipperhey und erste astronomische Beobachtungen durch Galileo Galilei[17]
- Internationales Jahr des Menschenrechtslernens (UNO)
- Internationales Jahr der Aussöhnung (UNO)
- Internationales Jahr der Naturfasern (UNO)[18]
- Europäisches Jahr der Kreativität und Innovation[19]
- Kulturhauptstädte Europas sind Linz (Österreich)[20] und Vilnius (Litauen)[21]
- Jahr der Forschungsexpedition Deutschland im Rahmen der Initiative Wissenschaft im Dialog (Bundesministerium für Bildung und Forschung BMBF)[22]

### Artenschutz
Siehe auch: Natur des Jahres
- Jahr des Gorillas (UNEP/UNESCO)[23]
- Der Eisvogel (Alcedo atthis) ist Vogel des Jahres (Naturschutzbund Deutschland NABU)
- Die Gemeine Wegwarte (Cichorium intybus) ist Blume des Jahres (Stiftung Natur und Pflanzen)
- Der Berg-Ahorn (Acer pseudoplatanus) ist Baum des Jahres (Kuratorium Baum des Jahres)
- Der Blaue Rindenpilz (Terana caerulea) ist Pilz des Jahres (Deutsche Gesellschaft für Mykologie)
- Der Europäische Aal (Anguilla anguilla) ist Fisch des Jahres (Verband Deutscher Sportfischer)
- Der Braunbrustigel (Erinaceus europaeus) ist Wildtier des Jahres (Schutzgemeinschaft Deutsches Wild)
- Die Ringelblume (Calendula officinalis) ist Heilpflanze des Jahres (Naturheilverein Theophrastus)
- Der Fenchel (Foeniculum vulgare) ist Arzneipflanze des Jahres (Studienkreis Entwicklungsgeschichte der Arzneipflanzen)
- Das Tagpfauenauge (Inachis io) ist Schmetterling des Jahres (Bund für Umwelt und Naturschutz Deutschland BUND)

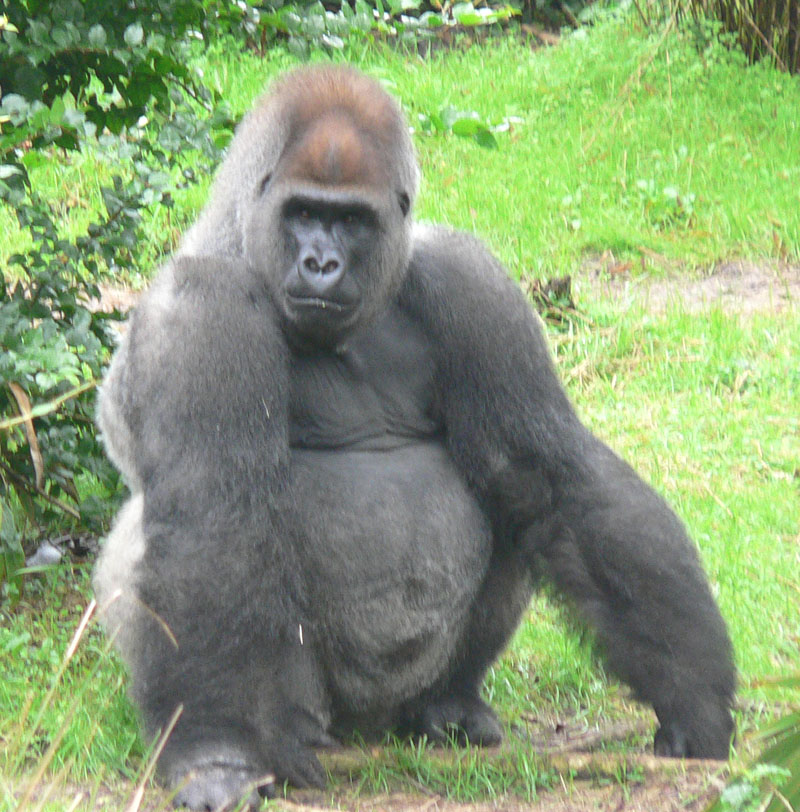
Gorilla (Gorilla)
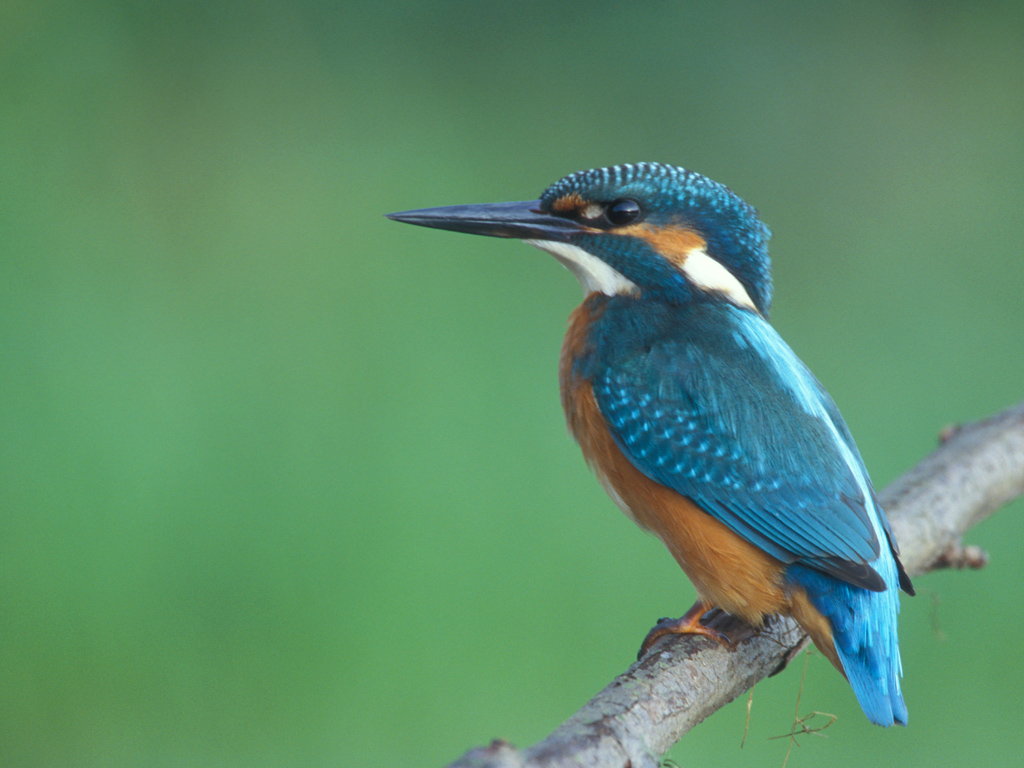
Eisvogel (Alcedo atthis)
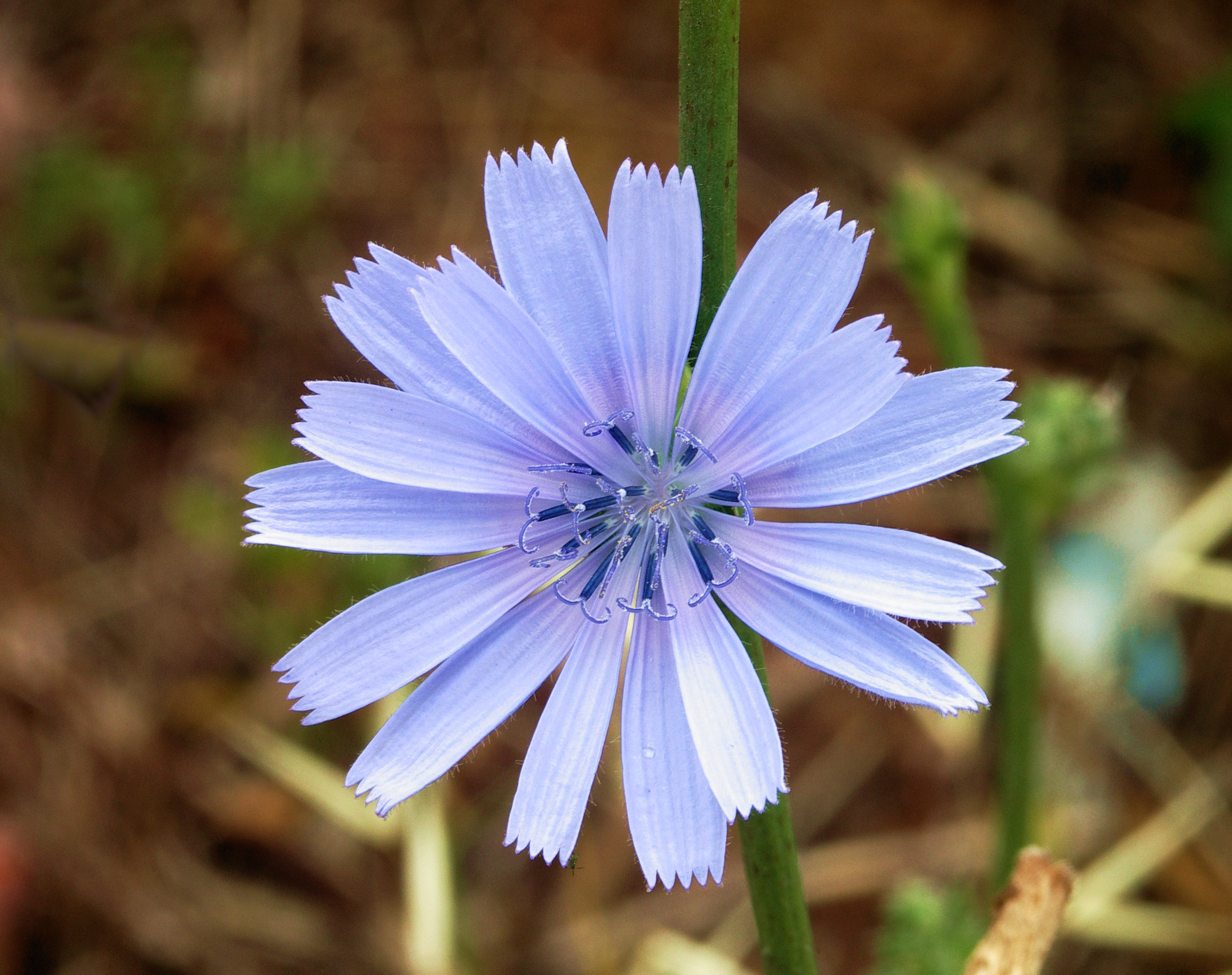
Gemeine Wegwarte (Cichorium intybus)
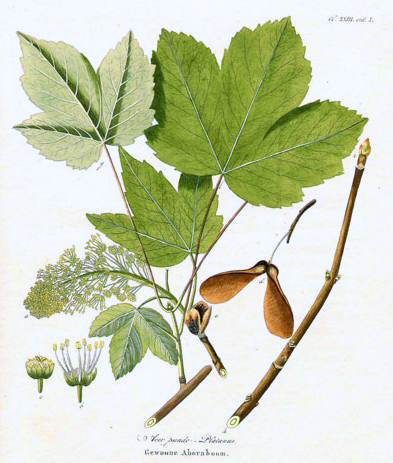
Bergahorn (Acer pseudoplatanus)
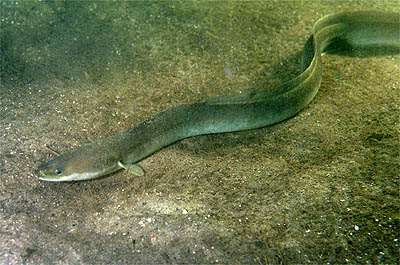
Europäischer Aal (Anguilla anguilla)
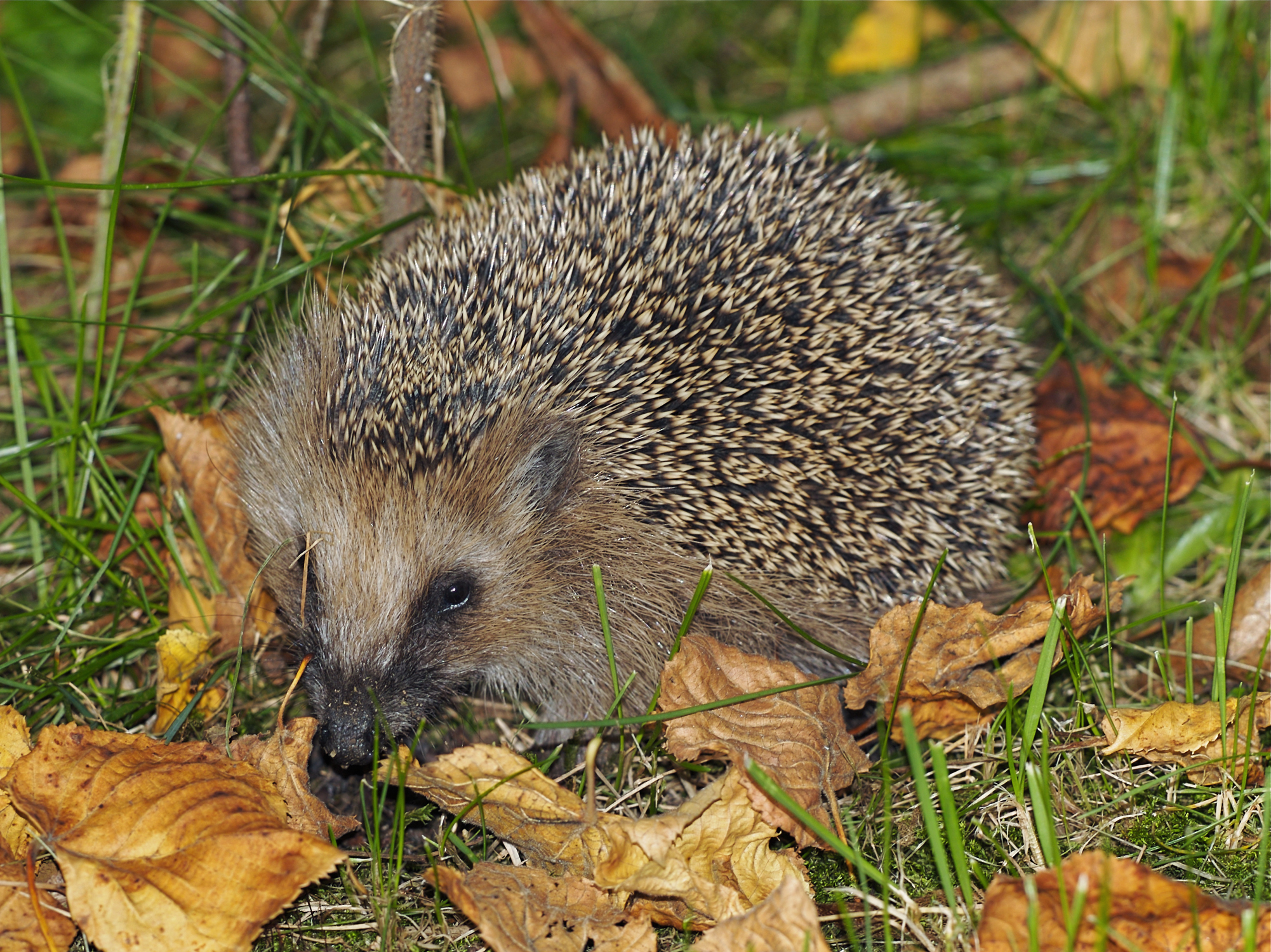
Braunbrustigel (Erinaceus europaeus)
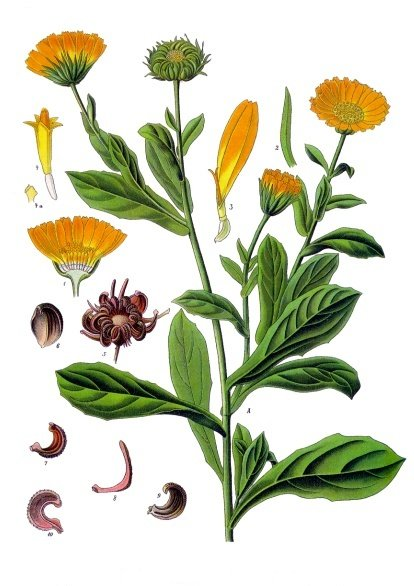
Ringelblume (Calendula officinalis)
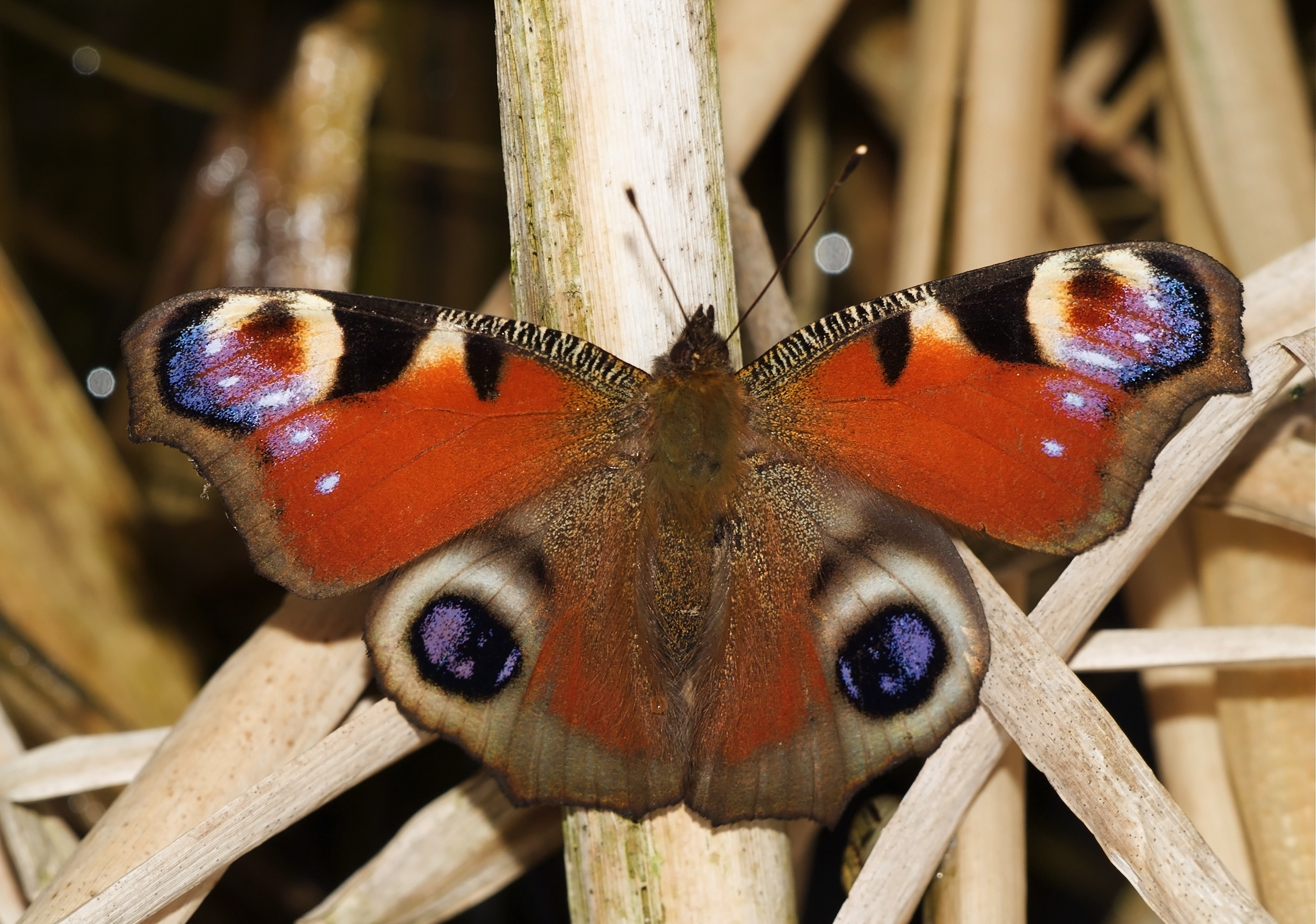
Tagpfauenauge (Inachis io)

## Geboren
- 01. Januar: Hend Zaza, syrische Tischtennisspielerin
- 05. Januar: Mychajlo Larkow, ukrainischer Billardspieler
- 02. März: Sumire Nakamura, japanische Go-Spielerin
- 15. April: Julia Butters, US-amerikanische Schauspielerin
- 15. April: Isaac Ordonez, US-amerikanische Schauspieler
- 18. Mai: Hala Finley, US-amerikanische Schauspielerin
- 07. Juni: Bana Alabed, syrische Schülerin
- 22. Juni: Finnlay Berger, deutscher Schauspieler
- 08. August: Eduarda Henklein, brasilianische Schlagzeugerin und Sängerin
- 26. Dezember: Laurent Simons,  belgischer Student
- Tag unbekannt: Cai Cohrs, deutscher Schauspieler
- Tag unbekannt: Martha Haberland, deutsche Schauspielerin

## Gestorben
Für die ausführliche Liste der Verstorbenen siehe Nekrolog 2009.

### Januar
- 01. Januar: Wolfgang Mutzeck, deutscher Erziehungswissenschaftler und Hochschullehrer (* 1946)
- 01. Januar: John Pozdro, US-amerikanischer Komponist und Musikpädagoge (* 1923)
- 01. Januar: Johannes Mario Simmel, österreichischer Schriftsteller (* 1924)
- 01. Januar: Helen Suzman, südafrikanische Politikerin (* 1917)
- 02. Januar: Inger Christensen, dänische Dichterin und Prosaautorin (* 1935)
- 04. Januar: Gert Jonke, österreichischer Schriftsteller (* 1946)
- 05. Januar: Adolf Merckle, deutscher Unternehmer (* 1934)
- 06. Januar: Ron Asheton, US-amerikanischer Gitarrist (* 1948)
- 08. Januar: Richard John Neuhaus, kanadischer und US-amerikanischer lutherischer Theologe, römisch-katholischer Priester und Autor (* 1936)
- 09. Januar: Dave Dee, britischer Popsänger (* 1941)
- 09. Januar: René Herms, deutscher Leichtathlet (* 1982)
- 09. Januar: Laurence Mitchell, britischer Automobilrennfahrer (* 1921)
- 10. Januar: Dante Lavelli, US-amerikanischer American-Football-Spieler (* 1923)
- 11. Januar: Thierry van Werveke, luxemburgischer Schauspieler und Sänger (* 1958)
- 12. Januar: Claude Berri, französischer Filmproduzent und -regisseur (* 1934)
- 12. Januar: Arne Næss, norwegischer Philosoph (* 1912)
- 13. Januar: Patrick McGoohan, irischer Schauspieler (* 1928)
- 14. Januar: Jan Kaplický, tschechisch-britischer Architekt (* 1937)
- 15. Januar: Maurice Chappaz, Schweizer Schriftsteller (* 1916)
- 16. Januar: John Mortimer, britischer Anwalt und Schriftsteller (* 1923)
- 16. Januar: Eugenio Saini, italienischer Endurosportler (* 1939)
- 16. Januar: Andrew Wyeth, US-amerikanischer Maler (* 1917)
- 17. Januar: Arthur Weisberg, US-amerikanischer Fagottist, Dirigent, Musikpädagoge und Komponist (* 1931)
- 21. Januar: Walter Kubiczeck, deutscher Komponist und Bandleader (* 1931)
- 22. Januar: Manfred Steffen, deutscher Schauspieler (* 1916)
- 23. Januar: René Andrianne, belgischer Romanist und Literaturwissenschaftler (* 1928)
- 24. Januar: Ewald Schmeken, deutscher Historiker und Soziologe (* 1927)
- 25. Januar: Tony Curiel, dominikanischer Opernbariton (* 1931)
- 27. Januar: Jewgenija Petrowna Antipowa, sowjetisch-russische Malerin und Kunstlehrerin (* 1917)
- 27. Januar: Christian Enzensberger, deutscher Schriftsteller und Übersetzer (* 1931)
- 27. Januar: John Updike, US-amerikanischer Schriftsteller (* 1932)
- 28. Januar: Werner Flume, deutscher Rechtswissenschaftler (* 1908)
- 28. Januar: Billy Powell, US-amerikanischer Musiker (* 1952)
- 29. Januar: Hank Crawford, US-amerikanischer Musiker (* 1934)
- 29. Januar: Karl Gass, deutscher Filmregisseur und -funktionär (* 1917)
- 29. Januar: John Martyn, britischer Musiker (* 1948)
- 30. Januar: Hans Beck, deutscher Spielzeugentwickler (Playmobil) (* 1929)
- 30. Januar: Sune Jonsson, schwedischer Dokumentarfilmer, -fotograf und Autor (* 1930)

### Februar
- 01. Februar: Lukas Foss, US-amerikanischer Komponist (* 1922)
- 03. Februar: Kurt Demmler, deutscher Liedermacher (* 1943)
- 05. Februar: Franco Andreoli, Schweizer Fußballspieler und -trainer (* 1915)
- 05. Februar: Jan Diesselhorst, deutscher Cellist (* 1954)
- 05. Februar: Dana Vávrová, deutsch-tschechische Filmschauspielerin (* 1967)
- 06. Februar: Bashir Ahmad, schottischer Politiker (* 1940)
- 06. Februar: Franz Austeda, österreichischer Beamter, Philosoph und Pädagoge (* 1923)
- 08. Februar: Sabit Osman Avcı, türkischer Politiker (* 1921)
- 09. Februar: Robert Woodruff Anderson, US-amerikanischer Schriftsteller, Dramatiker und Drehbuchautor (* 1917)
- 09. Februar: Orlando „Cachaíto“ López, kubanischer Musiker (* 1933)
- 11. Februar: Albert Barillé, französischer Regisseur und Trickfilmzeichner (* 1920)
- 14. Februar: Luís Andrés Edo, spanischer Aktivist, Widerstandskämpfer (* 1925)
- 16. Februar: Susanne von Almassy, österreichische Schauspielerin (* 1916)
- 18. Februar: Ben Flowers, US-amerikanischer Baseballspieler (* 1927)
- 18. Februar: Kamila Skolimowska, polnische Leichtathletin und Hammerwurf-Olympiasiegerin (* 1982)
- 19. Februar: Kelly Groucutt, britischer Musiker (* 1945)
- 22. Februar: Günter Kochan, deutscher Komponist (* 1930)
- 26. Februar: Ruth Drexel, deutsche Schauspielerin, Regisseurin und Intendantin (* 1930)
- 28. Februar: Max Aebischer, Schweizer Politiker (* 1914)

### März
- 02. März: Ernst Benda, deutscher Politiker und Jurist (* 1925)
- 02. März: Irmgard Stecher-Borbe, deutsche Malerin und Grafikerin (* 1925)
- 02. März: João Bernardo Vieira, guinea-bissauischer Politiker (* 1939)
- 03. März: Sebastian Faißt, deutscher Handballspieler (* 1988)
- 03. März: Flemming Flindt, dänischer Balletttänzer und Choreograph (* 1936)
- 04. März: George McAfee, US-amerikanischer American-Football-Spieler (* 1918)
- 07. März: Jang Ja-yeon, südkoreanische Schauspielerin (* 1980)
- 07. März: Francesco Zagatti, italienischer Fußballspieler und -trainer (* 1932)
- 09. März: Anne Just, dänische Gärtnerin, Künstlerin sowie Gastronomie- und Hotelbetreiberin (* 1948)
- 09. März: Albrecht Schönherr, deutscher evangelischer Theologe und Bischof (* 1911)
- 10. März: Guy Jonson, englischer Pianist und Musikpädagoge (* 1913)
- 15. März: Richard Aoki, US-amerikanischer Bürgerrechtler (* 1938)
- 15. März: Edmund Hockridge, kanadischer Sänger (* 1919)
- 18. März: Natasha Richardson, britische Schauspielerin (* 1963)
- 19. März: Gertrud Fussenegger, österreichische Schriftstellerin (* 1912)
- 24. März: Heinz von Cramer, deutscher Autor und Hörspielregisseur (* 1924)
- 25. März: Dan Seals, US-amerikanischer Sänger, Musiker und Songwriter (* 1948)
- 26. März: Shane McConkey, kanadisch-US-amerikanischer Extremskifahrer und Basejumper (* 1969)
- 29. März: Stanisław Dróżdż, polnischer Lyriker (* 1939)
- 29. März: Iris Junik, deutsche Schauspielerin (* 1968)
- 29. März: Maurice Jarre, französischer (Filmmusik-)Komponist (* 1924)
- 29. März: Helen Levitt, US-amerikanische Fotografin (* 1913)
- 31. März: Raúl Alfonsín, argentinischer Politiker und Präsident (* 1927)

### April
- 01. April: Arne Andersson, schwedischer Leichtathlet (* 1917)
- 02. April: Niki List, österreichischer Filmschaffender (* 1956)
- 07. April: Dave Arneson, US-amerikanischer Spieleautor (* 1947)
- 12. April: Sitara Atschiksai, deutsch-afghanische Politikerin und Frauenrechtlerin (* 1949)
- 12. April: Eve Kosofsky Sedgwick, US-amerikanische Genderforscherin und Autorin (* 1950)
- 13. April: Stefan Brecht, US-amerikanischer Philosoph und Schriftsteller (* 1924)
- 13. April: Abel Paz, spanischer Widerstandskämpfer und Schriftsteller (* 1921)
- 14. April: Maurice Druon, französischer Schriftsteller und Politiker (* 1918)
- 17. April: Hans Ziegenfuß, deutscher Gewerkschafter (* 1942)
- 19. April: James Graham Ballard, britischer Schriftsteller (* 1930)
- 22. April: Ken Annakin, britischer Filmregisseur (* 1914)
- 22. April: Jack Cardiff, britischer Kameramann und Filmregisseur (* 1914)
- 22. April: Heinz Schröder, deutscher Puppenspieler (* 1928)
- 23. April: Jean-Paul Colas, französischer Autorennfahrer (* 1911)
- 25. April: Beatrice Arthur, US-amerikanische Schauspielerin (* 1922)
- 25. April: Kurt Joachim von Bornhaupt, deutscher Richter (* 1928)

### Mai
- 01. Mai: Fred Delmare, deutscher Schauspieler (* 1922)
- 02. Mai: Augusto Boal, brasilianischer Theaterautor und Regisseur (* 1931)
- 02. Mai: Marilyn French, US-amerikanische Schriftstellerin (* 1929)
- 03. Mai: Fritz Muliar, österreichischer Schauspieler (* 1919)
- 04. Mai: Dom DeLuise, US-amerikanischer Schauspieler (* 1933)
- 04. Mai: Gisela Stein, deutsche Schauspielerin (* 1934)
- 06. Mai: Walentin Warennikow, sowjetisch-russischer Militär und Politiker (* 1923)
- 10. Mai: Maurice Edmond Müller, Schweizer Chirurg (* 1918)
- 11. Mai: Manfred Riedel, deutscher Philosoph und Autor (* 1936)
- 13. Mai: Monica Bleibtreu, österreichische Schauspielerin (* 1944)
- 15. Mai: Susanna Agnelli, italienische Politikerin und Autorin (* 1922)
- 17. Mai: Clara von Arnim, deutsche Autorin (* 1909)
- 15. Mai: Paul Flora, österreichischer Zeichner und Karikaturist (* 1922)
- 17. Mai: Mario Benedetti, uruguayischer Schriftsteller (* 1920)
- 18. Mai: José Luis Caballero, mexikanischer Sänger (* 1922)
- 18. Mai: Paul Parin, Schweizer Ethno-Psychoanalytiker und Schriftsteller (* 1916)
- 19. Mai: Bill Edwards, US-amerikanischer American-Football-Spieler (* 1920)
- 19. Mai: Robert Francis Furchgott, US-amerikanischer Wissenschaftler und Nobelpreisträger (* 1916)
- 20. Mai: Oleg Jankowski, russischer Schauspieler (* 1944)
- 21. Mai: Vivian Candy, irischer Unternehmer und Autorennfahrer (* 1948)
- 21. Mai: Robert Müller, deutscher Eishockeyspieler (* 1980)
- 21. Mai: Jacques Poch, französischer Unternehmer und Automobilrennfahrer (* 1912)
- 23. Mai: Charlotte Grasnick, deutsche Autorin (* 1939)
- 23. Mai: Barbara Rudnik, deutsche Schauspielerin (* 1958)
- 26. Mai: Antonio Braga, italienischer Komponist und Musikpädagoge (* 1929)
- 28. Mai: Terence Alexander, britischer Schauspieler (* 1923)
- 29. Mai: Robert Theodore Anderson, US-amerikanischer Organist, Komponist und Musikpädagoge (* 1934)
- 29. Mai: Stanley Wolfe, US-amerikanischer Komponist und Musikpädagoge (* 1924)
- 30. Mai: Luís Cabral, Politiker und erster Präsident von Guinea-Bissau (* 1931)
- 30. Mai: Ephraim Katzir, israelischer Naturwissenschaftler und Politiker (* 1916)
- 30. Mai: Dschafar an-Numairi, sudanesischer Politiker (* 1930)
- 31. Mai: Millvina Dean, letzte Überlebende der Titanic (* 1912)

### Juni
- 02. Juni: Glória de Sant’Anna, portugiesische Dichterin (* 1925)
- 02. Juni: David Eddings, US-amerikanischer Fantasyautor (* 1931)
- 02. Juni: Rudolf Springer, deutscher Kunsthändler und Galerist (* 1909)
- 03. Juni: David Carradine, US-amerikanischer Schauspieler (* 1936)
- 03. Juni: Koko Taylor, US-amerikanische Blues-Sängerin (* 1928)
- 04. Juni: Günter Spendel, deutscher Rechtswissenschaftler (* 1922)
- 06. Juni: Herbert Schultze, deutscher evangelischer Theologe und Hochschullehrer (* 1928)
- 08. Juni: Bertil Andersson, schwedischer Eishockey- und Fußballspieler (* 1929)
- 08. Juni: Omar Bongo, Staatspräsident von Gabun (1967–2009) (* 1935)
- 08. Juni: Hans Brox, deutscher Zivilrechtswissenschaftler und Richter des Bundesverfassungsgerichts (* 1920)
- 09. Juni: Karl-Michael Vogler, deutscher Schauspieler (* 1928)
- 10. Juni: Helle Virkner, dänische Schauspielerin (* 1925)
- 11. Juni: Jürgen Gosch, deutscher Theaterregisseur (* 1943)
- 13. Juni: Khalil Abi-Nader, libanesischer Bischof (* 1921)
- 13. Juni: Mitsuharu Misawa, japanischer Wrestler (* 1962)
- 16. Juni: Charlie Mariano, US-amerikanischer Jazz-Musiker (* 1923)
- 17. Juni: Ralf Dahrendorf, deutsch-britischer Soziologe, Politiker und Publizist (* 1929)
- 19. Juni: Jörg Hube, deutscher Schauspieler, Regisseur und Kabarettist (* 1943)
- 19. Juni: Ali Akbar Khan, indischer Musiker und Komponist (* 1922)
- 22. Juni: Irina Atykowna Asisjan, russische Kunsthistorikerin, Architektin und Malerin (* 1935)
- 23. Juni: Hanne Hiob, deutsche Schauspielerin (* 1923)
- 23. Juni: Ed McMahon, US-amerikanischer Showmaster und Schauspieler (* 1923)
- 25. Juni: Farrah Fawcett, US-amerikanische Schauspielerin (* 1947)
- 25. Juni: Michael Jackson, US-amerikanischer Sänger und Musiker (* 1958)
- 25. Juni: Sky Saxon, US-amerikanischer Rock-’n’-Roll-Sänger (* 1937)
- 26. Juni: Eduardo Lagos, argentinischer Pianist, Komponist und Musikkritiker (* 1929)
- 27. Juni: Ollie Poole, US-amerikanischer American-Football-Spieler (* 1922)
- 28. Juni: Tom Wilkes, US-amerikanischer Designer und Fotograf (* 1939)
- 28. Juni: Billy Mays, US-amerikanischer Teleshopping-Moderator (* 1958)
- 29. Juni: Erwin Schopper, deutscher Physiker (* 1909)
- 30. Juni: Pina Bausch, deutsche Tänzerin und Choreografin (* 1940)
- 30. Juni: Paquito Cordero, puerto-ricanischer Fernsehproduzent und Schauspieler (* 1932)

### Juli
- 01. Juli: Alexis Argüello Bohórquez, nicaraguanischer Boxen und Politiker (* 1952)
- 01. Juli: Karl Malden, US-amerikanischer Schauspieler (* 1912)
- 03. Juli: Jorge Enrique Adoum, ecuadorianischer Schriftsteller (* 1926)
- 05. Juli: Gerd Aretz, deutscher Graphiker (* 1930)
- 05. Juli: Lou Creekmur, US-amerikanischer American-Football-Spieler (* 1927)
- 06. Juli: Wassili Aksjonow, russischer Schriftsteller (* 1932)
- 06. Juli: Robert McNamara, US-amerikanischer Politiker und Weltbankpräsident (* 1916)
- 08. Juli: Detlev Samland, deutscher Politiker (* 1953)
- 12. Juli: Simon Vinkenoog, niederländischer Schriftsteller und Dichter (* 1928)
- 13. Juli: Harry Källström, schwedischer Rallyefahrer (* 1939)
- 14. Juli: Heinrich Schweiger, österreichischer Schauspieler (* 1931)
- 14. Juli: Zbigniew Zapasiewicz, polnischer Schauspieler und Theaterregisseur (* 1934)
- 15. Juli: Julius Shulman, US-amerikanischer Architekturfotograf (* 1910)
- 17. Juli: Walter Cronkite, US-amerikanischer Fernsehjournalist (* 1916)
- 17. Juli: Leszek Kołakowski, polnischer Philosoph und Essayist (* 1927)
- 19. Juli: Frank McCourt, US-amerikanischer Schriftsteller (* 1930)
- 20. Juli: Detlef Müller, deutscher Drehbuchautor (* 1929)
- 21. Juli: Garnet Brooks, kanadischer Sänger und Gesangspädagoge (* 1937)
- 21. Juli: Heinz Edelmann, deutscher Illustrator und Grafikdesigner (* 1934)
- 23. Juli: E. Lynn Harris, US-amerikanischer Autor (* 1955)
- 24. Juli: Werner Krusche, deutscher evangelischer Bischof (* 1917)
- 24. Juli: Hans-Joachim Rudolphi, deutscher Rechtswissenschaftler (* 1934)
- 24. Juli: Wolfgang Mocker, deutscher Aphoristiker (* 1954)
- 26. Juli: Traugott Buhre, deutscher Schauspieler (* 1929)
- 26. Juli: Merce Cunningham, US-amerikanischer Tänzer und Choreograf (* 1919)
- 27. Juli: Peter Horst Neumann, deutscher Lyriker, Essayist und Literaturwissenschaftler (* 1936)
- 29. Juli: Thomas von Randow, deutscher Mathematiker, Wissenschaftsredakteur und Buchautor (* 1921)
- 30. Juli: Dieter Ahlers, deutscher Jurist (* 1921)
- 30. Juli: Peter Zadek, deutscher Regisseur (* 1926)
- 31. Juli: Ilona Christen, deutsche Moderatorin (* 1951)
- 31. Juli: Bobby Robson, britischer Fußballtrainer (* 1933)

### August
- 01. August: Corazon Aquino, philippinische Politikerin (* 1933)
- 01. August: Artur Pipan, österreichischer General (* 1919)
- 02. August: Adolf Endler, deutscher Schriftsteller (* 1930)
- 03. August: Katrin Höngesberg, deutsche Zeichnerin, Malerin, Illustratorin und Schriftstellerin (* 1921)
- 04. August: Hirotsugu Akaike, japanischer Statistiker (* 1927)
- 05. August: Hartmut Atsma, deutscher Historiker und Diplomatiker (* 1937)
- 05. August: Baitullah Mehsud, pakistanischer Terrorist (* Anfang/Mitte der 1970er)
- 05. August: Ric Cartey, US-amerikanischer Rockabilly-Musiker und Songschreiber (* 1937)
- 06. August: Willy DeVille, US-amerikanischer Musiker (* 1950)
- 06. August: John Hughes, US-amerikanischer Filmschaffender (* 1950)
- 06. August: Björn Walden, schwedischer Rennrodler und Sportfunktionär (* 1934)
- 07. August: José Pardo Llada, kubanischer Journalist und Politiker (* 1923)
- 11. August: Abdulmalik Achmedilow, russischer Journalist (* 1975 oder 1976)
- 13. August: Les Paul, US-amerikanischer Gitarrist (* 1915)
- 15. August: Onkel Kånkel, eigentlich Håkan Florå, schwedischer Punkmusiker (* 1962)
- 18. August: Kim Dae-jung, südkoreanischer Politiker (* 1924)
- 18. August: Hugo Loetscher, Schweizer Schriftsteller (* 1929)
- 19. August: Julio Ardiles Gray, argentinischer Schriftsteller (* 1922)
- 23. August: Anna-Maria Müller, deutsche Rennrodlerin, Olympiasiegerin (* 1949)
- 24. August: Toni Sailer, österreichischer Skirennläufer und Schauspieler (* 1935)
- 25. August: Edward Kennedy, US-amerikanischer Politiker (* 1932)
- 27. August: Sergei Wladimirowitsch Michalkow, russischer Schriftsteller (* 1913)
- 28. August: Günter Kießling, deutscher General (* 1925)
- 28. August: Adam Goldstein, US-amerikanischer Discjockey (* 1973)
- 29. August: Ken Rudd, britischer Unternehmer und Automobilrennfahrer (* 1921)

### September
- 01. September: Nevit Kodallı, türkischer Komponist (* 1924)
- 01. September: Erich Kunzel, US-amerikanischer Dirigent (* 1935)
- 08. September: Aage Niels Bohr, dänischer Physiker, Nobelpreisträger 1975 (* 1922)
- 11. September: Juan Almeida Bosque, kubanischer Revolutionär und Politiker (* 1927)
- 11. September: Jim Carroll, US-amerikanischer Autor und Musiker (* 1949)
- 11. September: Larry Gelbart, US-amerikanischer Drehbuchautor (* 1928)
- 11. September: Roger Melis, deutscher Fotograf (* 1940)
- 11. September: Henny van Schoonhoven, niederländischer Fußballspieler (* 1970)
- 11. September: Yoshito Usui, japanischer Mangazeichner (* 1958)
- 11. September: Roland W., deutscher Schlagersänger (* 1941)
- 12. September: Willy Ronis, französischer Fotograf (* 1910)
- 12. September: Dominik Brunner, deutscher Manager (* 1959)
- 14. September: Gerhard Leo, deutscher Journalist, Autor und Kämpfer der französischen Résistance (* 1923)
- 14. September: Patrick Swayze, US-amerikanischer Schauspieler (* 1952)
- 16. September: Mary Travers, US-amerikanische Sängerin (* 1936)
- 16. September: Josef Wiese, deutscher Bäcker und Konditor sowie Unternehmer und Erfinder (* 1932)
- 18. September: Utz Jeggle, deutscher Volkskundler (* 1941)
- 18. September: Irving Kristol, US-amerikanischer Sozialwissenschaftler (* 1920)
- 19. September: Eduard Zimmermann, deutscher Journalist und Fernsehmoderator (* 1929)
- 21. September: Parviz Meshkatian, iranischer Santurspieler und Komponist (* 1955)
- 21. September: Georg Salvamoser, deutscher Unternehmer und Solarenergie-Pionier (* 1950)
- 23. September: Paul Suter, Schweizer Bildhauer (* 1926)
- 24. September: Nelly Arcan, kanadische Schriftstellerin (* 1973)
- 25. September: Liselotte Ebnet, deutsche Operetten- und Musicalsängerin (* 1932)
- 25. September: Pierre Falardeau, frankokanadischer Regisseur und politischer Aktivist (* 1946)
- 25. September: Alicia de Larrocha, spanische Pianistin (* 1923)
- 26. September: Geoff Barrowcliffe, britischer Fußballspieler (* 1931)
- 27. September: Apostolos, griechischer Metropolit (* 1924)
- 27. September: Donal McLaughlin, US-amerikanischer Grafiker und Architekt (* 1907)

### Oktober
- 02. Oktober: Rolf Rüssmann, deutscher Fußballspieler (* 1950)
- 02. Oktober: Nat Finkelstein, US-amerikanischer Fotograf (* 1933)
- 03. Oktober: Gert Mattenklott, deutscher Literaturwissenschaftler (* 1942)
- 03. Oktober: Reinhard Mohn, deutscher Unternehmer (* 1921)
- 03. Oktober: Königin Fatima von Libyen (* 1911)
- 3. Oktober: Rino Di Silvestro, italienischer Filmregisseur und Drehbuchautor (* 1932)
- 04. Oktober: Mercedes Sosa, argentinische Folkloristin (* 1935)
- 05. Oktober: Heidi Oetinger, deutsche Verlegerin (* 1908)
- 06. Oktober: Harry Cox, belgischer Pianist und Komponist (* 1923)
- 06. Oktober: Raymond Federman, US-amerikanischer Schriftsteller (* 1928)
- 06. Oktober: Werner Maihofer, deutscher Jurist und Politiker (* 1918)
- 07. Oktober: Shelby Singleton, US-amerikanischer Musikproduzent (* 1931)
- 07. Oktober: Irving Penn, US-amerikanischer Fotograf (* 1917)
- 09. Oktober: Jacques Chessex, Schweizer Schriftsteller (* 1934)
- 09. Oktober: Horst Szymaniak, deutscher Fußballspieler (* 1934)
- 10. Oktober: Stephen Gately, irischer Sänger und Schauspieler (* 1976)
- 11. Oktober: Veronika Neugebauer, deutsche Synchronsprecherin und Schauspielerin (* 1968)
- 12. Oktober: Brendan Mullen, britischer Nachtklubbesitzer, Musikpromoter und Autor (* 1949)
- 12. Oktober: Frank Vandenbroucke, belgischer Radrennfahrer (* 1974)
- 13. Oktober: Al Martino, US-amerikanischer Sänger (* 1927)
- 13. Oktober: Roger Nixon, US-amerikanischer Komponist und Musikpädagoge (* 1921)
- 14. Oktober: Orfila Bardesio, uruguayische Dichterin (* 1922)
- 15. Oktober: Alfred Aichinger, österreichischer Sozialversicherungsangestellter und Politiker (* 1934)
- 19. Oktober: Joseph Wiseman, kanadischer Schauspieler (* 1918)
- 22. Oktober: Maryanne Amacher, US-amerikanische Komponistin und Improvisatorin (* 1938)
- 23. Oktober: Walther Fürst, deutscher Jurist, Präsident des Bundesverwaltungsgerichts (* 1912)
- 25. Oktober: Camillo Cibin, italienischer päpstlicher Personenschützer (* 1926)
- 30. Oktober: Claude Lévi-Strauss, französischer Ethnologe und Anthropologe (* 1908)

### November
- 01. November: Achim Stocker, deutscher Fußballfunktionär (* 1935)
- 02. November: Carsten Diercks, deutscher Dokumentarfilmer und Fernsehpionier (* 1921)
- 02. November: Amir Pnueli, israelischer Informatiker (* 1941)
- 03. November: Francisco Ayala, spanischer Schriftsteller und Soziologe (* 1906)
- 04. November: Hubertus Brandenburg, deutscher katholischer Bischof von Stockholm (* 1923)
- 06. November: Günter Naumann, deutscher Schauspieler (* 1925)
- 10. November: Robert Enke, deutscher Fußballtorhüter (* 1977)
- 11. November: Frank Manley, US-amerikanischer Hochschullehrer, Lyriker, Dramatiker und Erzähler (* 1930)
- 14. November: Toshitaka Hidaka, japanischer Ethologe und Autor (* 1930)
- 14. November: Hans Matthöfer, deutscher Politiker (SPD) (* 1925)
- 15. November: Jocelyn Quivrin, französischer Schauspieler (* 1979)
- 15. November: Pavle, serbisch-orthodoxer Patriarch (* 1914)
- 17. November: John Craxton, englischer Maler (* 1922)
- 18. November: Johnny Almond, britischer Popmusiker an Flöte und Saxofon (* 1946)
- 18. November: F. R. C. Clarke, kanadischer Organist, Chorleiter, Komponist und Musikpädagoge (* 1931)
- 18. November: Jeanne-Claude, französisch-amerikanische Künstlerin (* 1935)
- 22. November: Wolfgang Fröde, deutscher Maler (* 1952)
- 24. November: Ishii Kan, japanischer Komponist (* 1921)
- 24. November: Hale Smith, US-amerikanischer Komponist, Pianist und Musikpädagoge (* 1925)
- 24. November: Samak Sundaravej, thailändischer Ministerpräsident (* 1935)
- 25. November: Jean-Pierre Hurteau, kanadischer Opernsänger (* 1924)
- 25. November: Lupita Palomera, mexikanische Sängerin und Schauspielerin (* 1923)
- 27. November: Erich Böhme, ehemaliger Spiegel-Chefredakteur (* 1930)
- 28. November: Sergio Sartorelli, italienischer Autodesigner (* 1928)
- 30. November: Hubert Patthey, Schweizer Automobilrennfahrer und Unternehmer (* 1919)

### Dezember
- 03. Dezember: Ibrahim Hassan Addow, somalischer Politiker und Minister (* unbekannt)
- 04. Dezember: Harold Bell, US-amerikanischer Merchandising-Agent (* 1919)
- 04. Dezember: Hans Erzer, Schweizer Jurist und Politiker (* 1915)
- 05. Dezember: Alfred Hrdlicka, österreichischer Bildhauer (* 1928)
- 05. Dezember: Jörg Huffschmid, deutscher Wirtschaftswissenschaftler (* 1940)
- 05. Dezember: Otto Graf Lambsdorff, deutscher Politiker (* 1926)
- 05. Dezember: Jack Rose, US-amerikanischer Gitarrist (* 1971)
- 08. Dezember: Luis Días, dominikanischer Rock- und Jazzmusiker (* 1952)
- 08. Dezember: Cecil Steffen, US-amerikanische Komponistin und Musikpädagogin (* 1919)
- 09. Dezember: Bob Curtis, US-amerikanischer Tänzer und Choreograf (* 1925)
- 10. Dezember: Erich Offermann, Schweizer Jurist und Amateurmineraloge (* 1920)
- 12. Dezember: Otto Guggenbichler, deutscher Journalist und Dokumentarfilmer (* 1924)
- 15. Dezember: C. D. B. Bryan, US-amerikanischer Autor und Journalist (* 1936)
- 15. Dezember: Oral Roberts, US-amerikanischer Heilungsprediger, Fernsehevangelist und Unternehmer (* 1918)
- 16. Dezember: Roy E. Disney, Neffe des Gründers der Walt Disney Company (* 1930)
- 16. Dezember: Jegor Timurowitsch Gaidar, ehemaliger russischer Ministerpräsident (* 1956)
- 16. Dezember: Kurt Kelm, deutscher Übersetzer (* 1925)
- 18. Dezember: Jacqueline Laurent, französische Schauspielerin (* 1918)
- 19. Dezember: Kurt Adel, österreichischer Literatur- und Sprachwissenschaftler (* 1920)
- 19. Dezember: Doris Günther, deutsche Unternehmerin und Mäzenin (* 1919)
- 19. Dezember: Peter Sadler, britischer Automobilrennfahrer (* 1941)
- 20. Dezember: Brittany Murphy, US-amerikanische Schauspielerin (* 1977)
- 20. Dezember: Paul Reinehr, deutscher Heimatforscher und Maler (* 1922)
- 24. Dezember: Rafael Caldera, Ex-Präsident von Venezuela (* 1916)
- 24. Dezember: Denis Harbour, kanadischer Sänger (* 1917)
- 24. Dezember: Gero von Wilpert, deutscher Autor und Literaturwissenschaftler (* 1933)
- 25. Dezember: Vic Chesnutt, US-amerikanischer Sänger und Songwriter (* 1964)
- 26. Dezember: Yves Rocher, französischer Kosmetik-Unternehmer (* 1930)
- 26. Dezember: Peer Schmidt, deutscher Historiker (* 1958)
- 27. Dezember: Olha Awilowa, ukrainische Chirurgin und Hochschullehrerin (* 1918)
- 28. Dezember: Winfried Seidinger, österreichischer Politiker (* 1931)

### Datum unbekannt
- Reinhold Lubomski, deutscher Eishockeyspieler (* 1952)
- Fritz Mikesch, österreichisch-deutscher Maler, Grafiker und Hörspielautor (* 1939)
- Hermann Schäfer, deutscher Komponist, Musikpädagoge und -wissenschaftler (* 1927)
- Rafael Velásquez, venezolanischer Trompeter und Flügelhornist (* 1930)

### Galerie der Verstorbenen

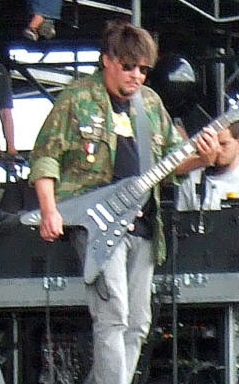
1. Januar: Ron Asheton (2008)
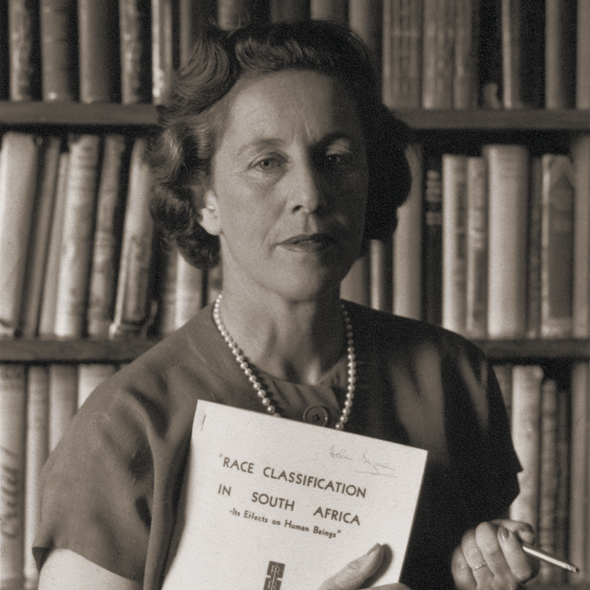
1. Januar: Helen Suzman (1959)
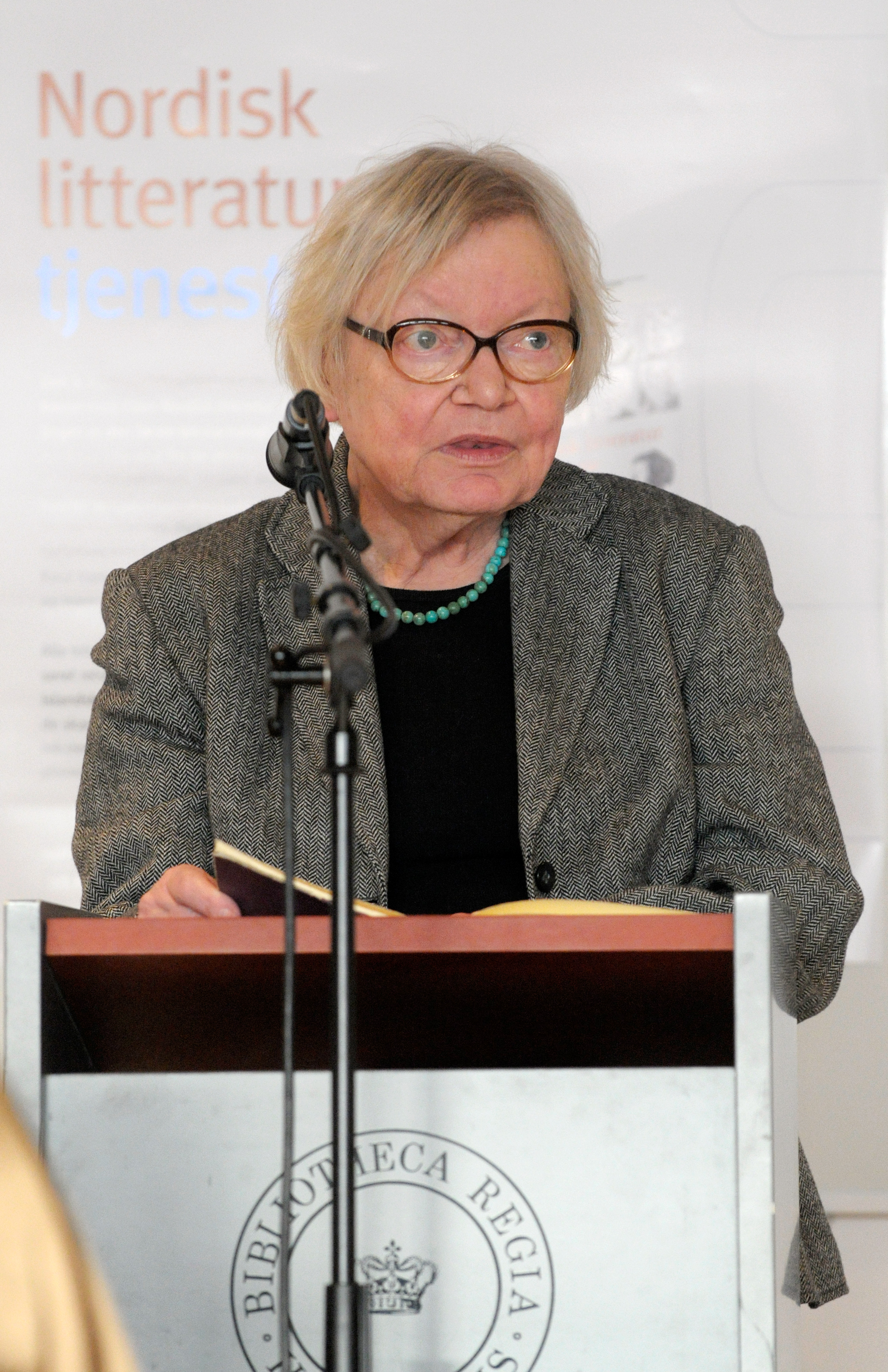
2. Januar: Inger Christensen (2008)
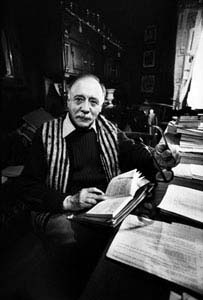
15. Januar: Maurice Chappaz (1983)
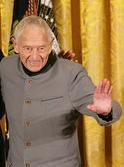
16. Januar: Andrew Wyeth (2007)
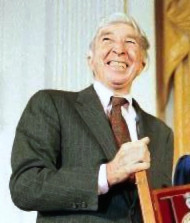
27. Januar: John Updike (1989)
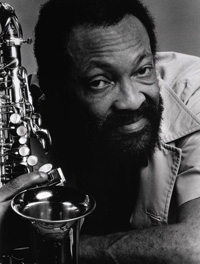
29. Januar: Hank Crawford (?)
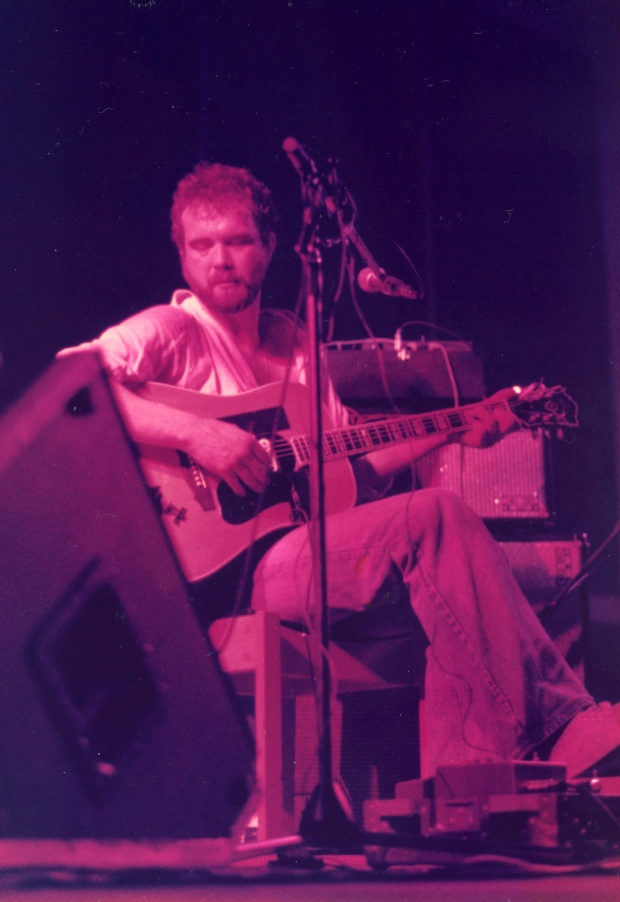
29. Januar: John Martyn (1978)
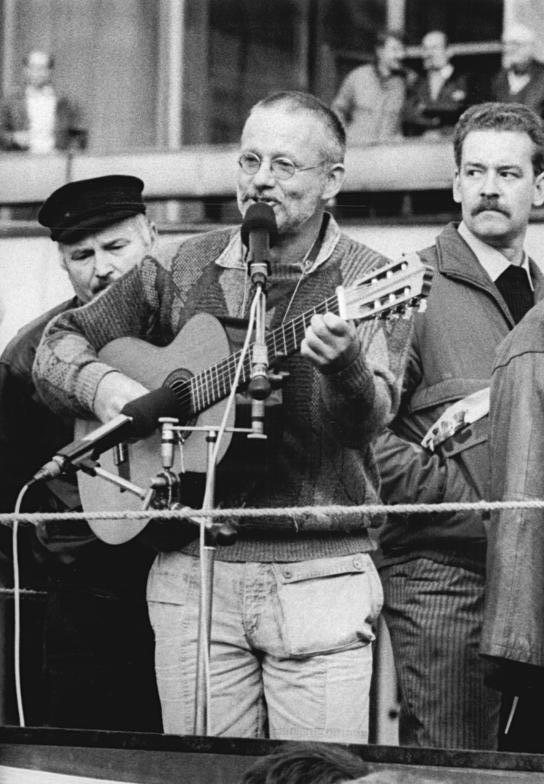
3. Februar: Kurt Demmler (1989)
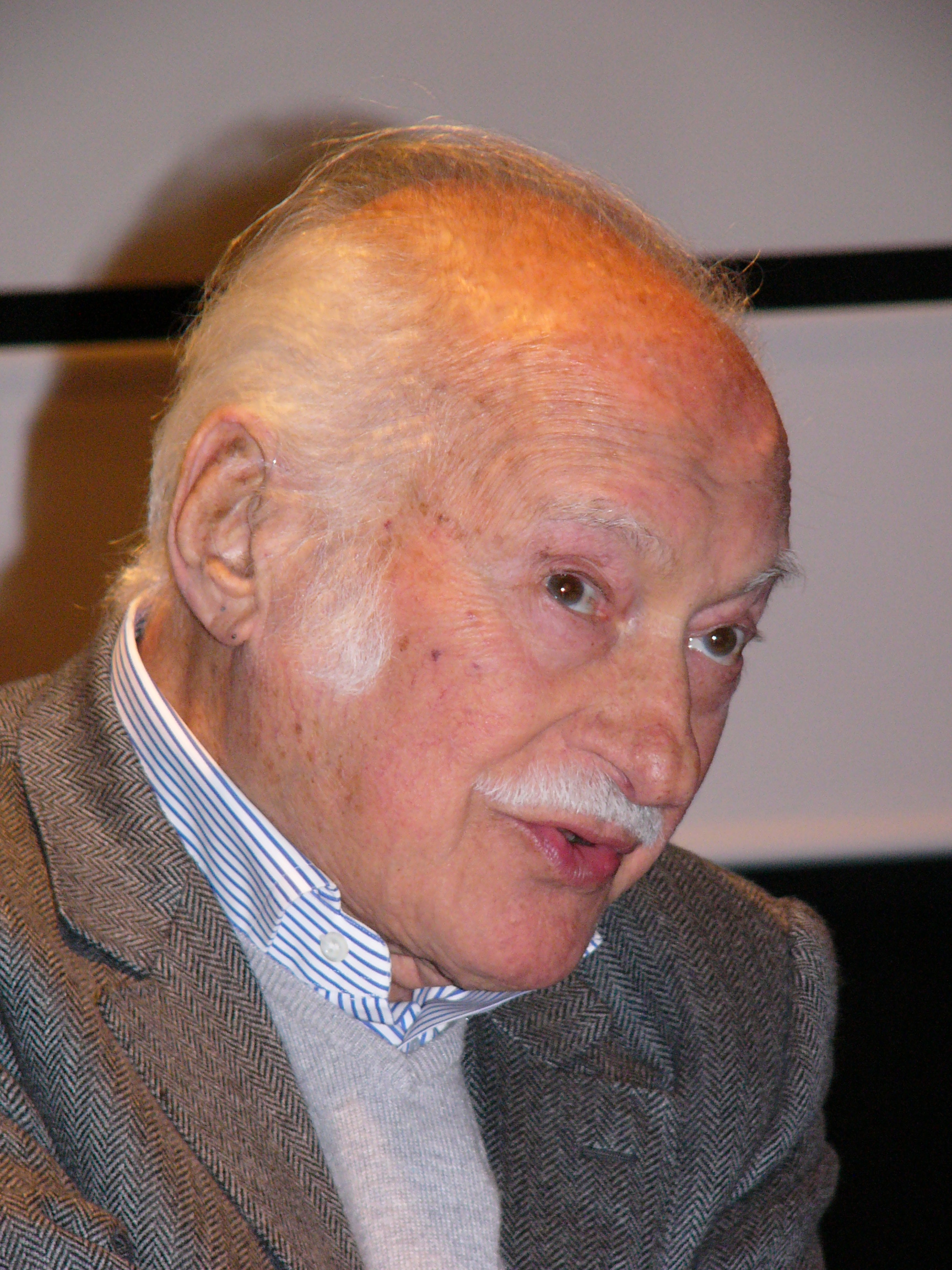
11. Februar: Albert Barillé (2007)
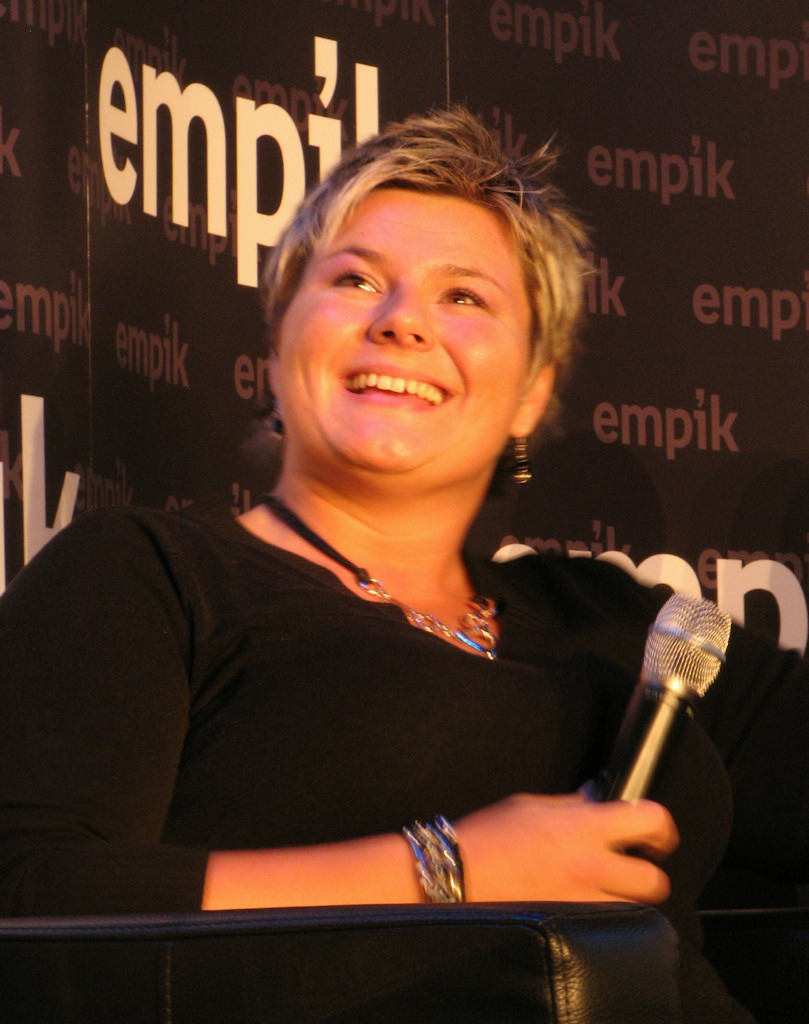
18. Februar: Kamila Skolimowska (2008)
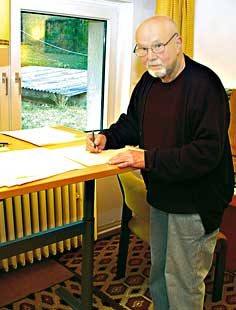
22. Februar: Günter Kochan (?)
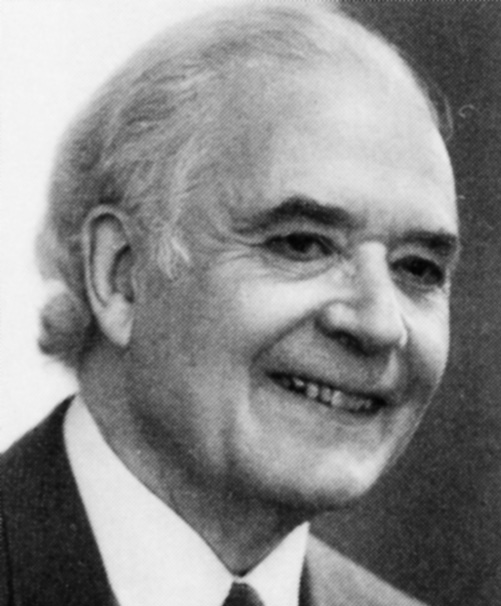
28. Februar: Max Aebischer (?)
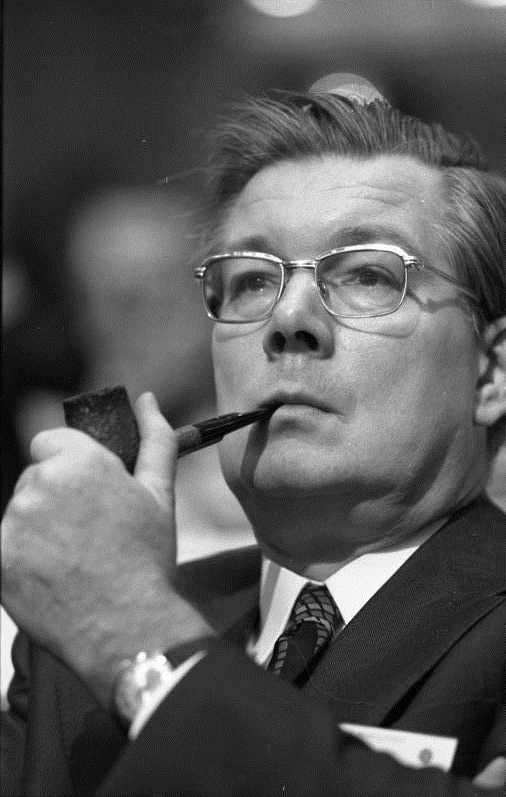
2. März: Ernst Benda (1973)
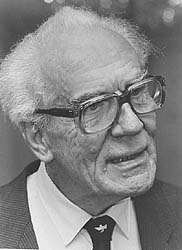
9. März: Albrecht Schönherr (1993)
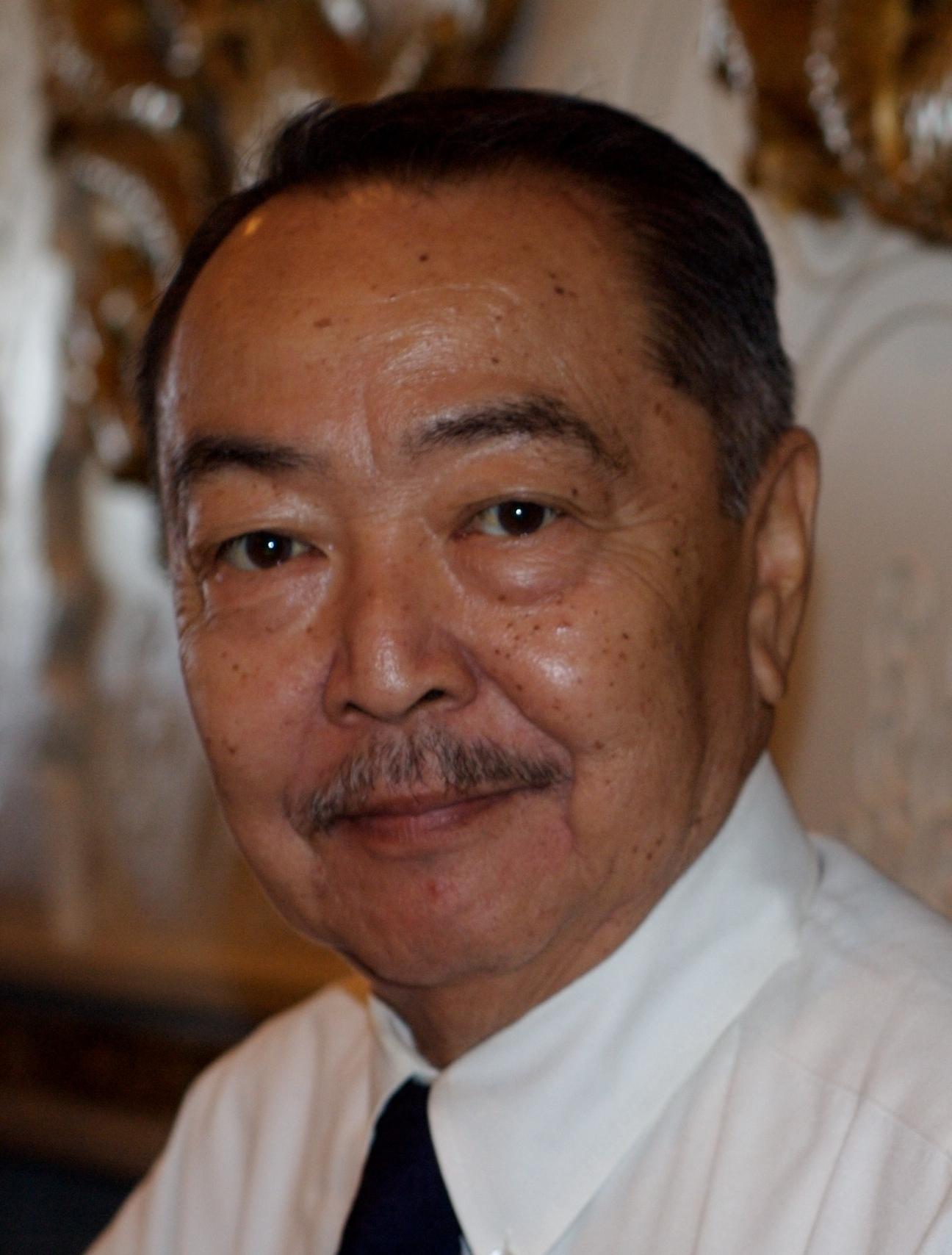
15. März: Richard Aoki (2007)
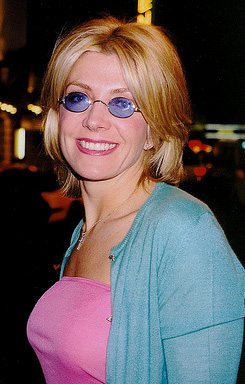
18. März: Natasha Richardson (1999)
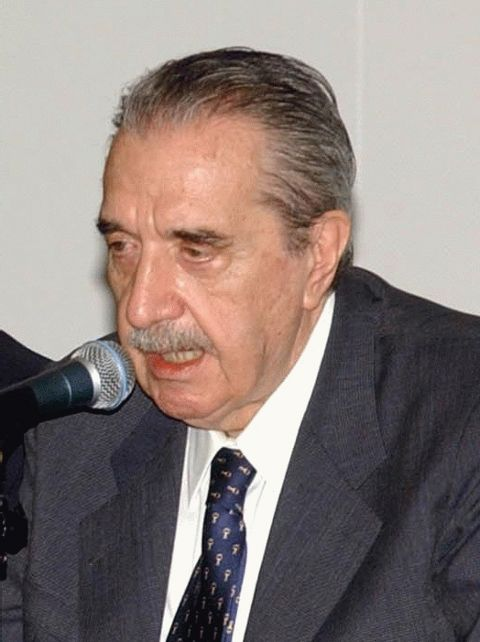
31. März: Raúl Alfonsín (2003)
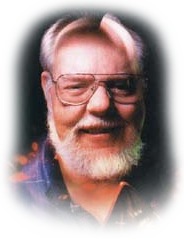
7. April: Dave Arneson (?)
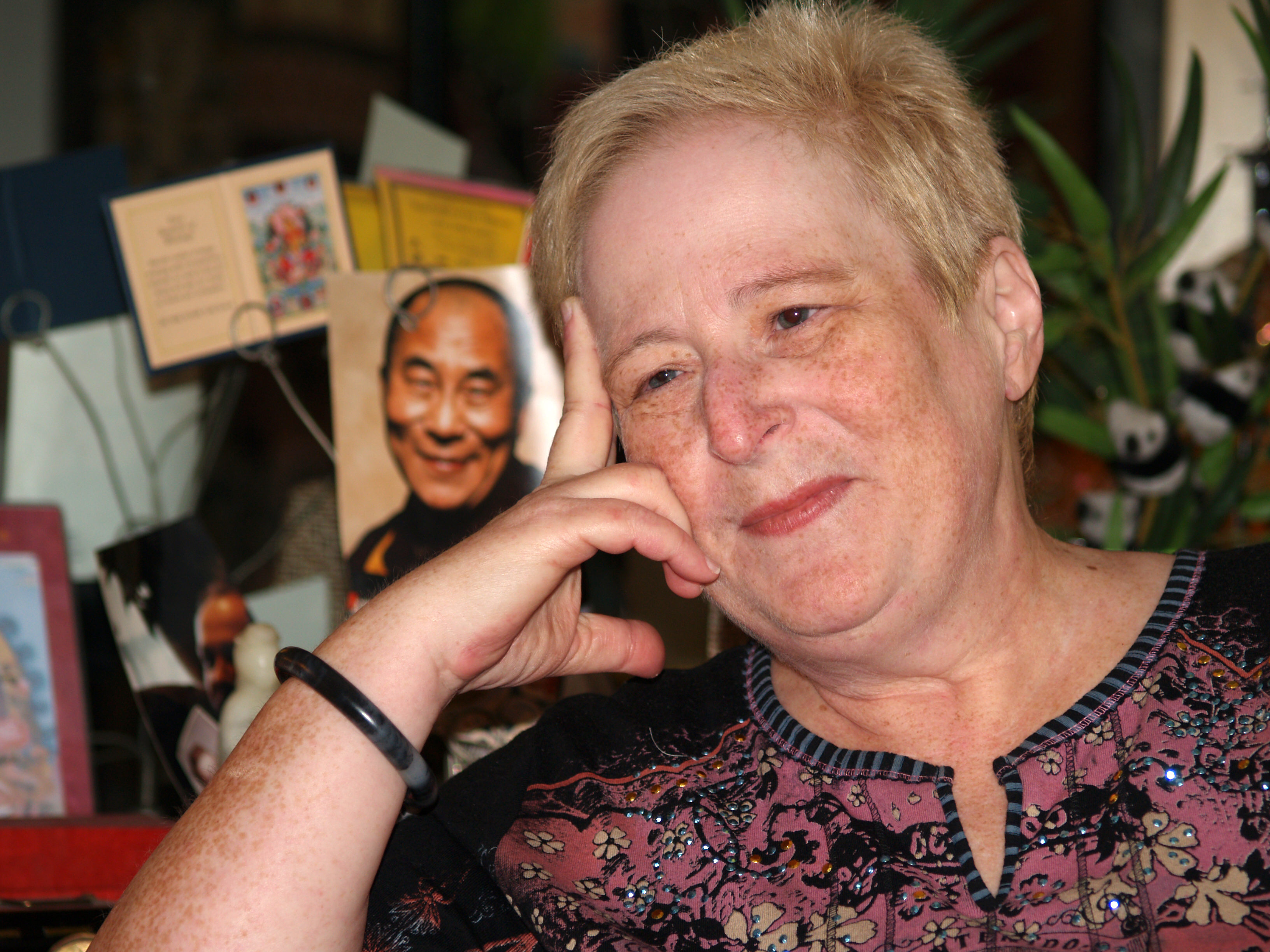
12. April: Eve Kosofsky Sedgwick (2007)
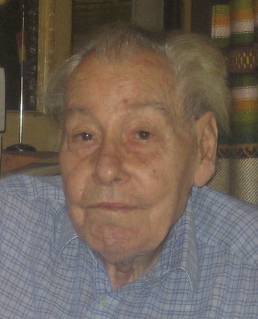
13. April: Abel Paz (2007)
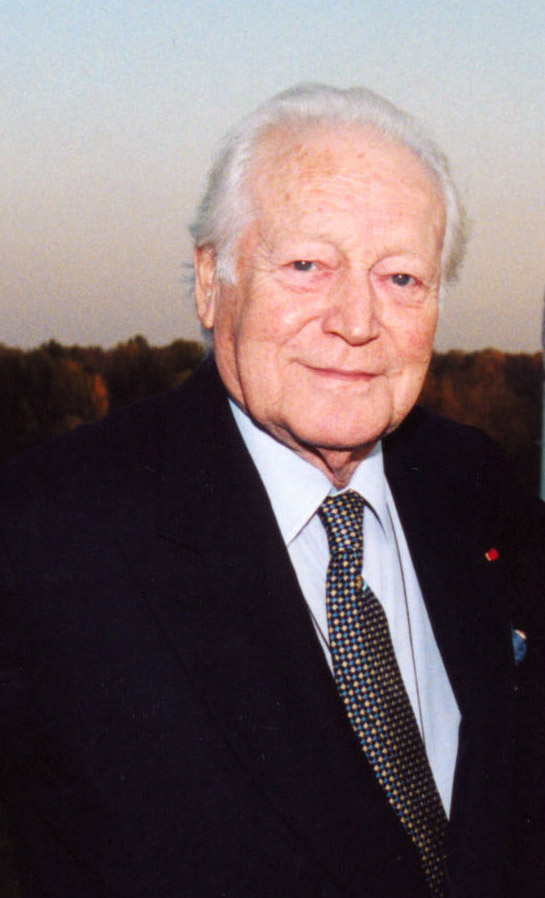
14. April: Maurice Druon (2003)
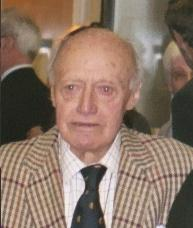
22. April: Jack Cardiff (?)
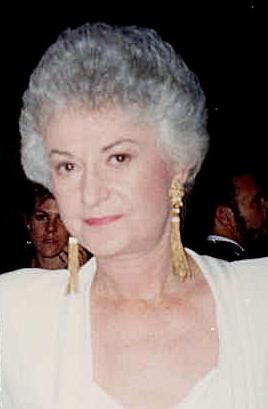
25. April: Beatrice Arthur (1987)
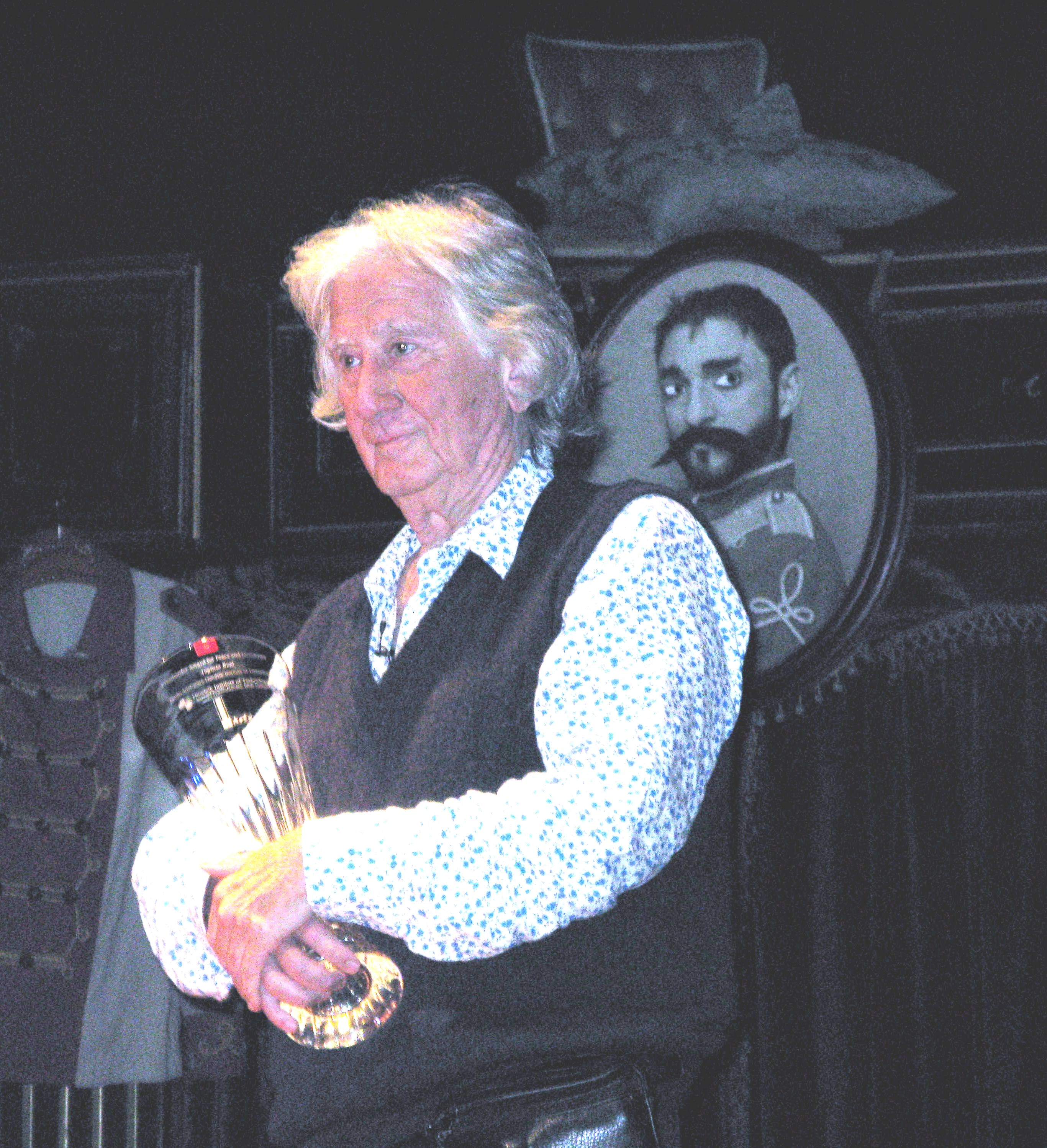
2. Mai: Augusto Boal (2008)
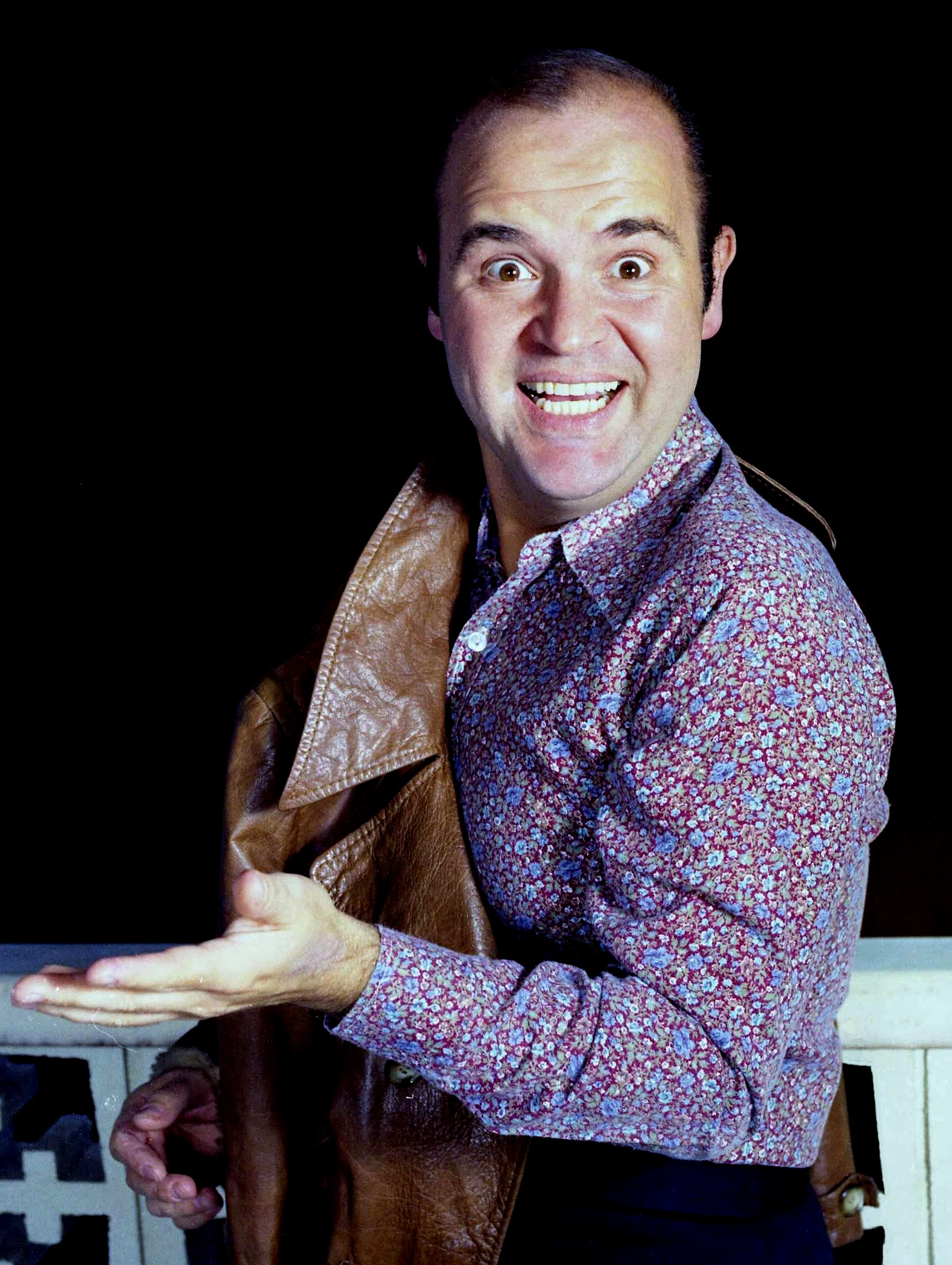
4. Mai: Dom DeLuise (1975)
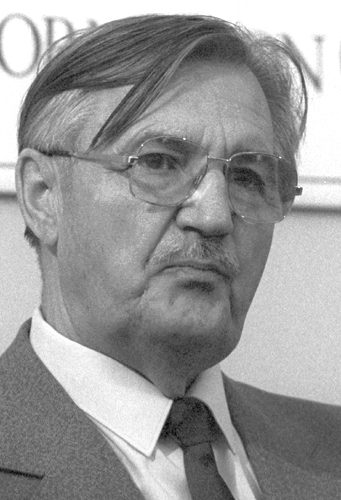
6. Mai: Walentin Warennikow (1994)
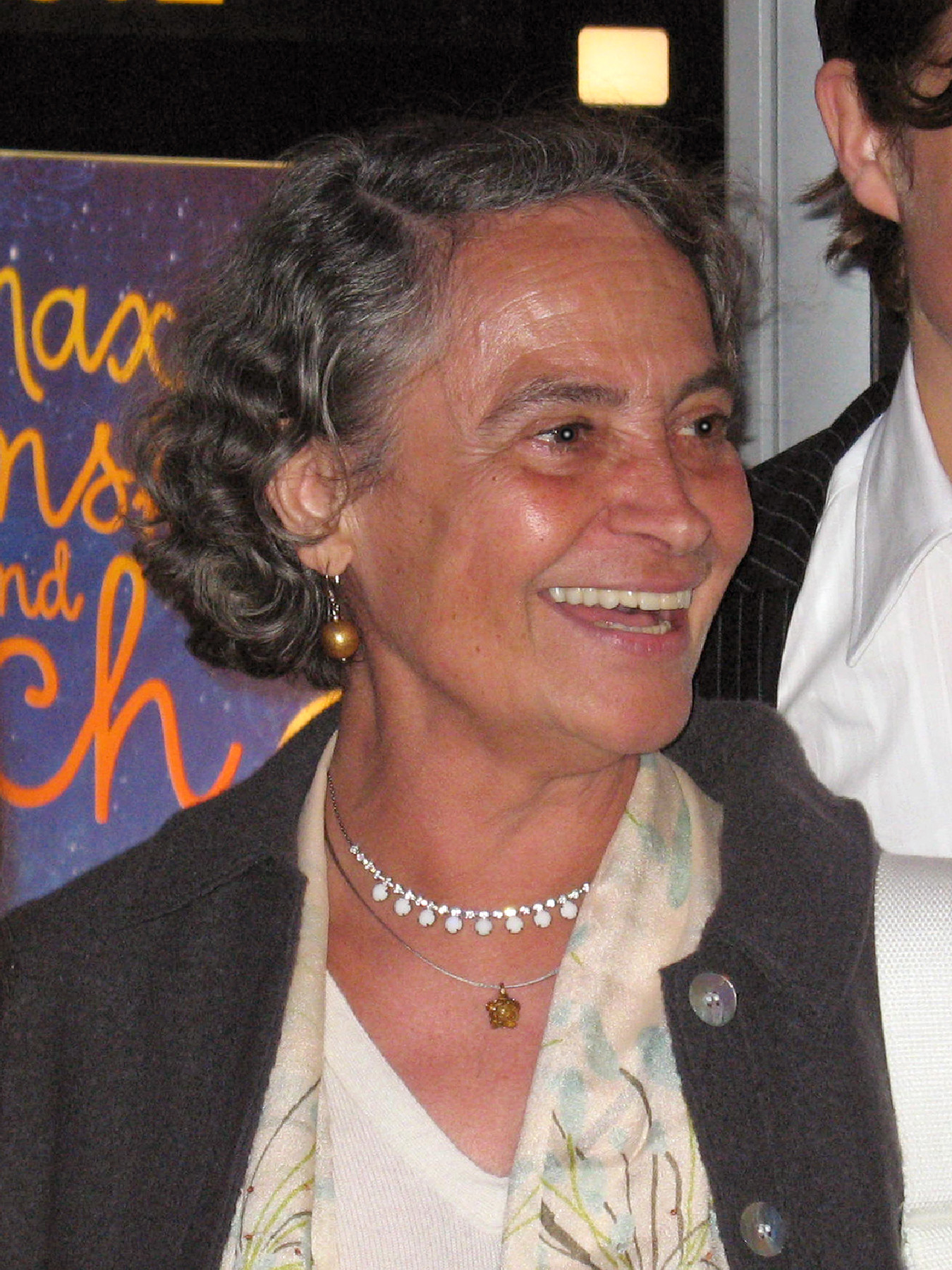
13. Mai: Monica Bleibtreu (2007)
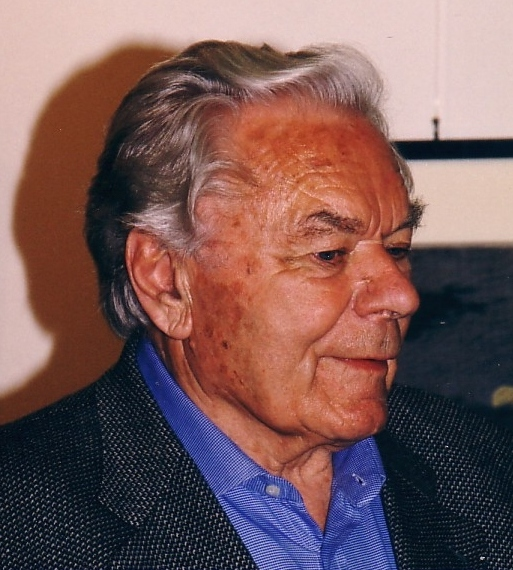
15. Mai: Paul Flora (2001)
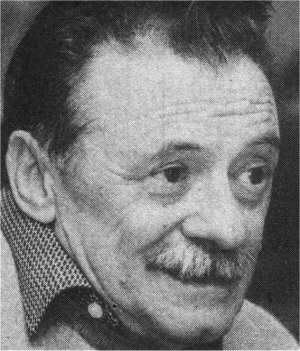
17. Mai: Mario Benedetti (1983)
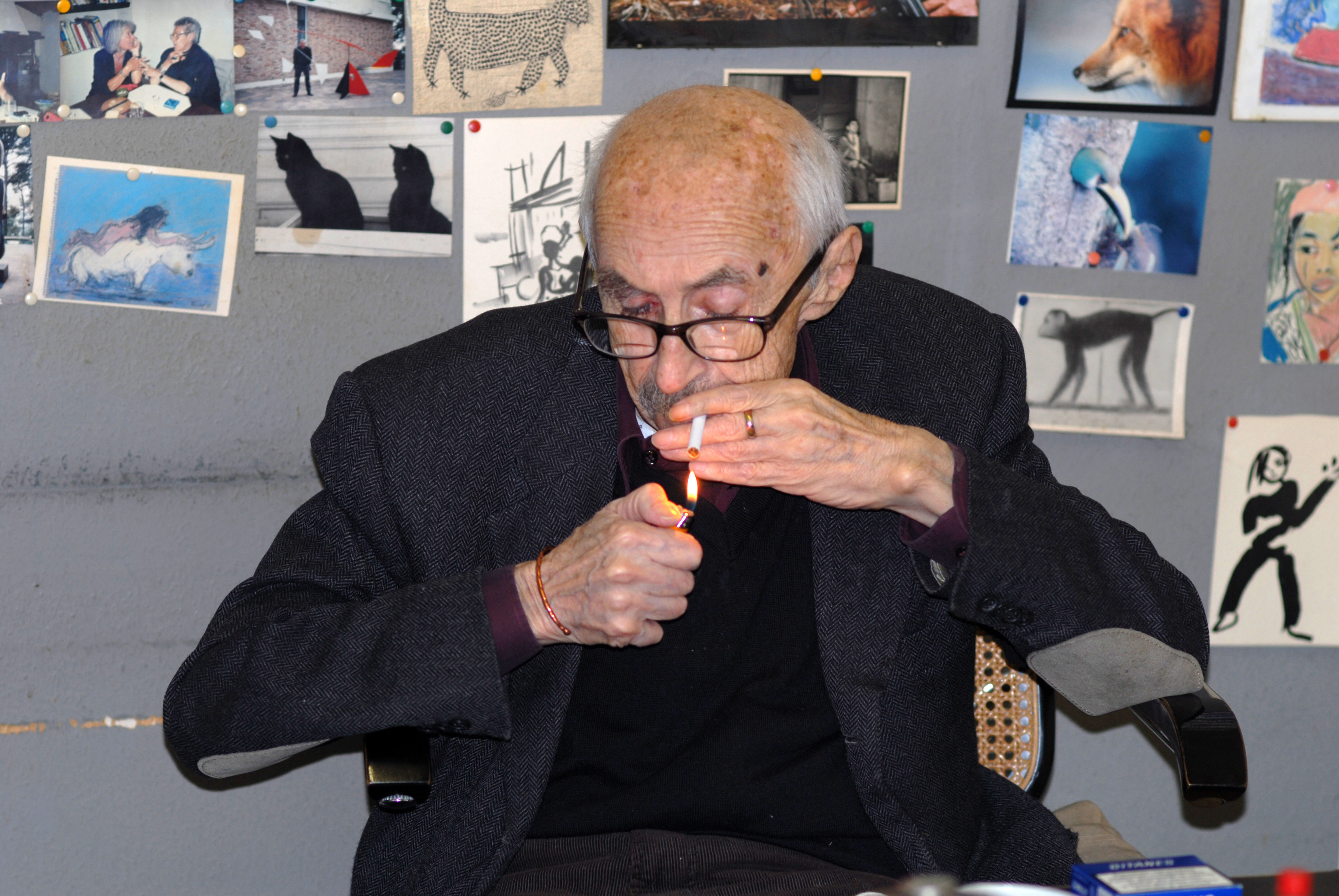
18. Mai: Paul Parin (2006)
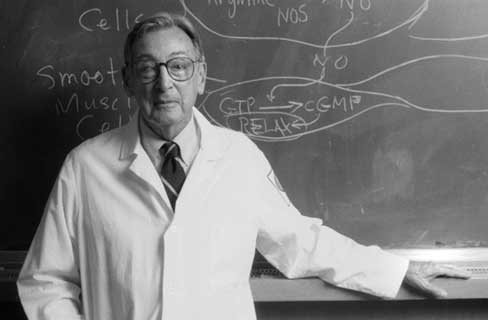
19. Mai: Robert Francis Furchgott (?)
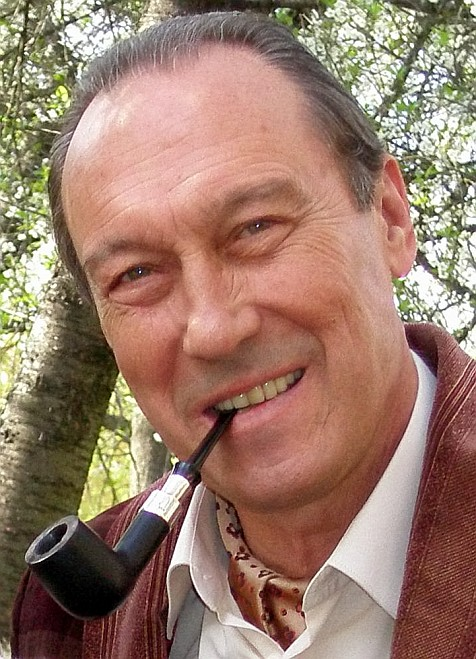
20. Mai: Oleg Jankowski (2007)
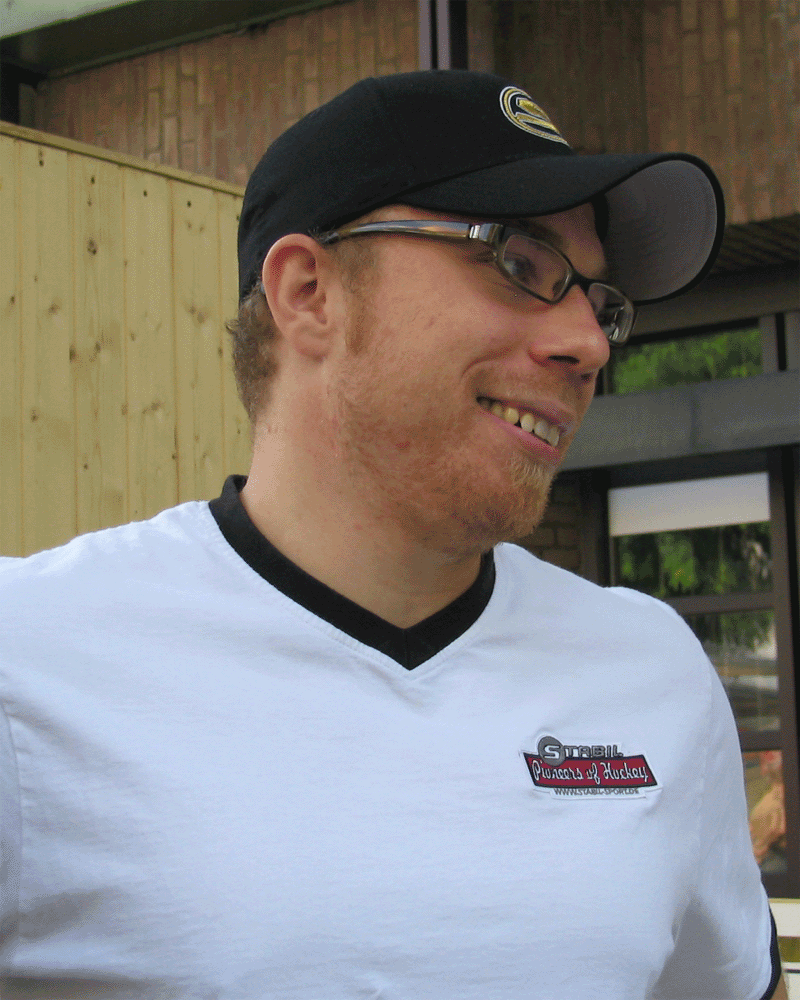
21. Mai: Robert Müller (2005)
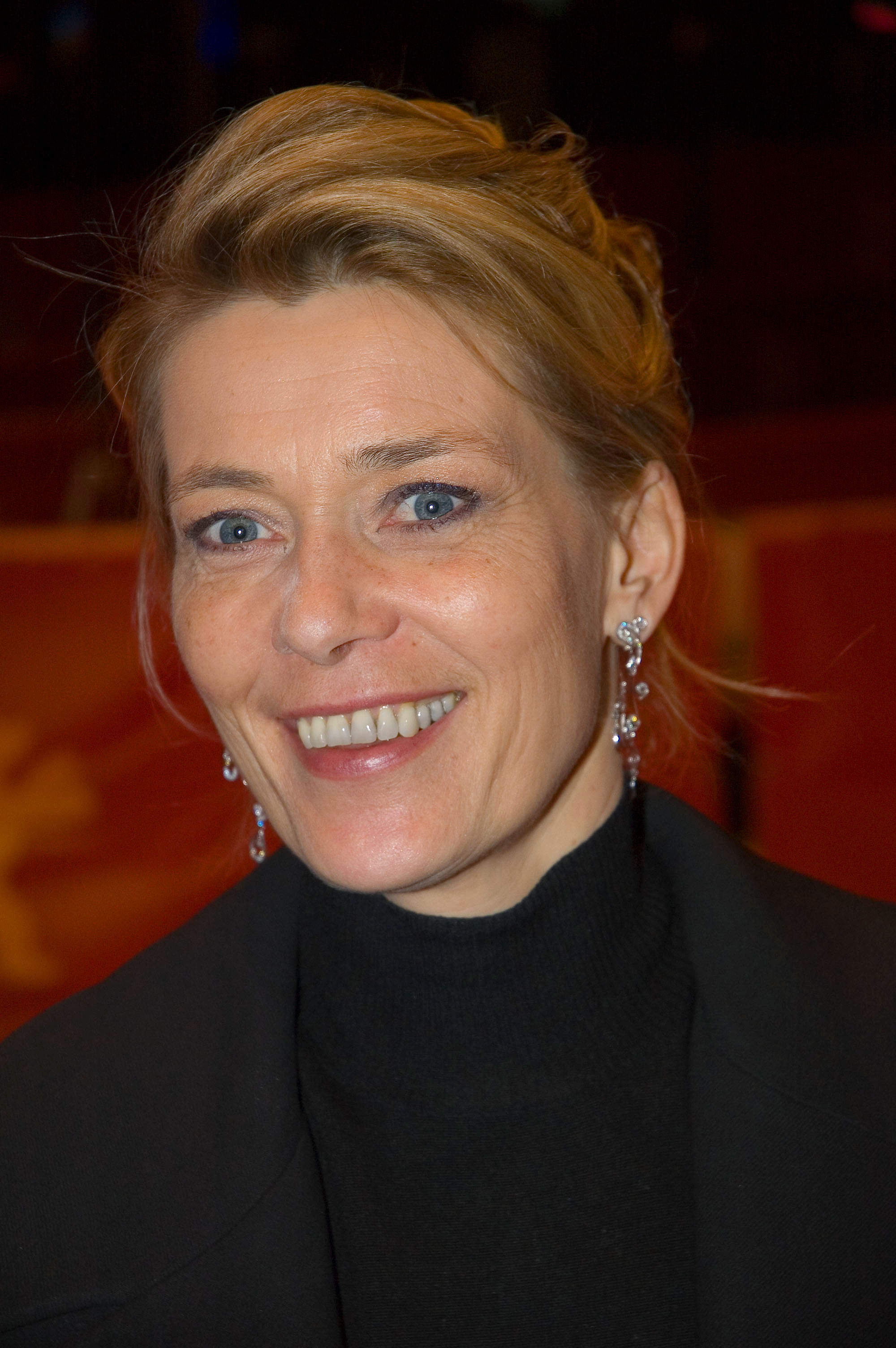
23. Mai: Barbara Rudnik (2007)
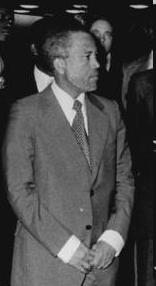
30. Mai: Luís Cabral (1976)
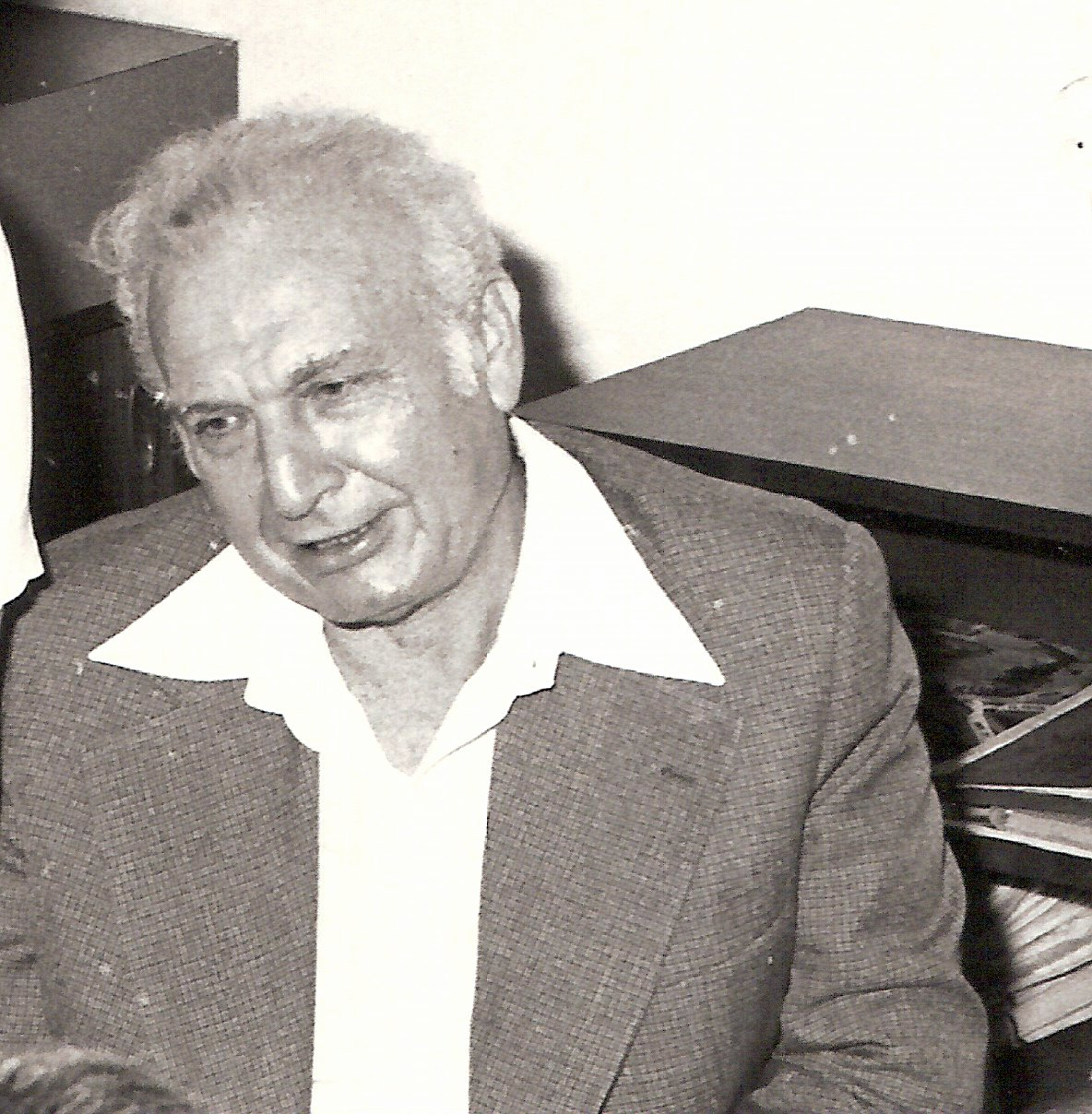
30. Mai: Ephraim Katzir (1977)
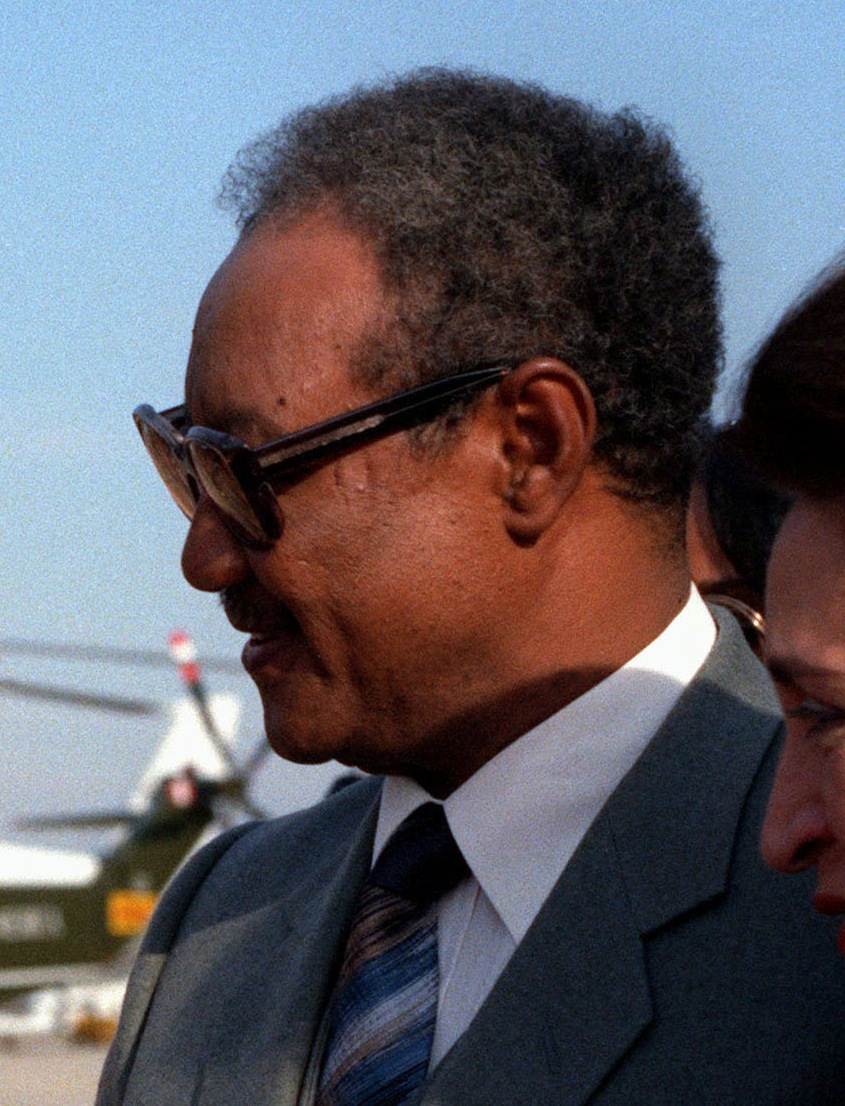
30. Mai: Dschafar an-Numairi (1981)
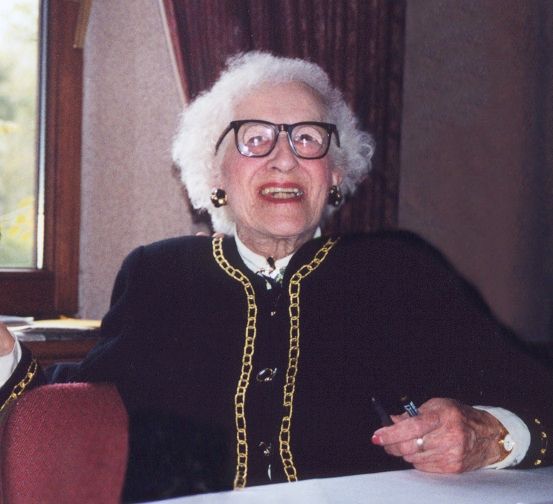
31. Mai: Millvina Dean (1999)
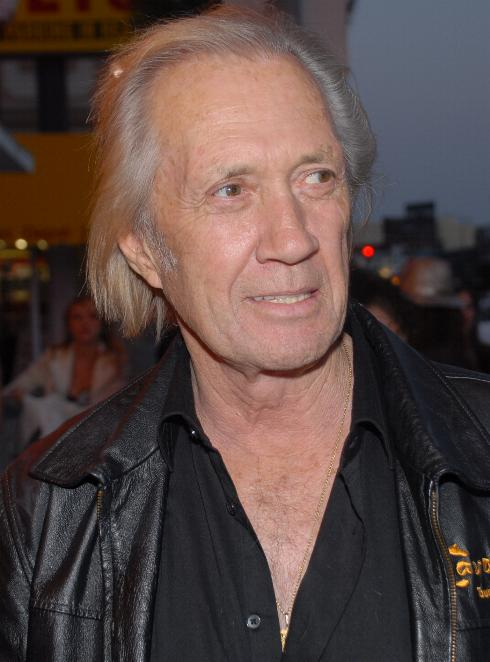
3. Juni: David Carradine (2008)
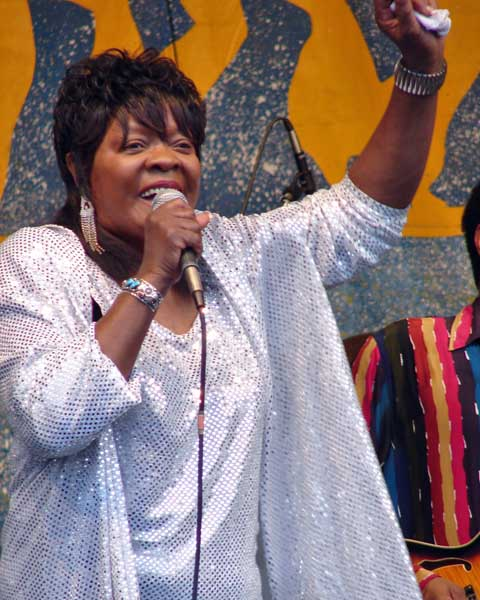
3. Juni: Koko Taylor (2006)
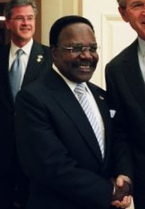
8. Juni: Omar Bongo (2004)
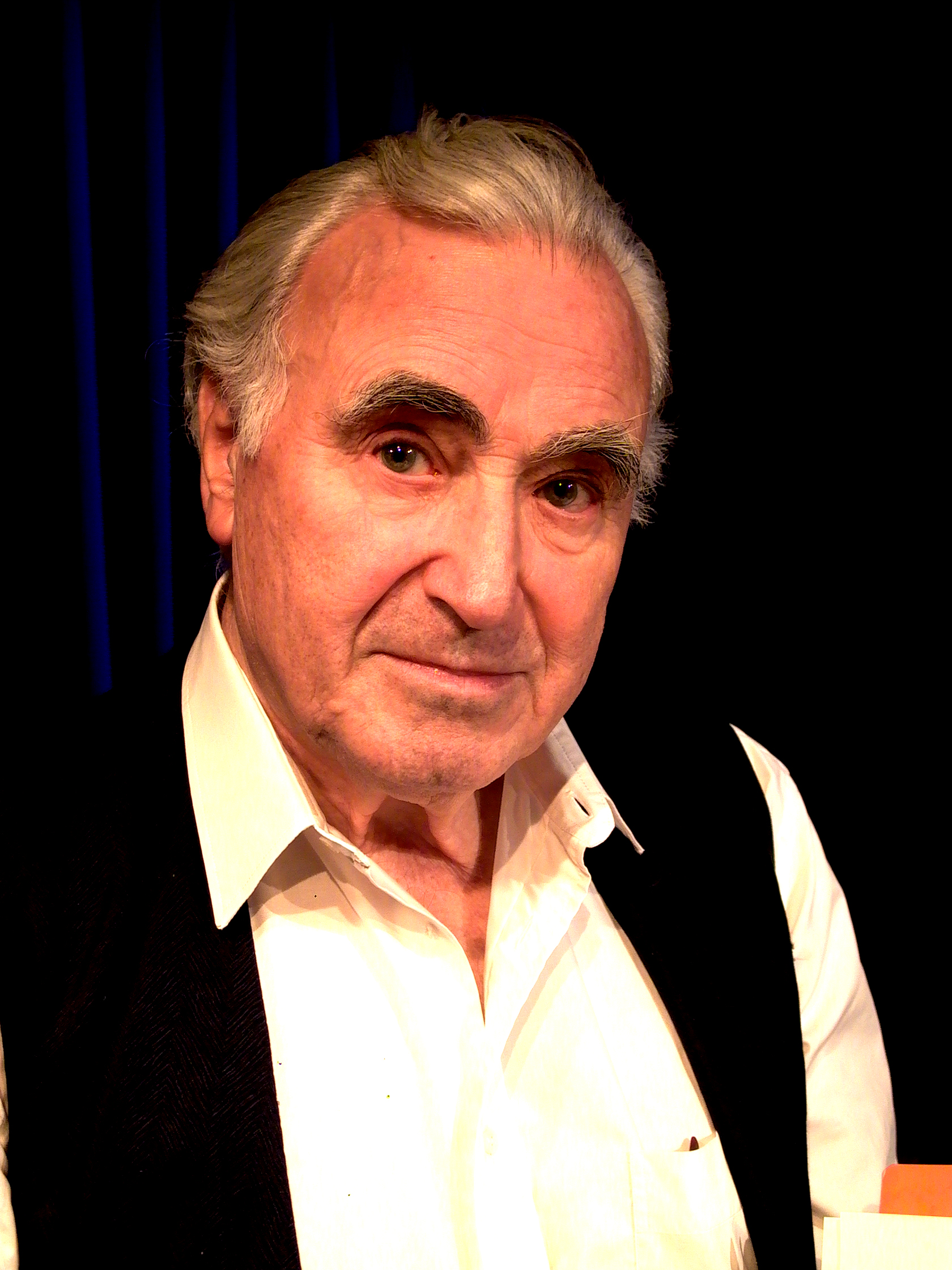
9. Juni: Karl-Michael Vogler (2003)
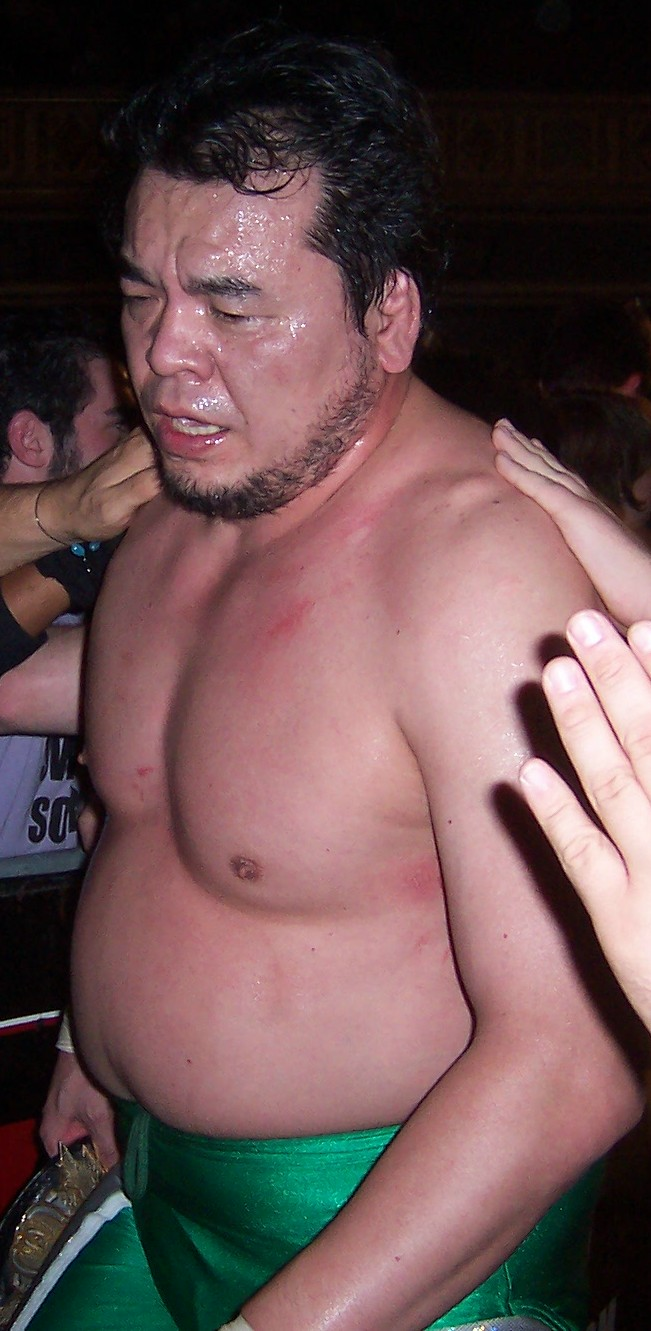
13. Juni: Mitsuharu Misawa (2007)
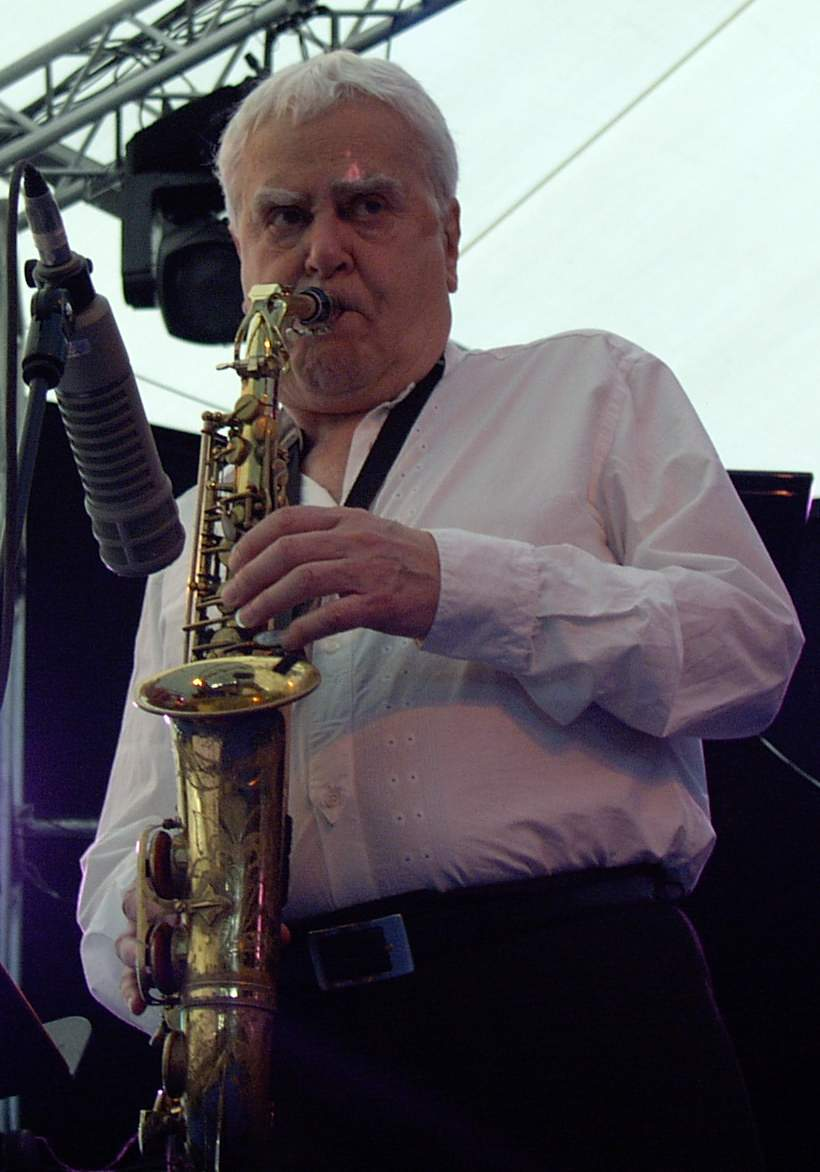
16. Juni: Charlie Mariano (2003)
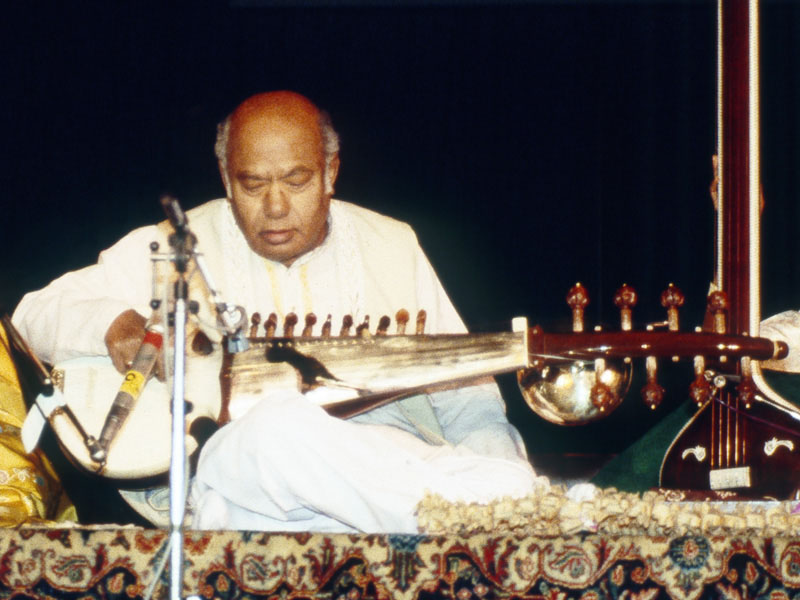
19. Juni: Ali Akbar Khan (1988)
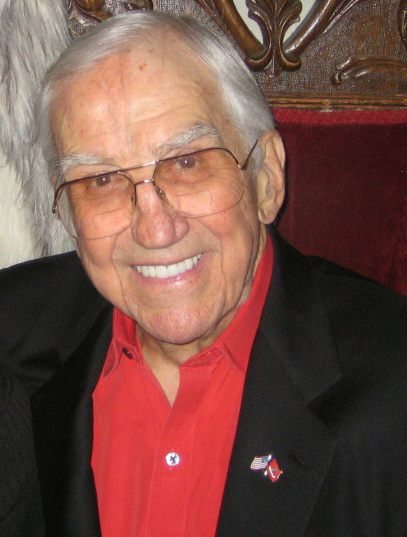
23. Juni: Ed McMahon (2005)
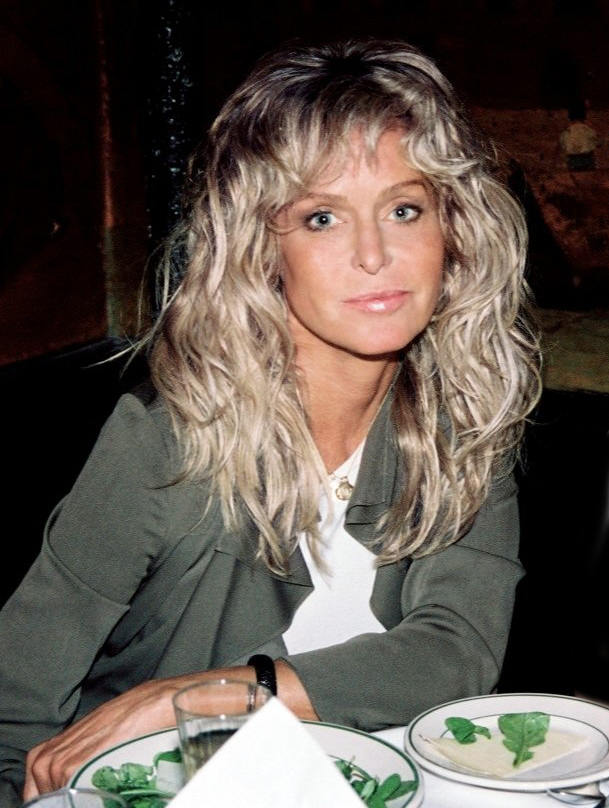
25. Juni: Farrah Fawcett (2008)
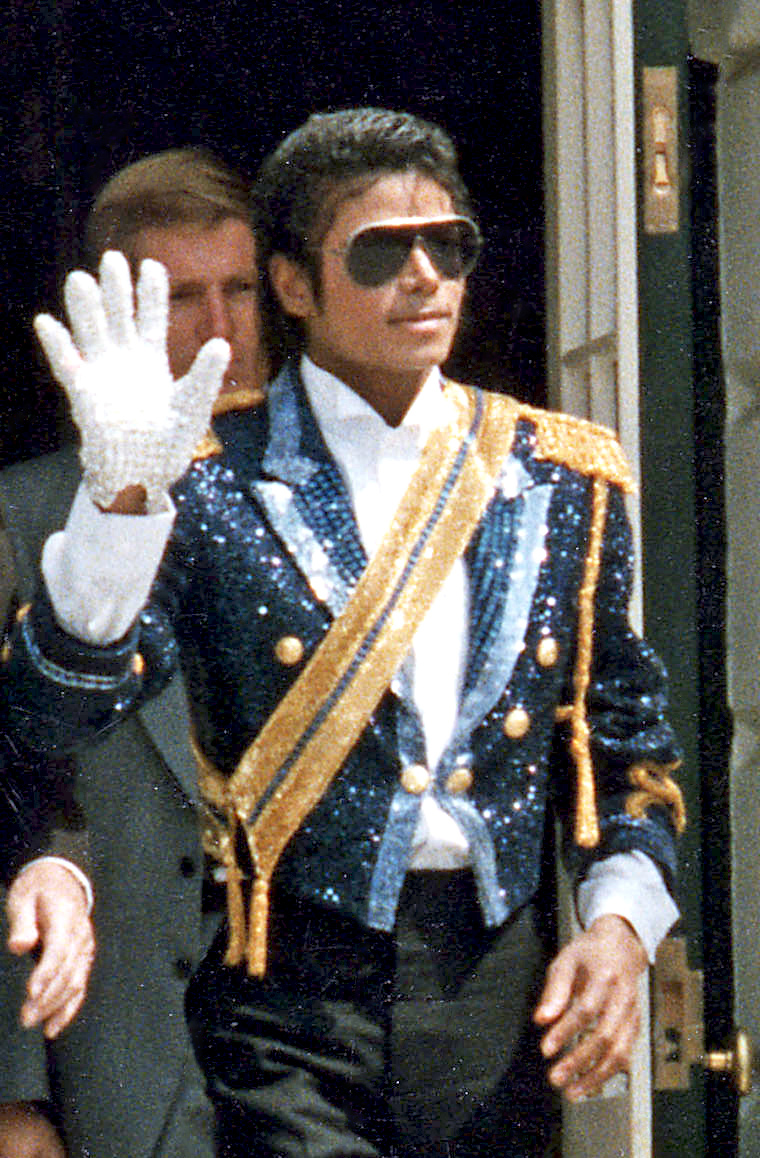
25. Juni: Michael Jackson (1984)
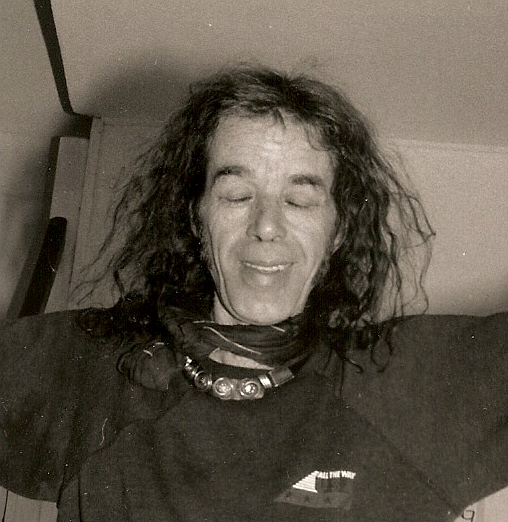
25. Juni: Sky Saxon (1989)
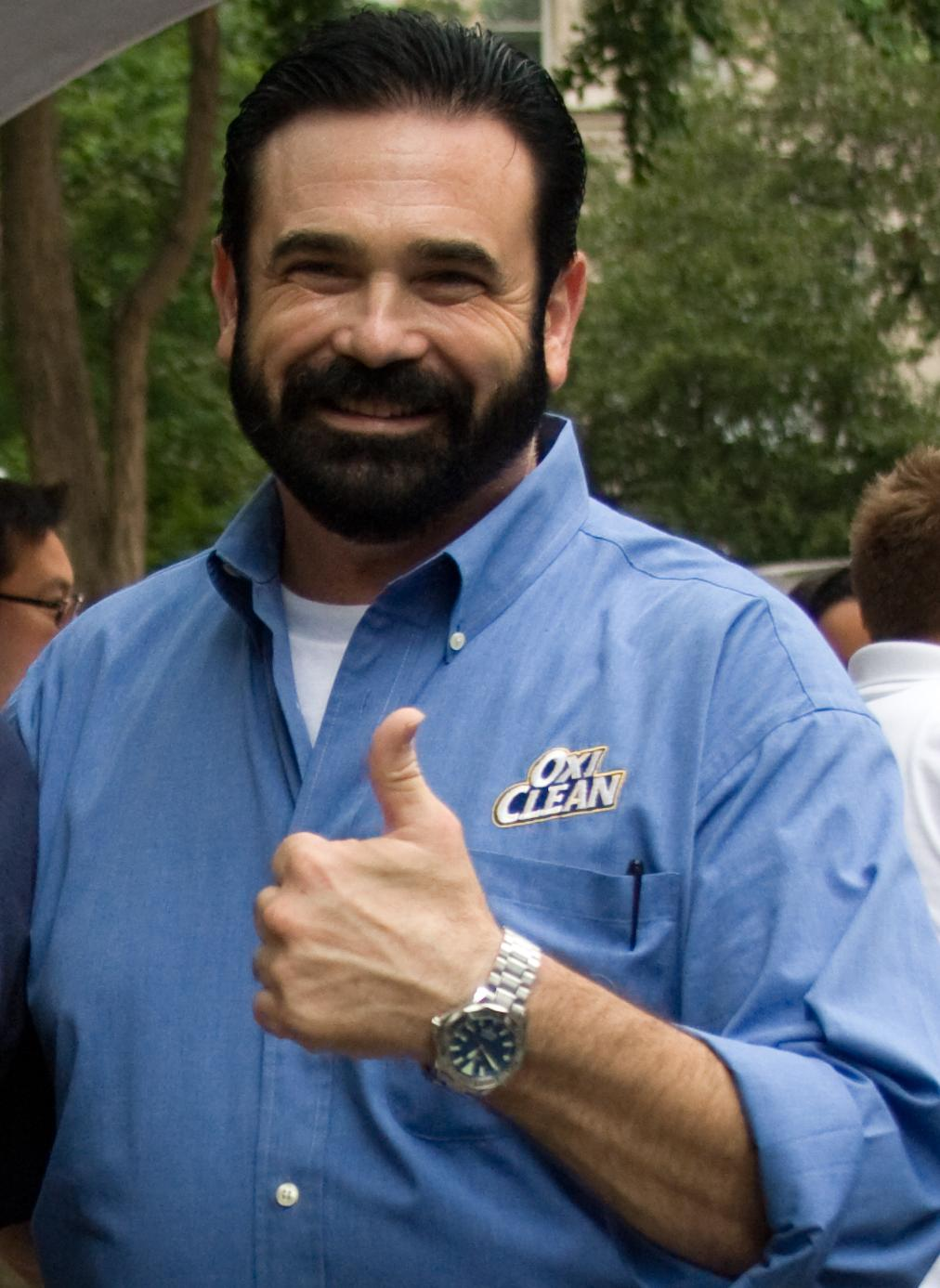
28. Juni: Billy Mays (2009)
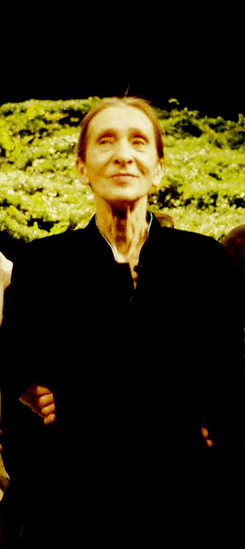
30. Juni: Pina Bausch (2009)
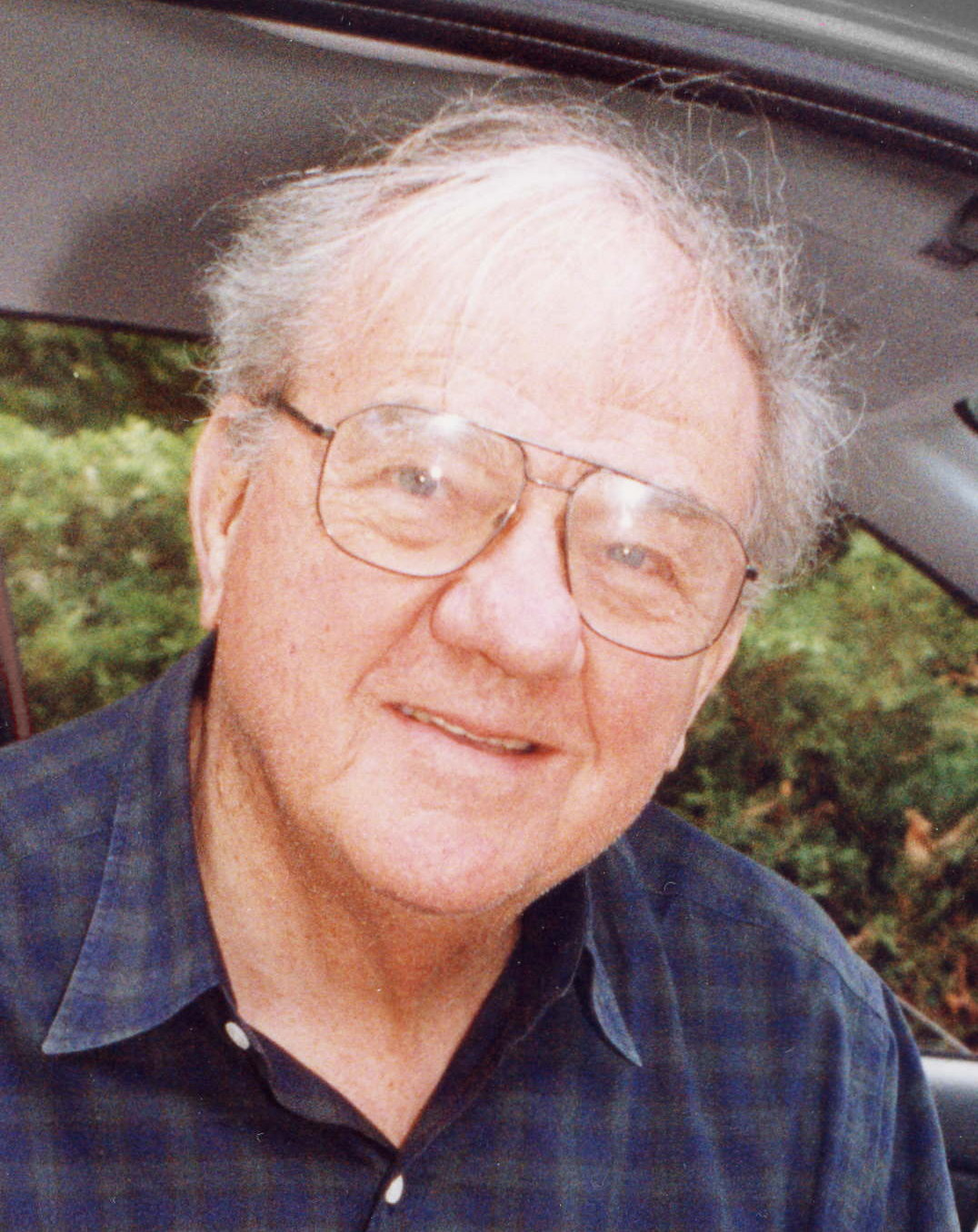
1. Juli: Karl Malden (2009)
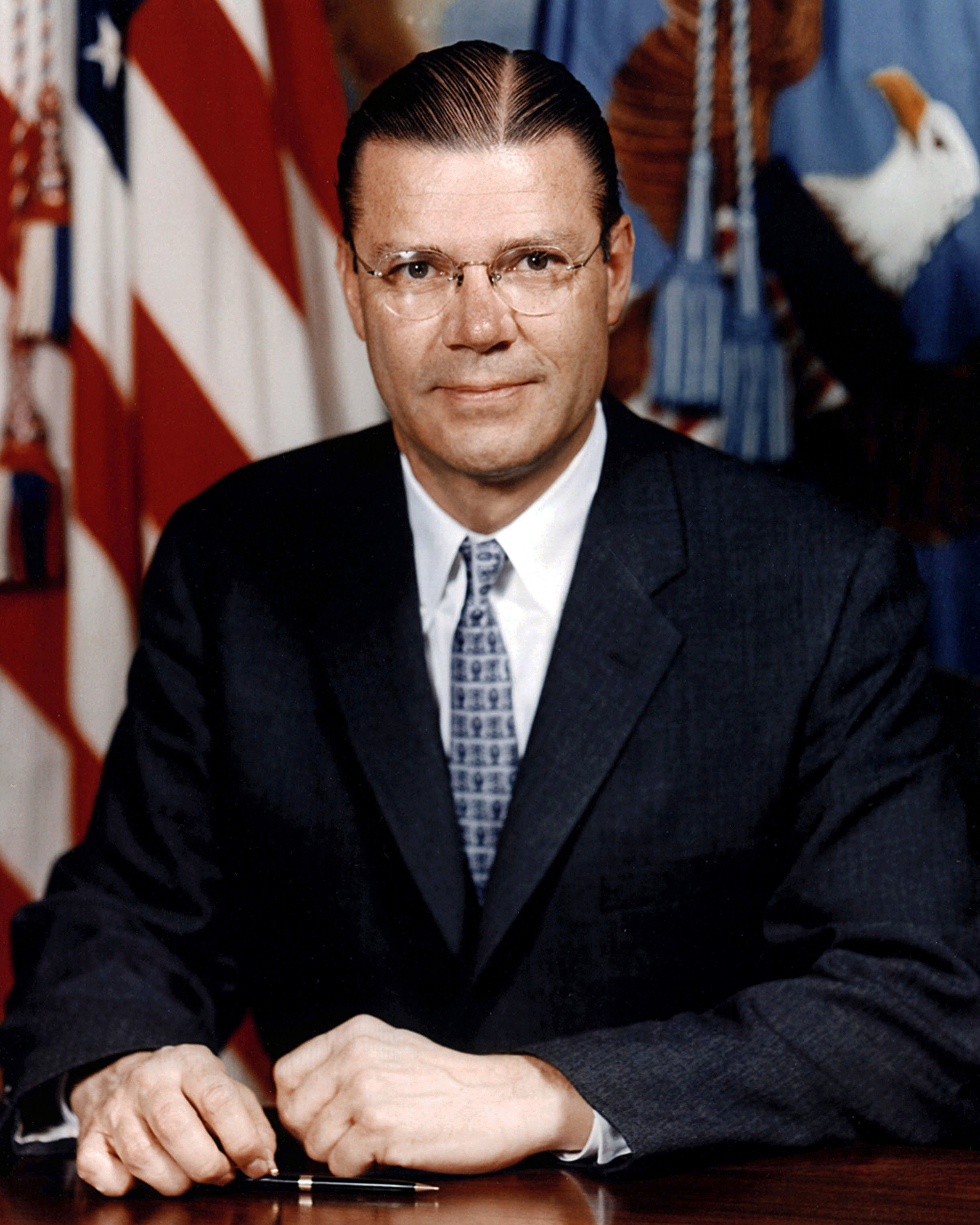
6. Juli: Robert McNamara (1961)
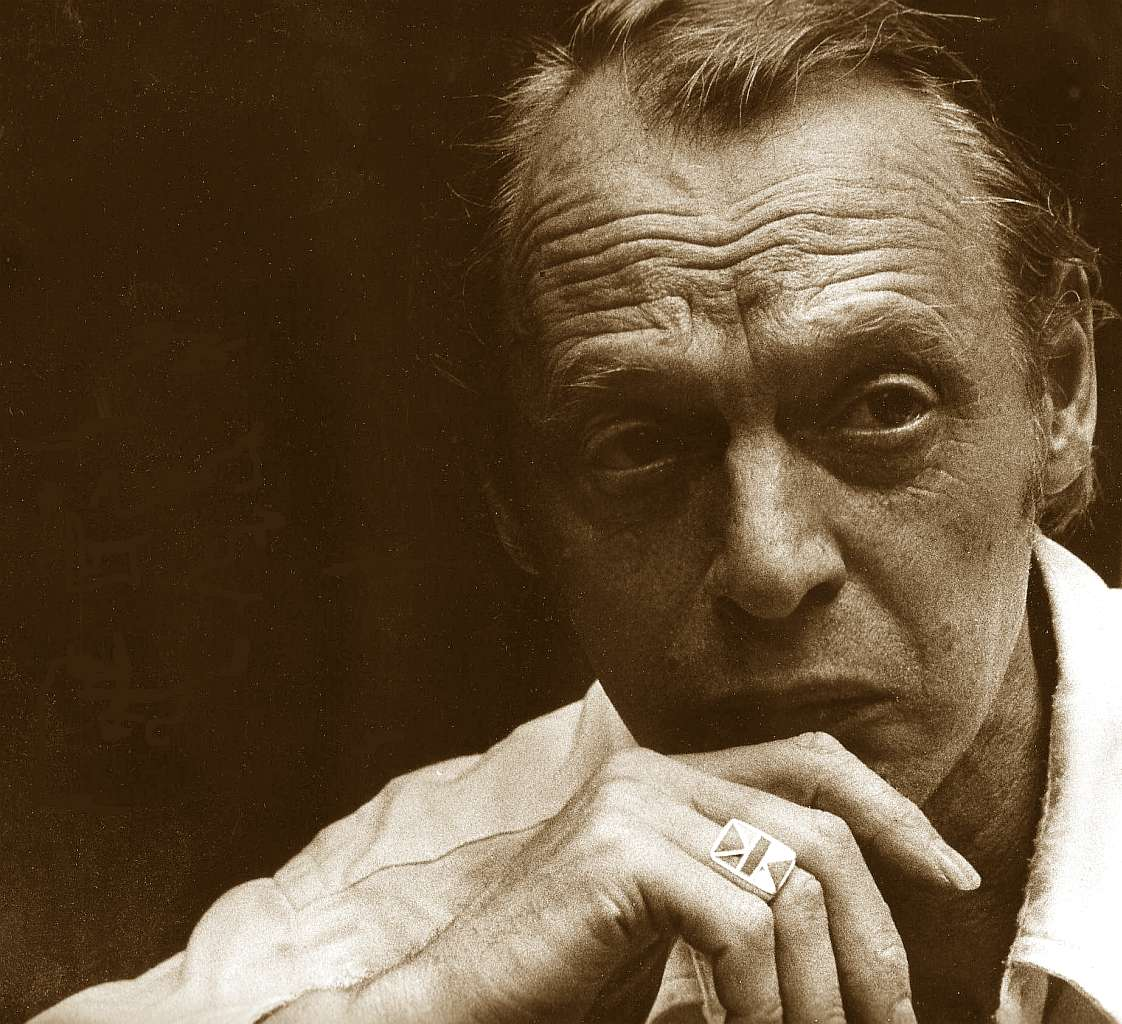
12. Juli: Simon Vinkenoog (2006)
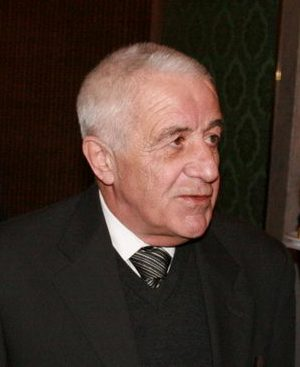
14. Juli: Zbigniew Zapasiewicz (2008)
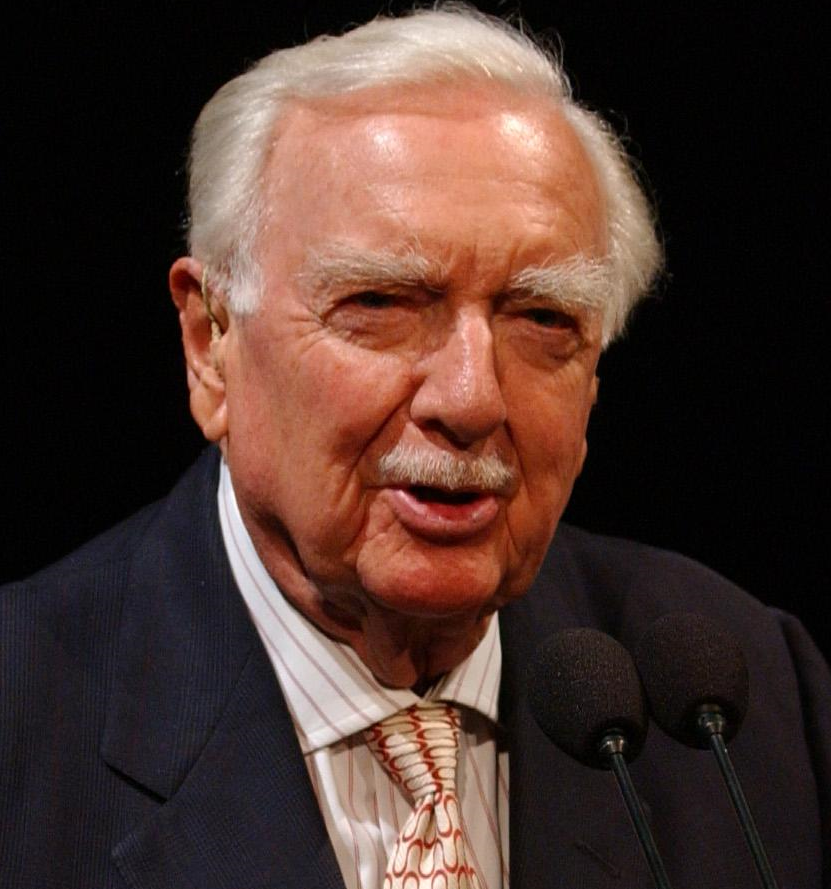
17. Juli: Walter Cronkite (2004)
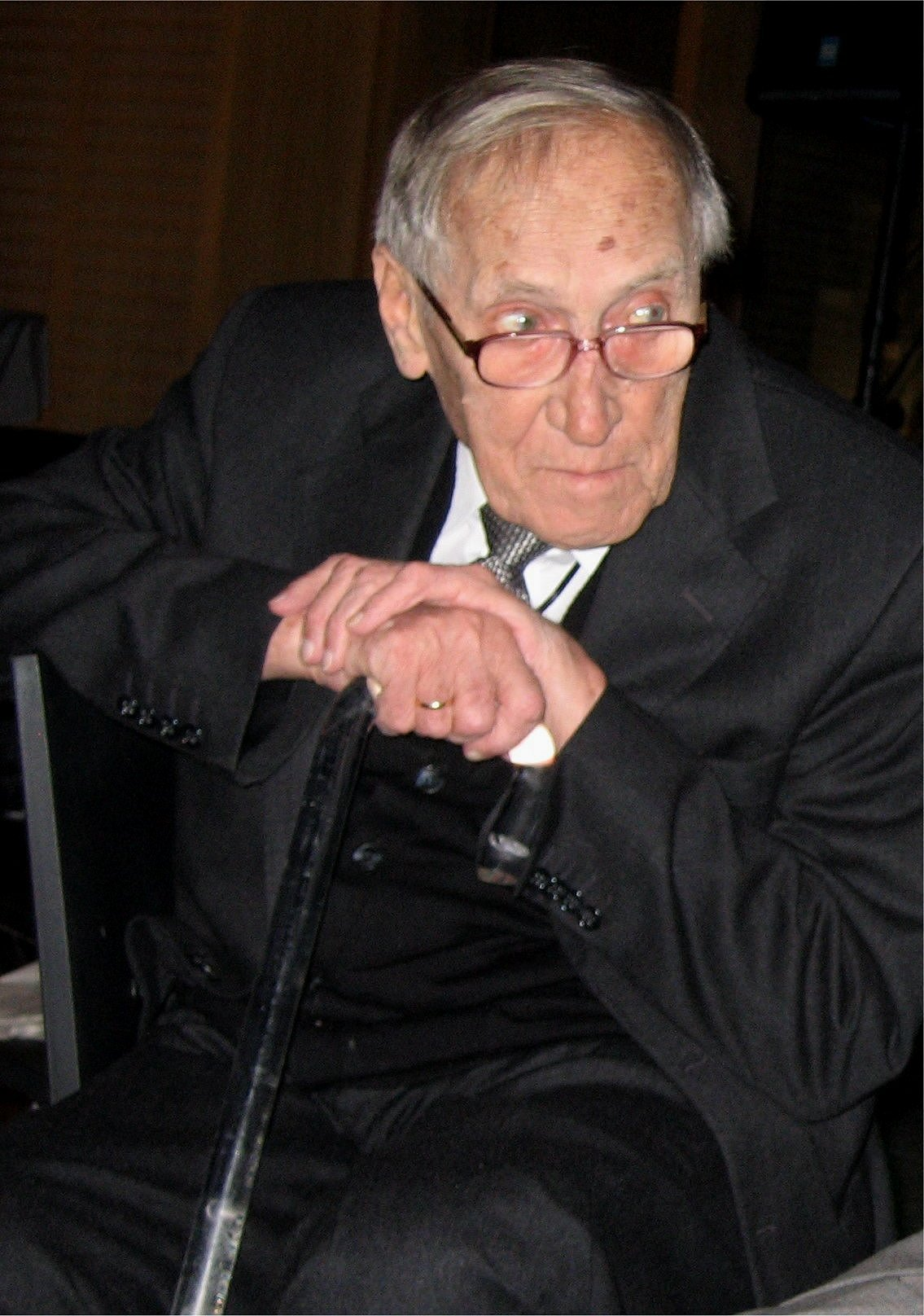
17. Juli: Leszek Kołakowski (2007)
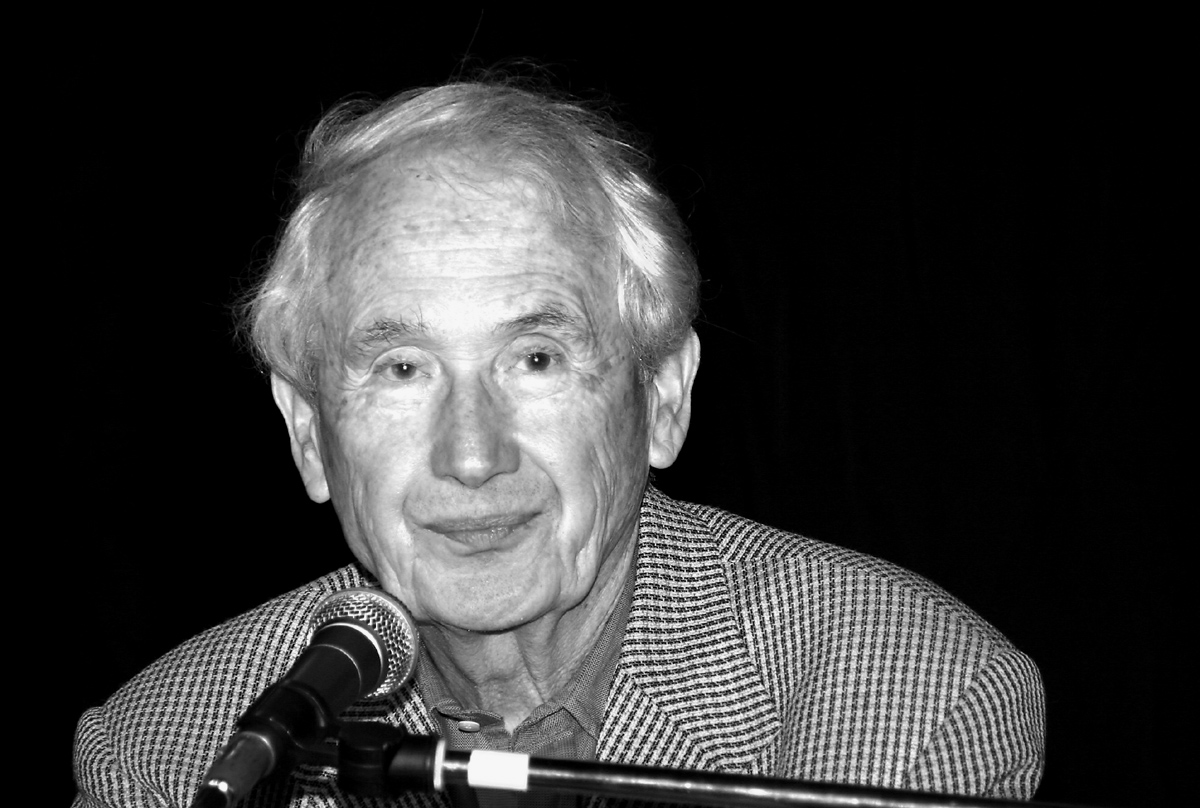
19. Juli: Frank McCourt (2006)
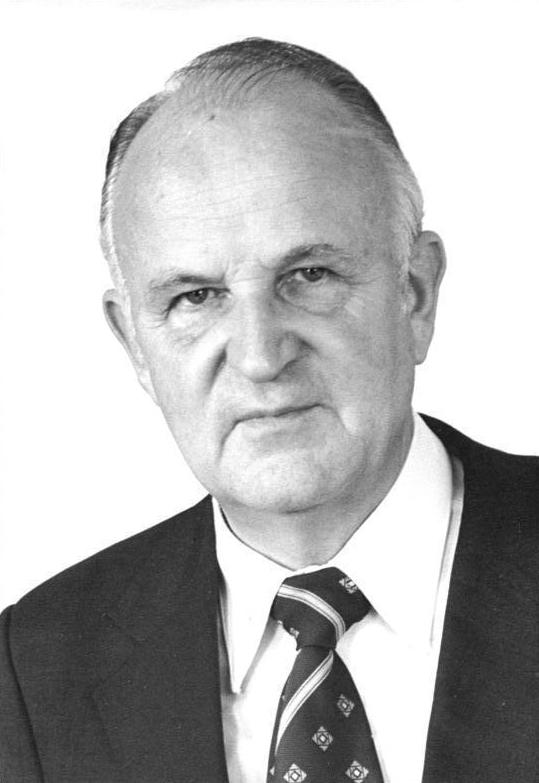
24. Juli: Werner Krusche (1981)
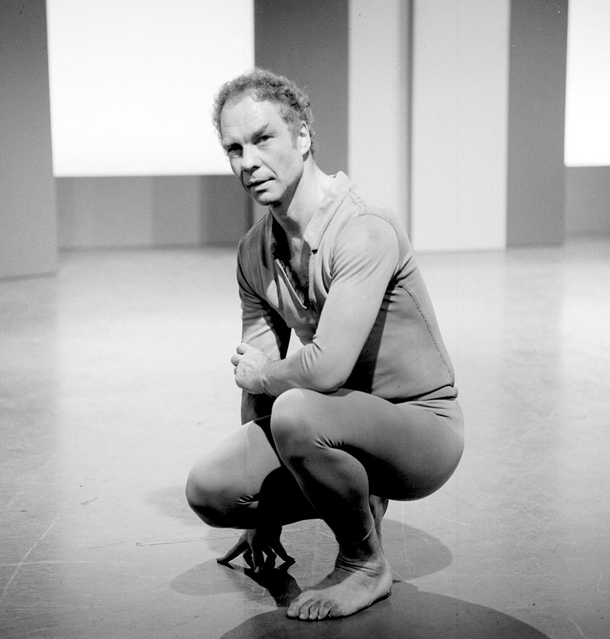
26. Juli: Merce Cunningham (?)
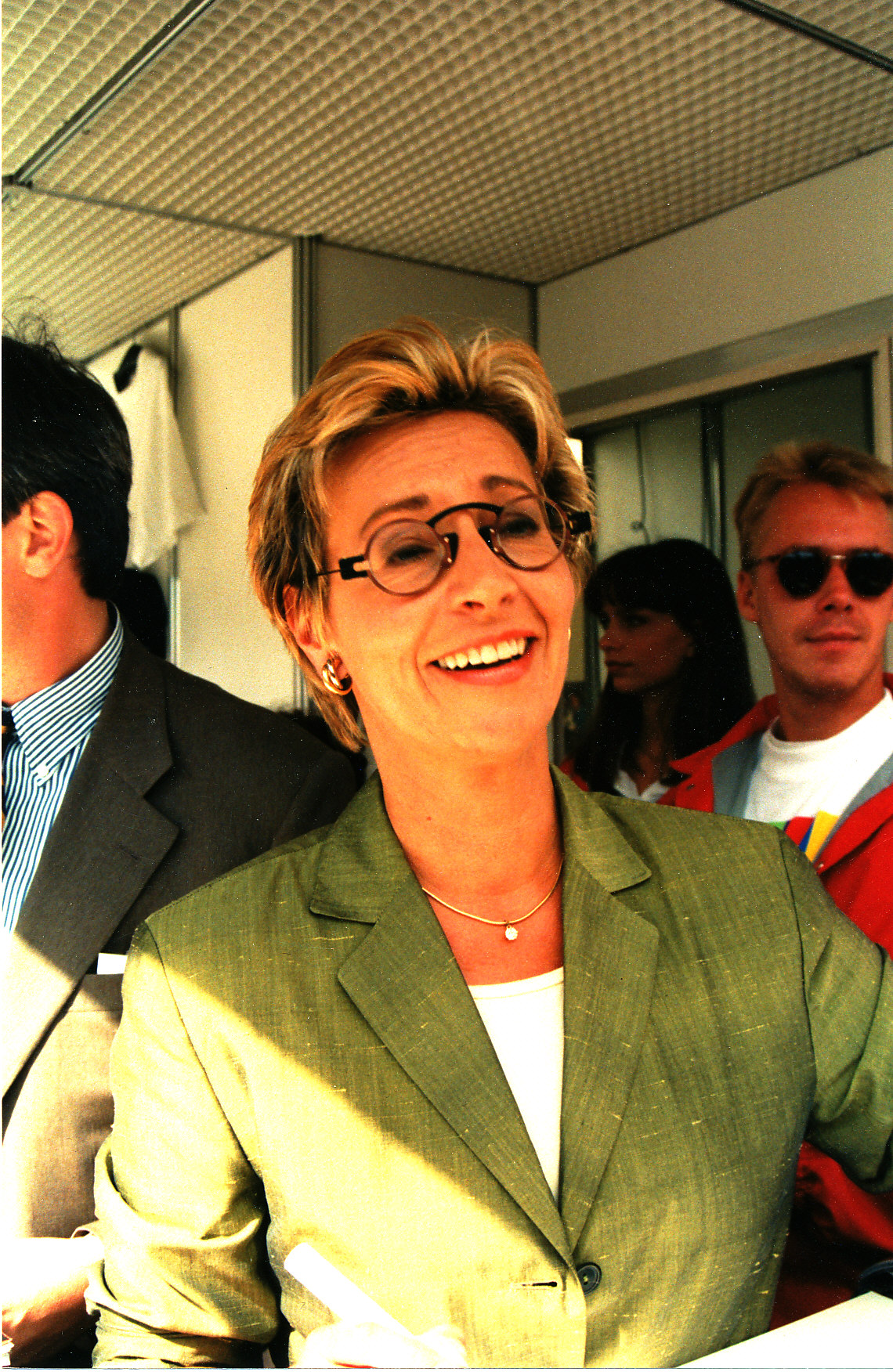
31. Juli: Ilona Christen (?)
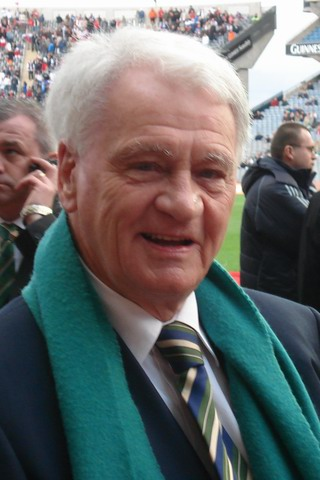
31. Juli: Bobby Robson (2007)
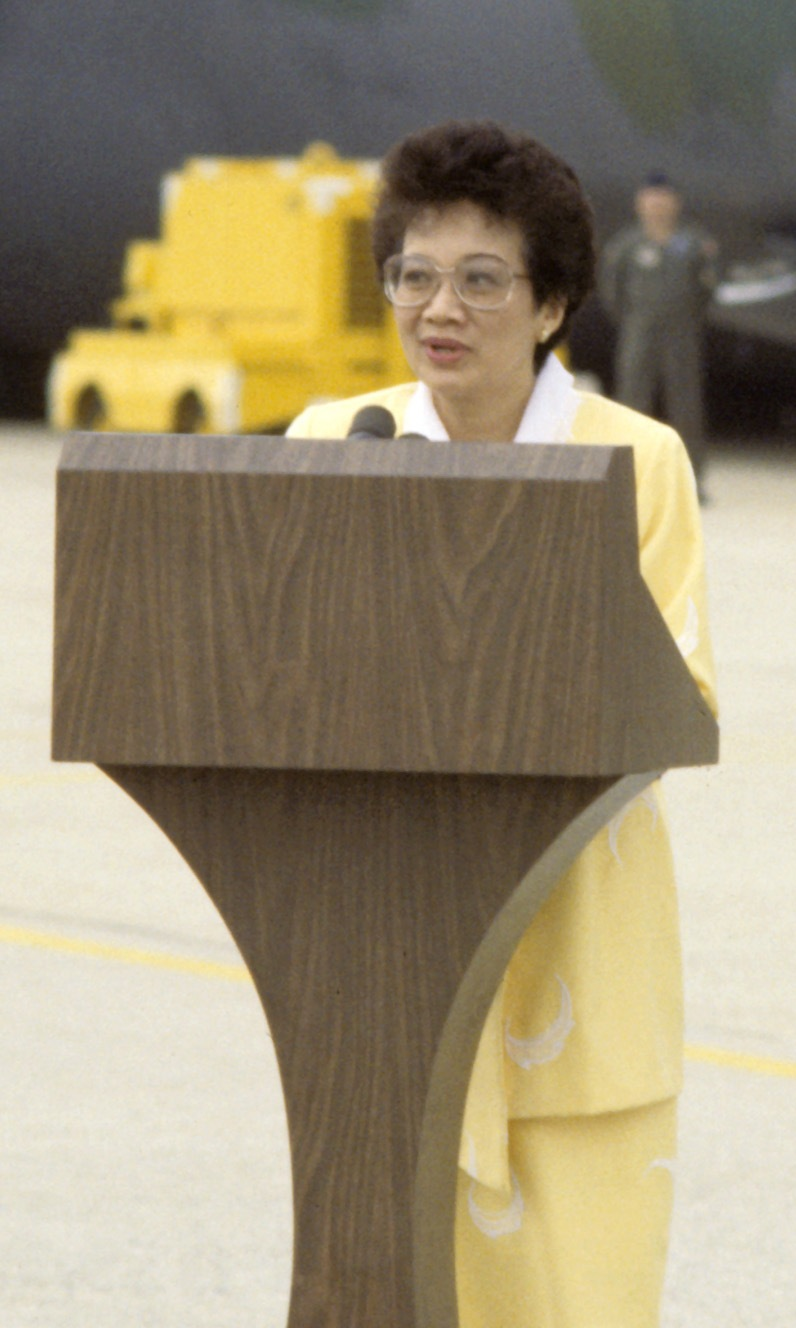
1. August: Corazon Aquino (1986)
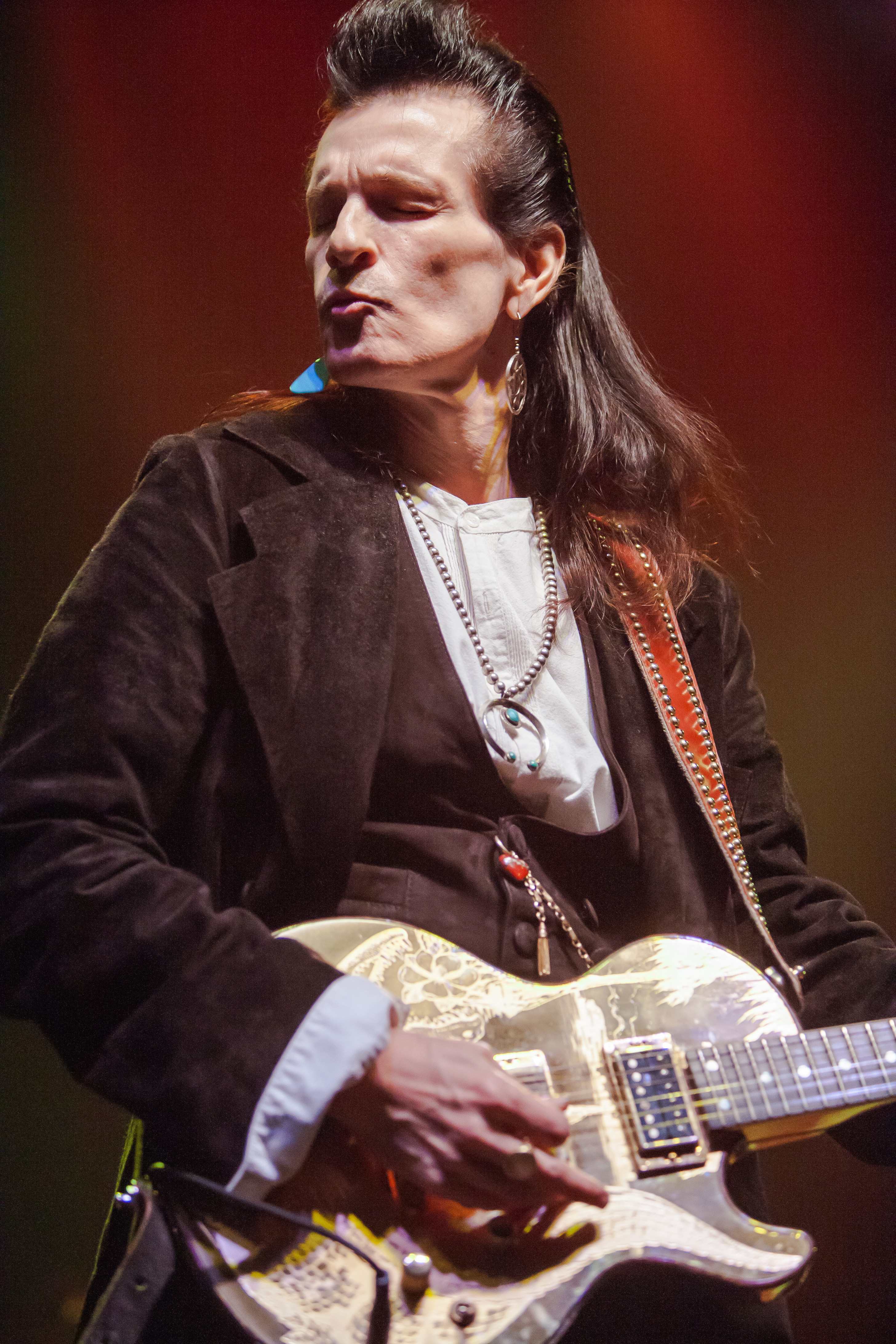
6. August: Willy DeVille (2008)
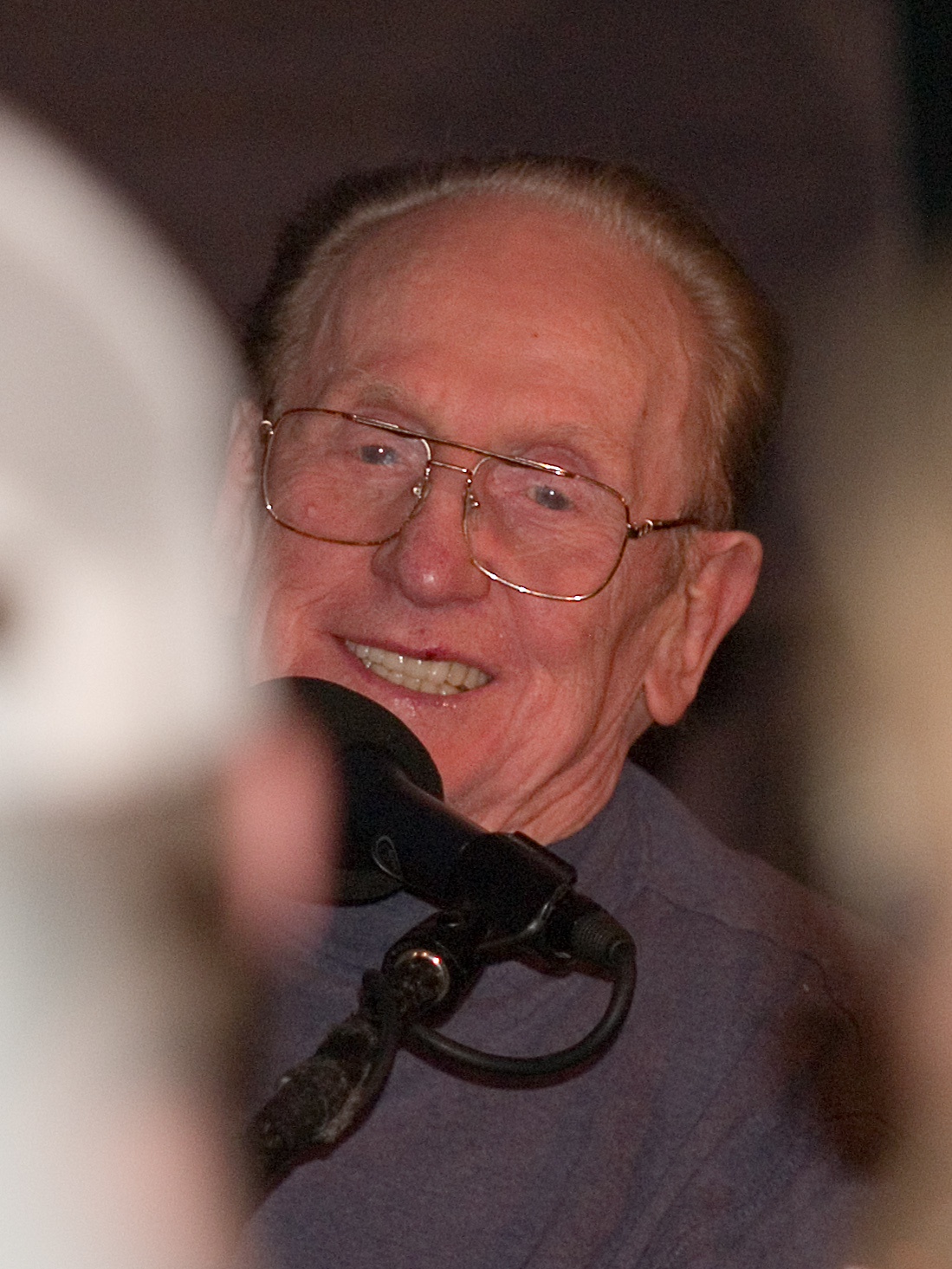
13. August: Les Paul (2008)
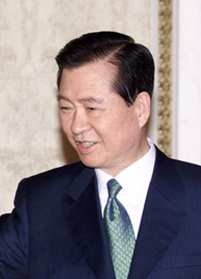
18. August: Kim Dae-jung (2001)
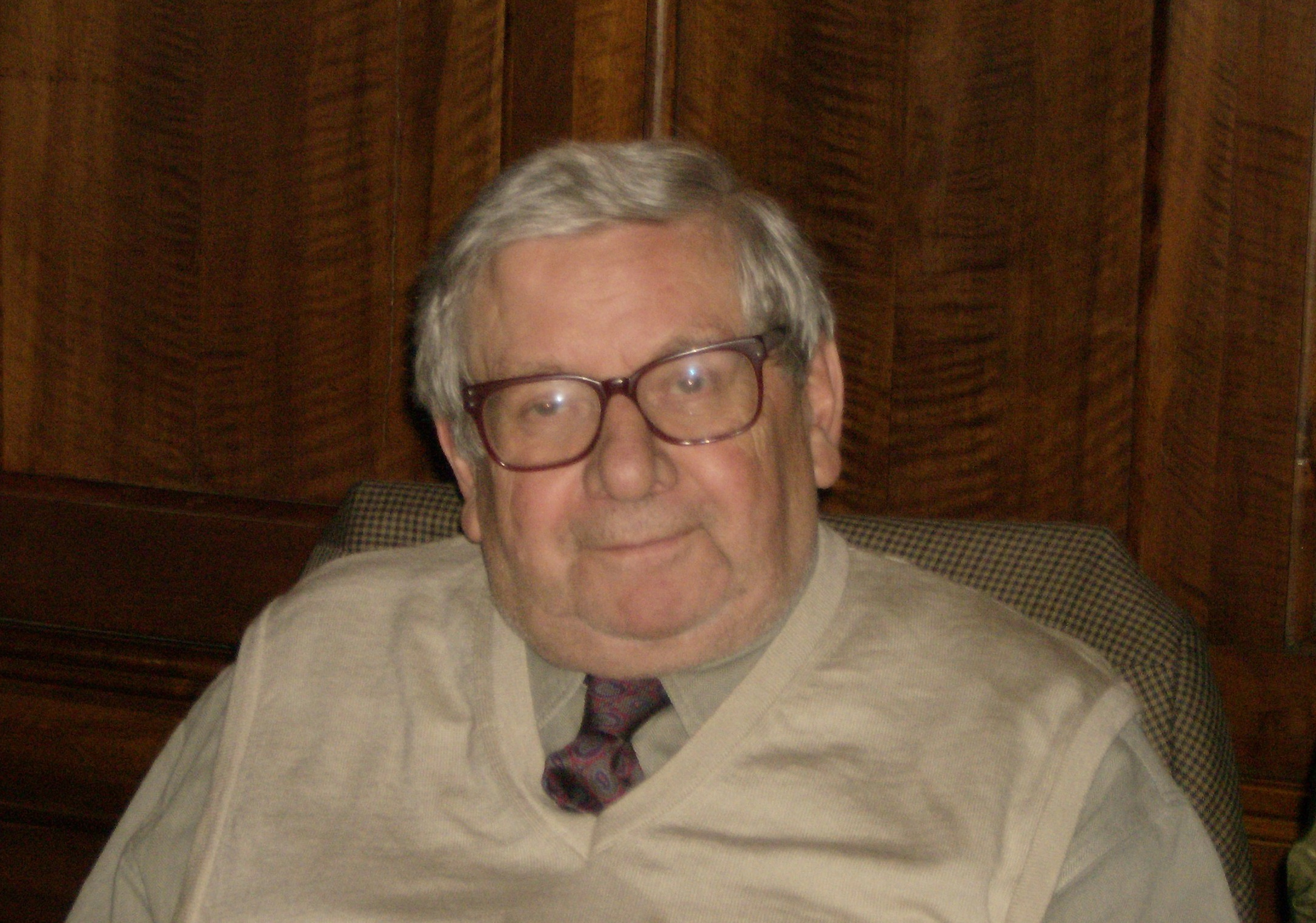
18. August: Hugo Loetscher (2006)
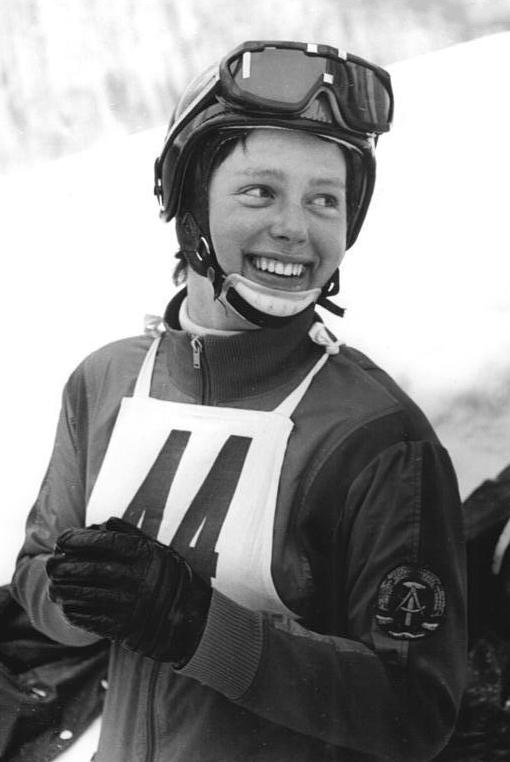
23. August: Anna-Maria Müller (1971)
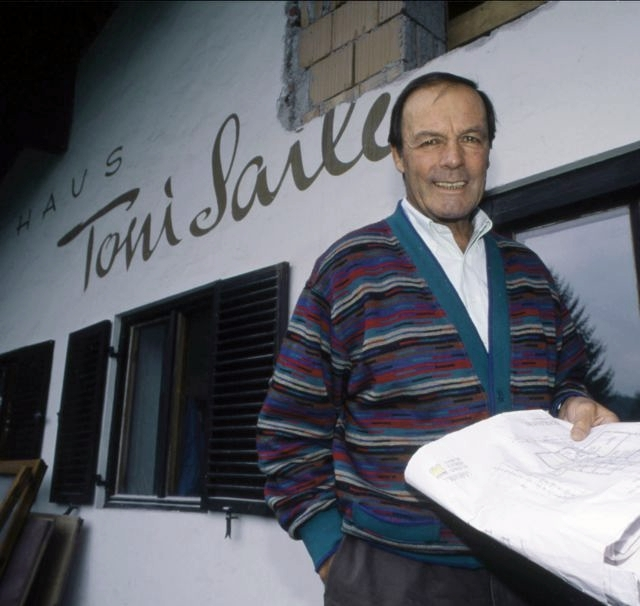
24. August: Toni Sailer (1998)
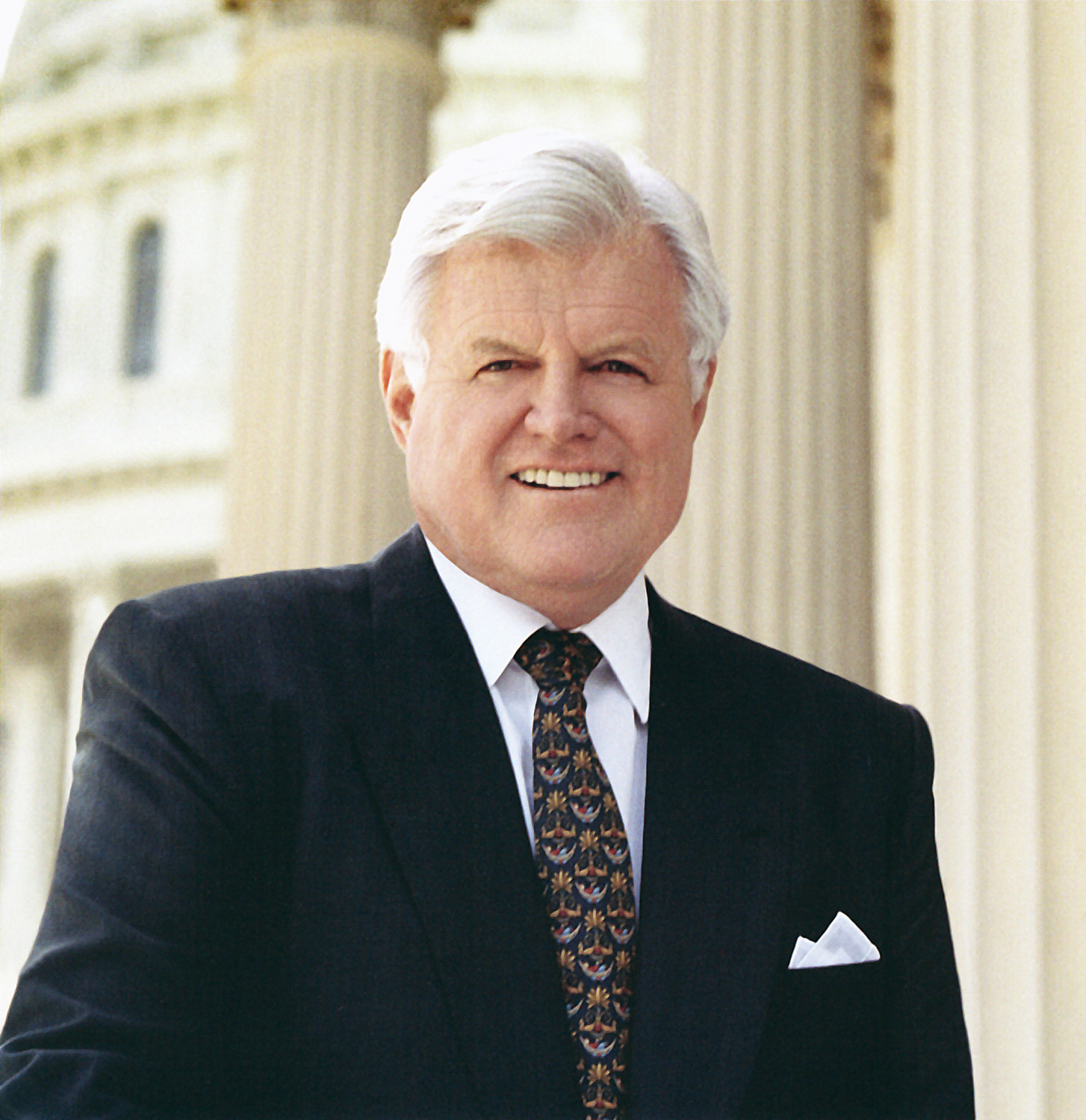
25. August: Edward „Ted“ Kennedy (?)
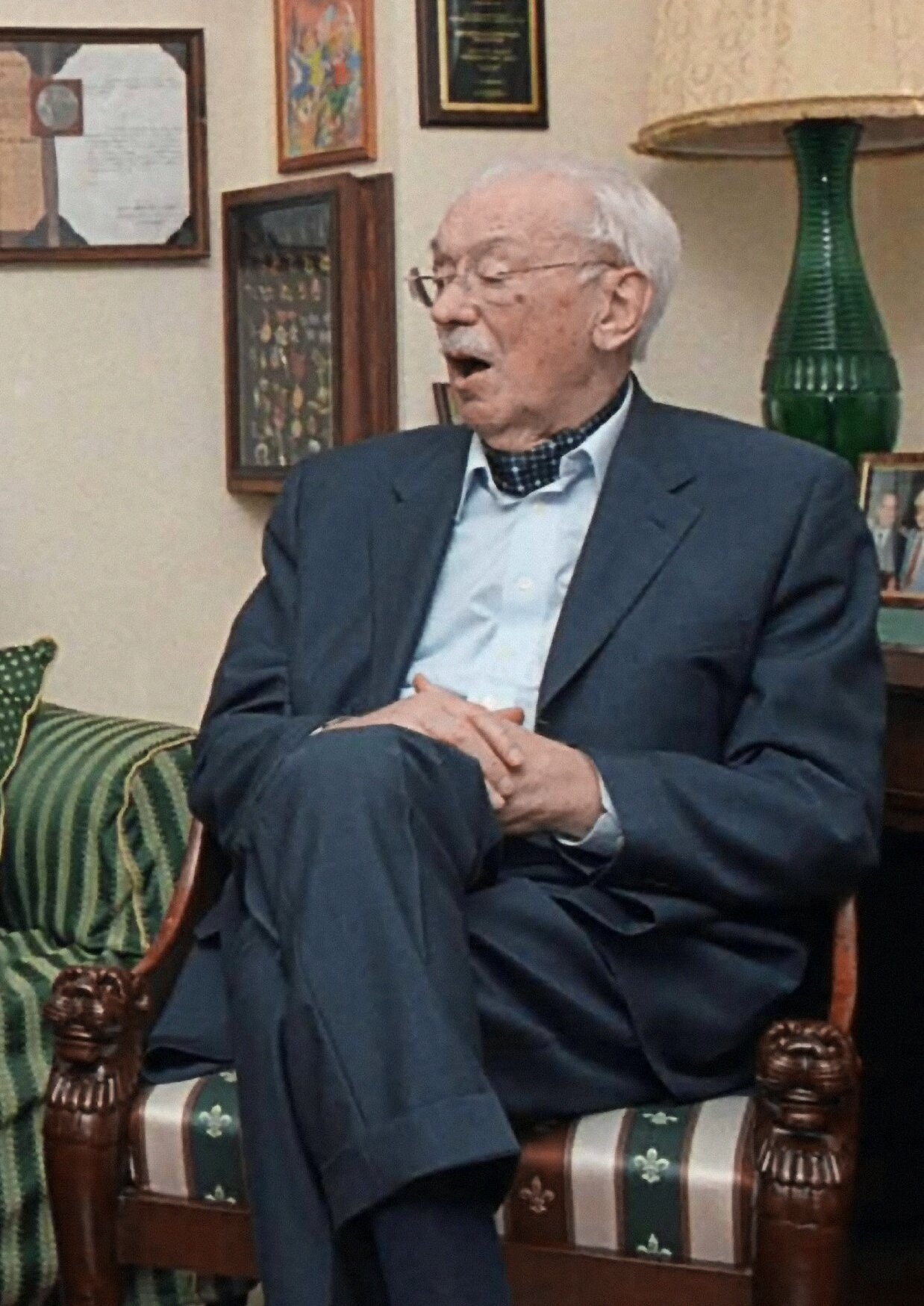
27. August: Sergei Michalkow (2003)
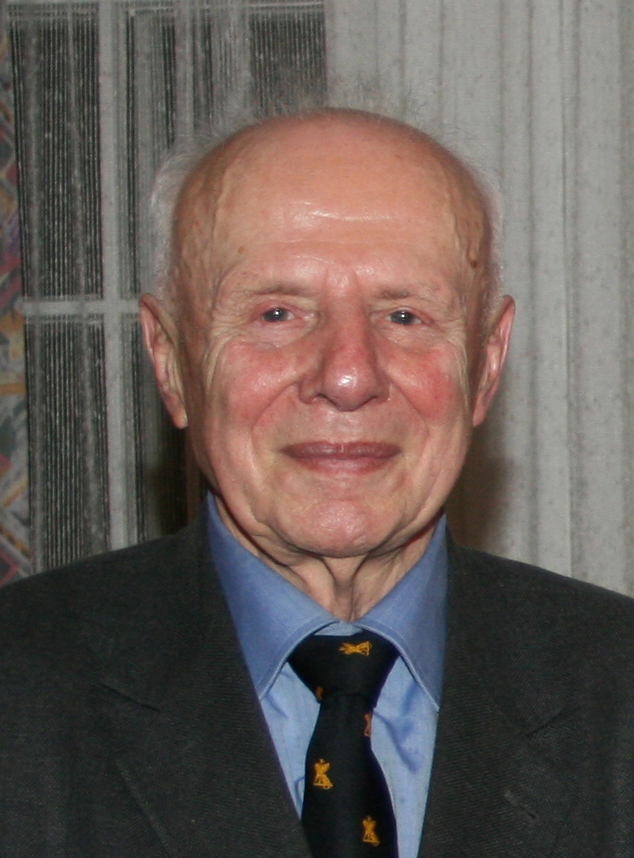
28. August: Günter Kießling (2007)
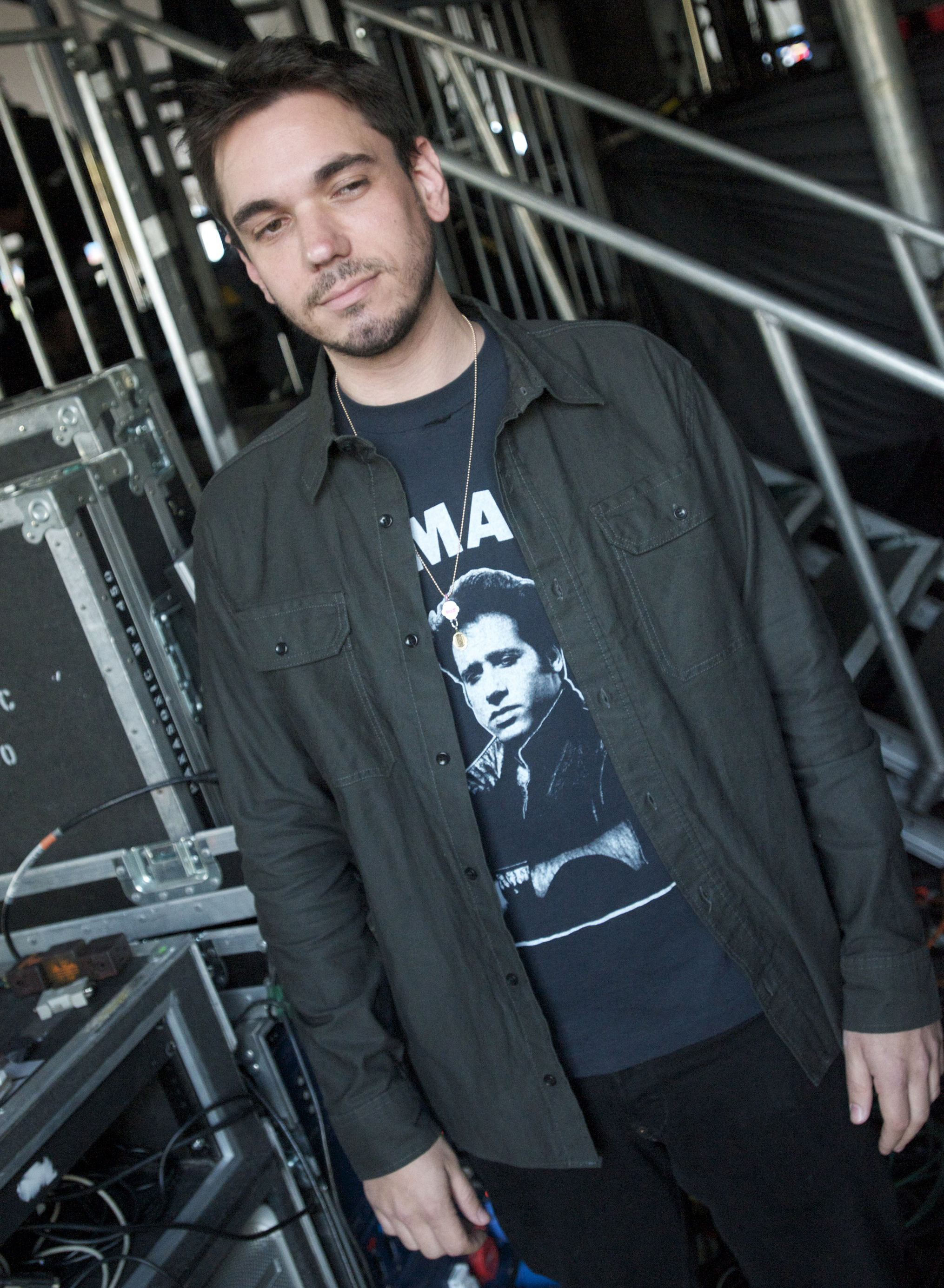
28. August: Adam Goldstein (2009)
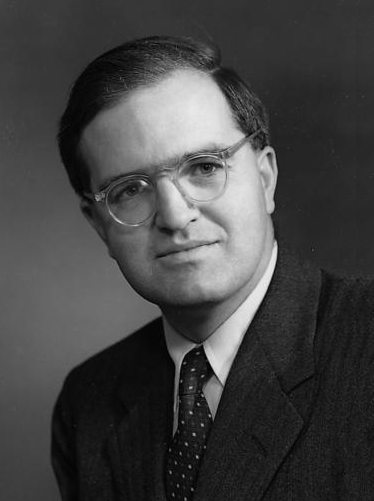
8. September: Aage Niels Bohr (1955)
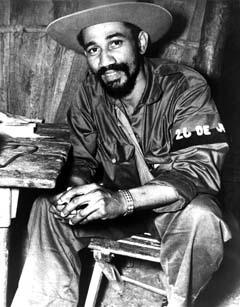
11. September: Juan Almeida (?)
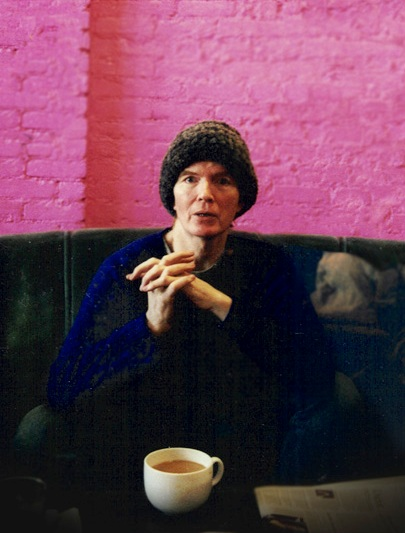
11. September: Jim Carroll (2005)
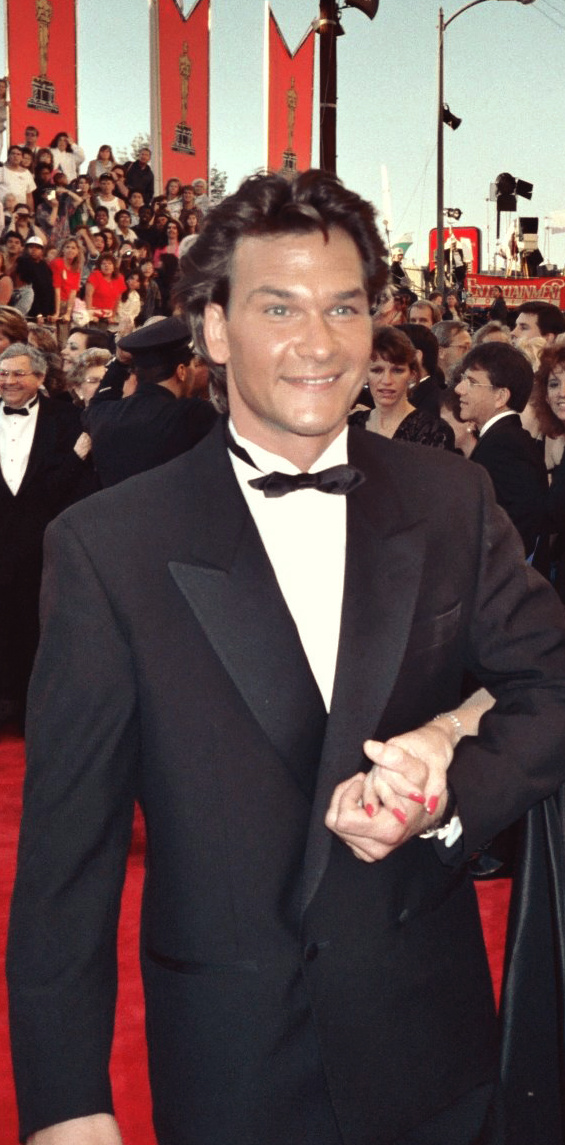
14. September: Patrick Swayze (1989)
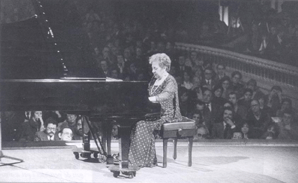
25. September: Alicia de Larrocha (?)
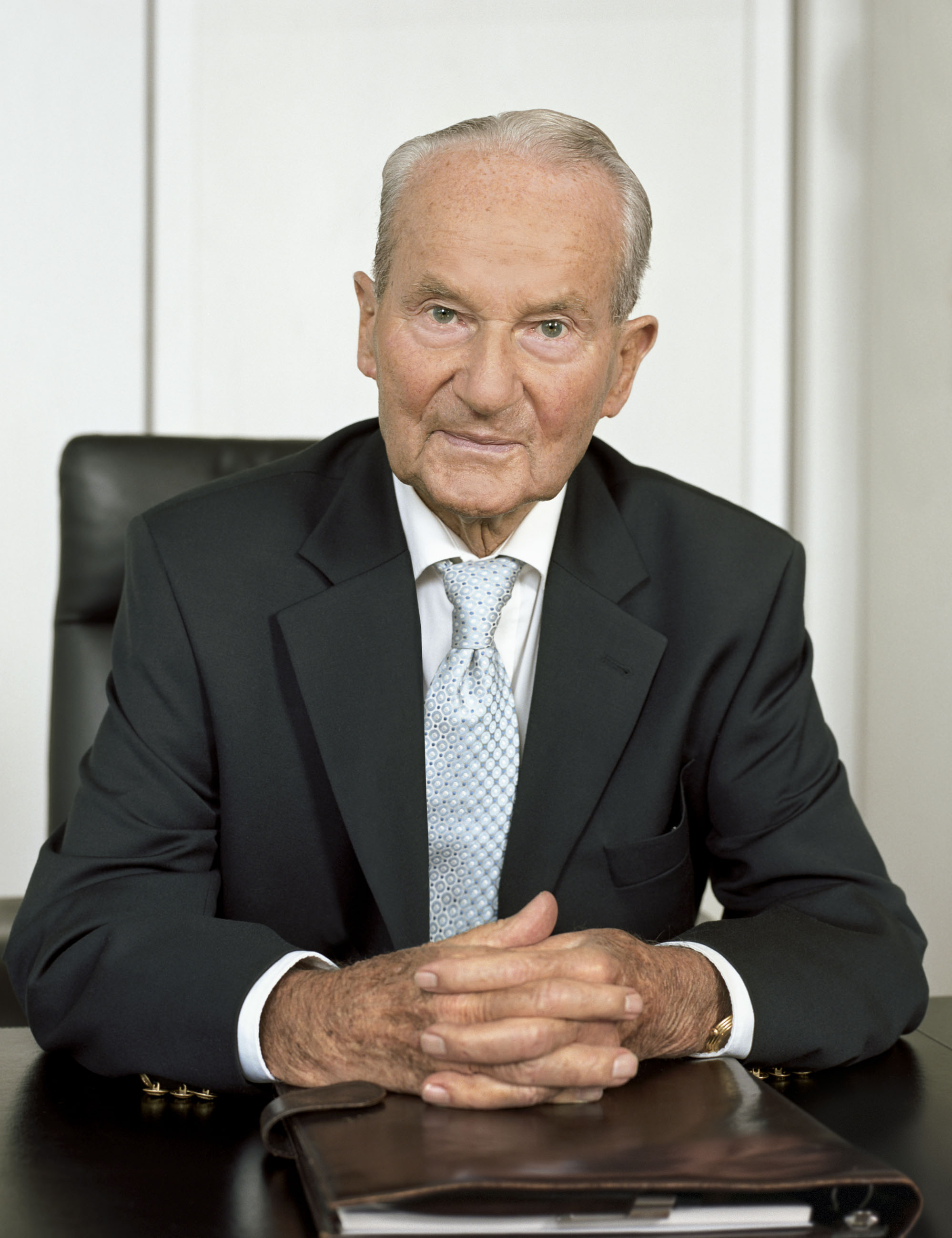
3. Oktober: Reinhard Mohn (1986)
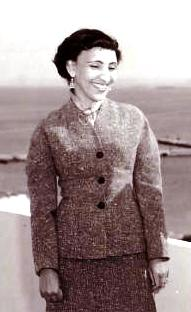
3. Oktober: Königin Fatima von Libyen (1950er)
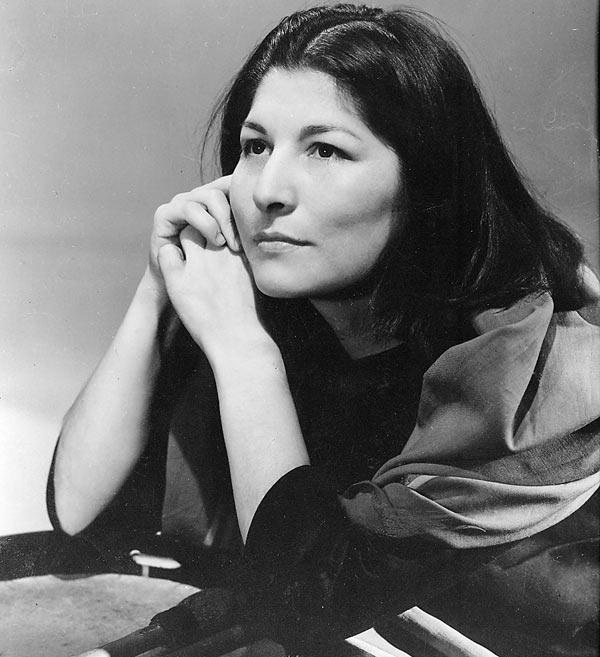
4. Oktober: Mercedes Sosa (1960er)
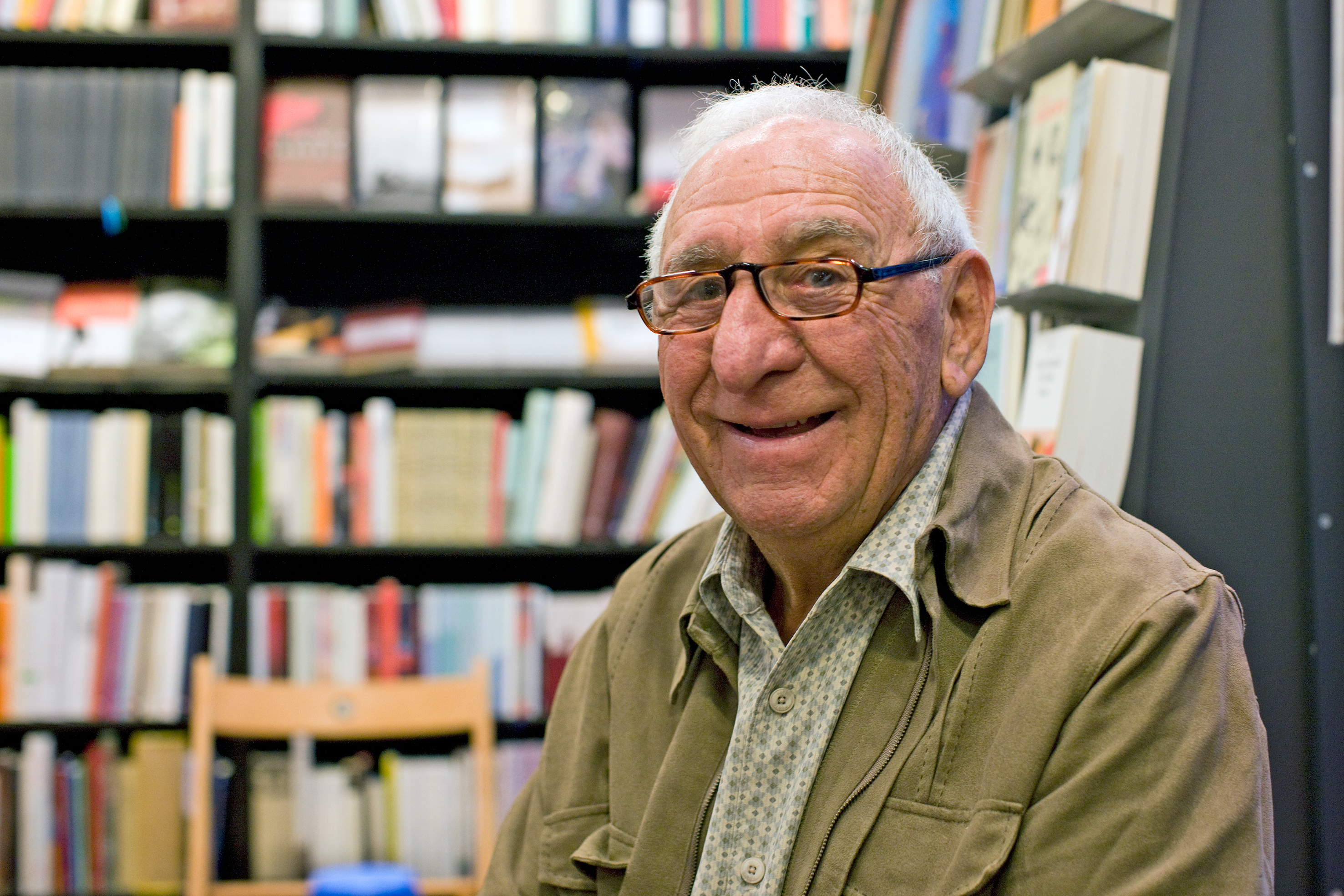
6. Oktober: Raymond Federman (2008)
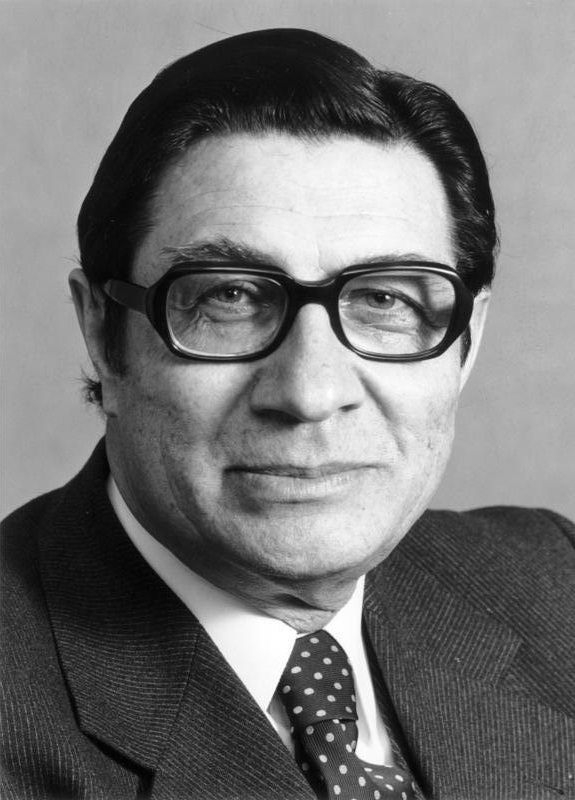
6. Oktober: Werner Maihofer (1974)
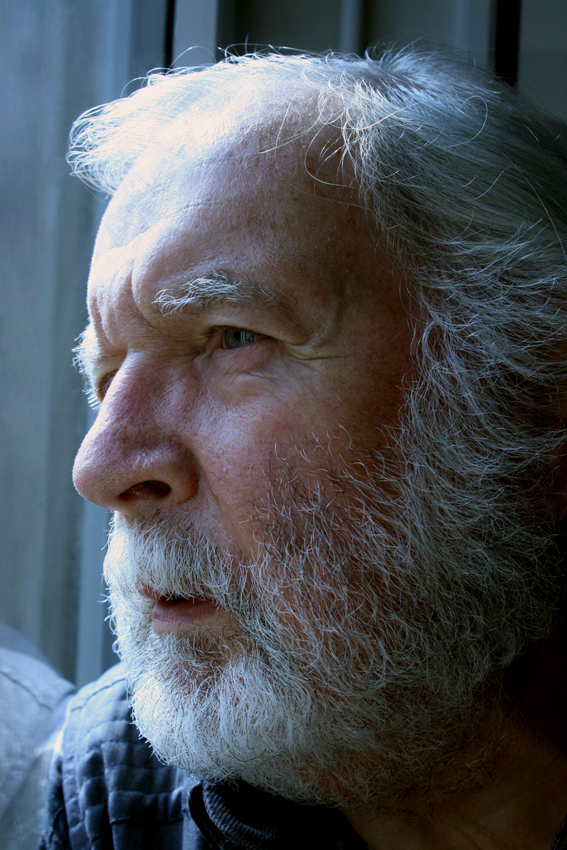
9. Oktober: Jacques Chessex (2009)
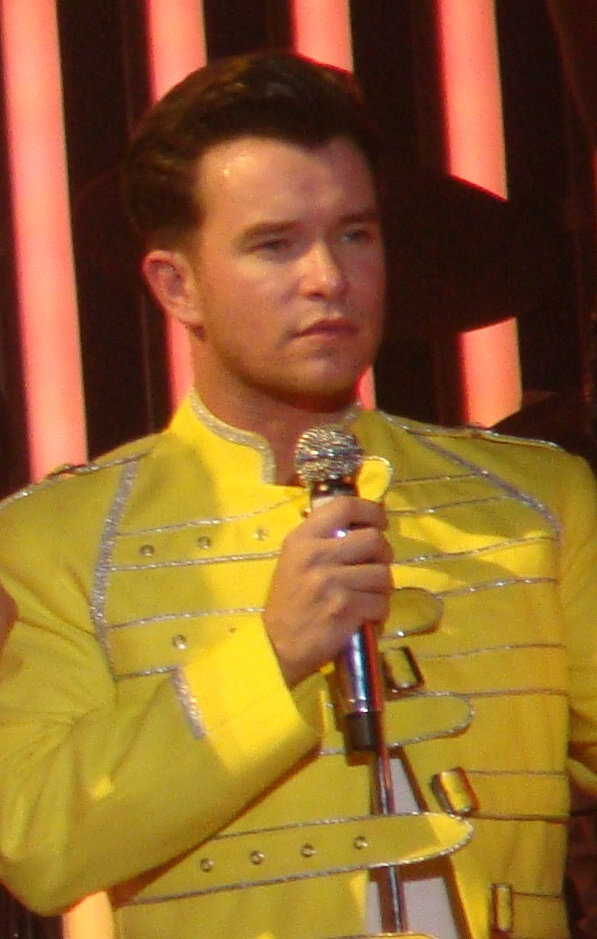
10. Oktober: Stephen Gately (2009)
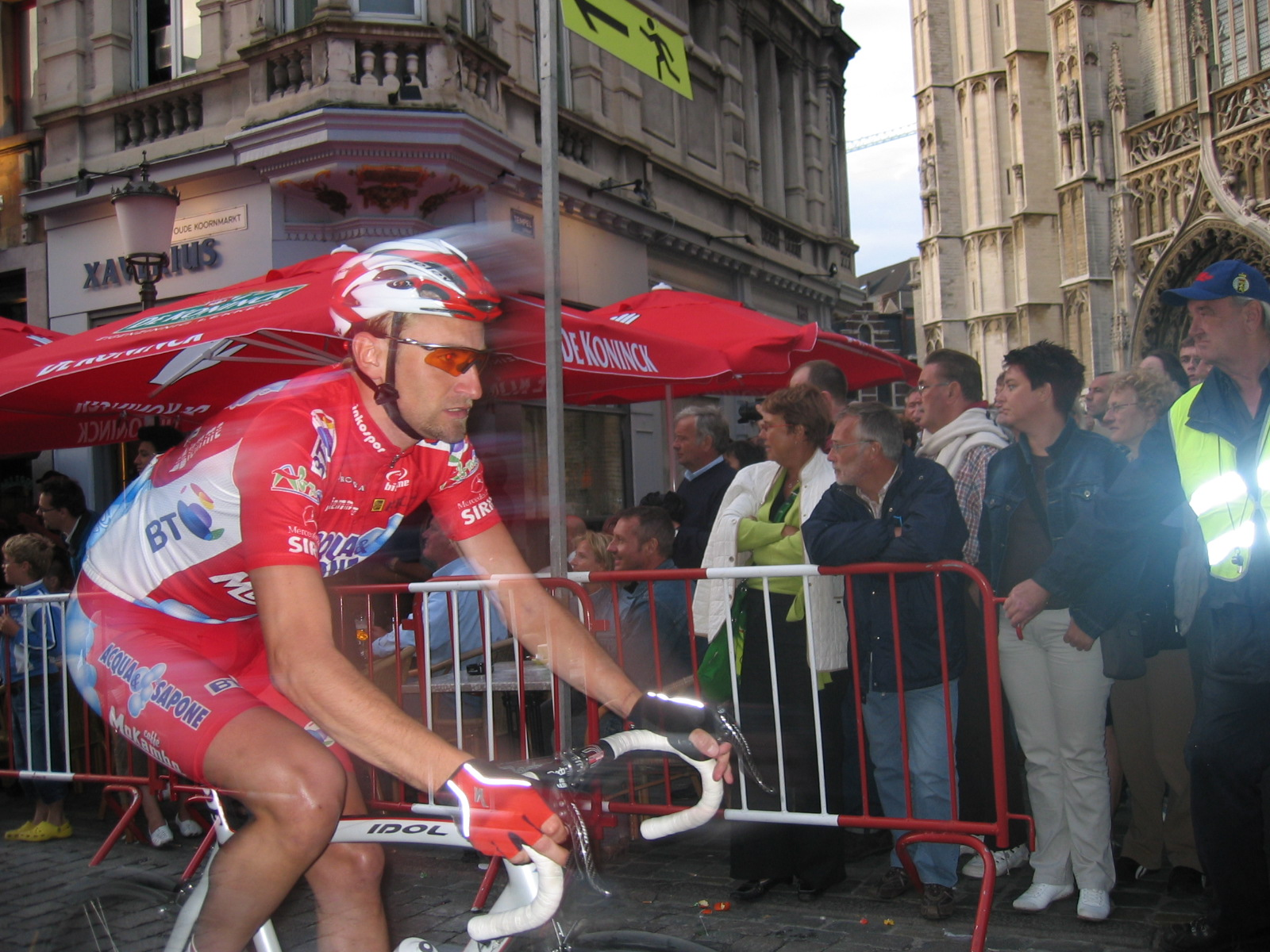
12. Oktober: Frank Vandenbroucke (2007)
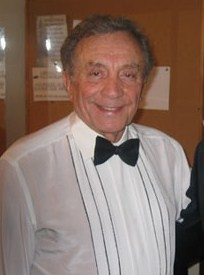
13. Oktober: Al Martino (2005)
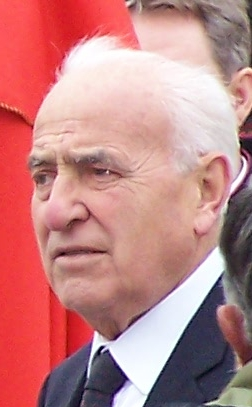
25. Oktober: Camillo Cibin (2005)
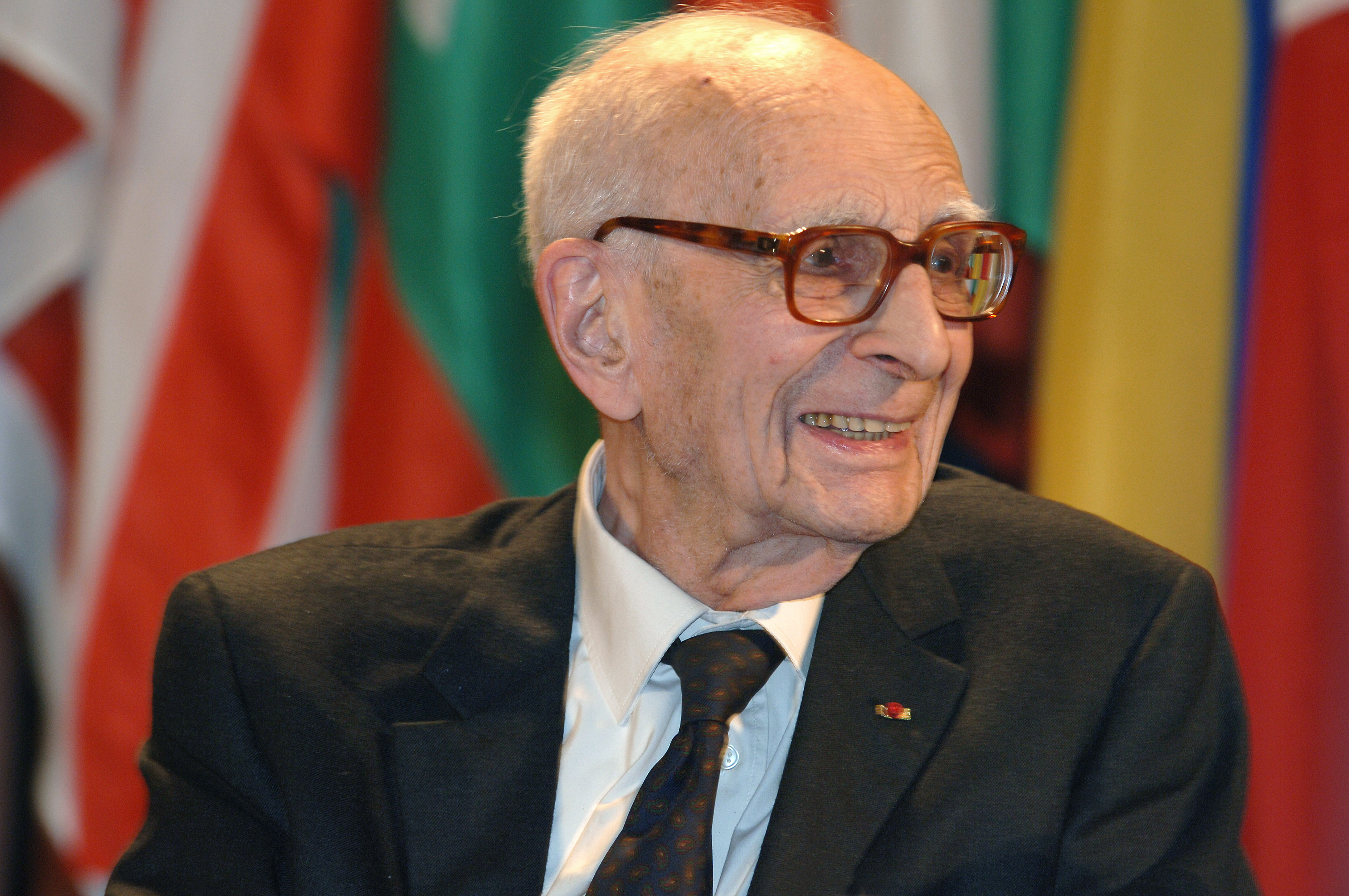
30. Oktober: Claude Lévi-Strauss (2005)
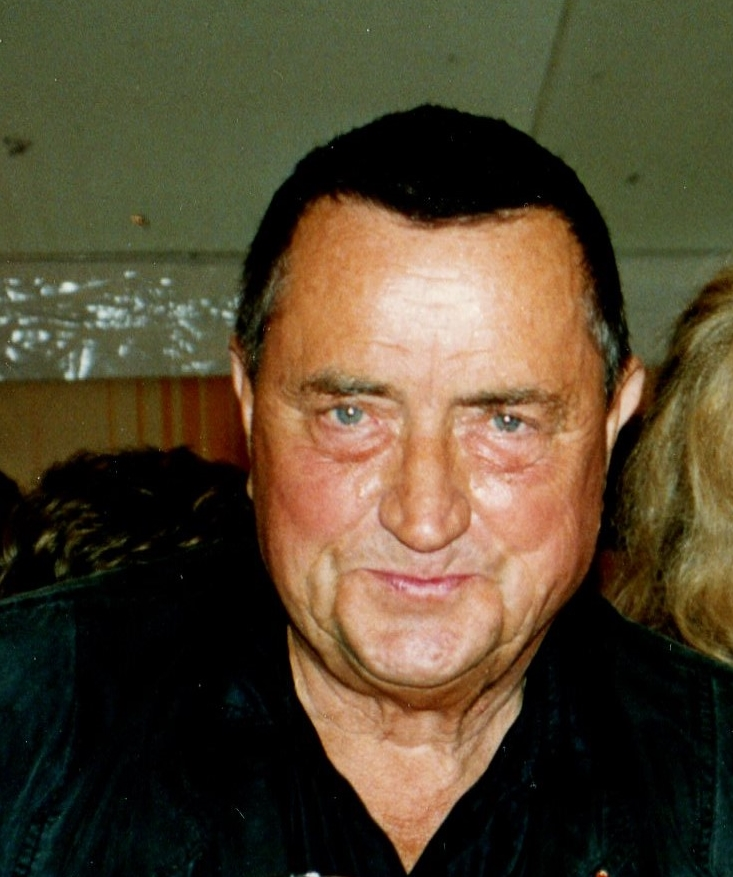
2. November: Carsten Diercks (?)
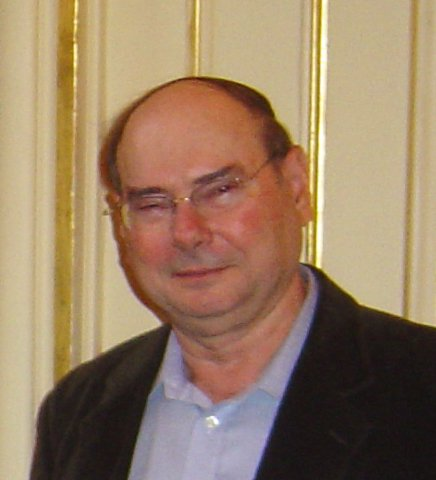
2. November: Amir Pnueli (2005)
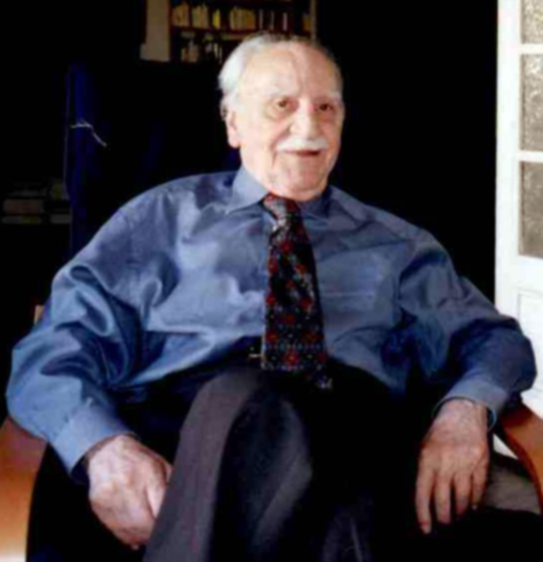
3. November: Francisco Ayala (?)
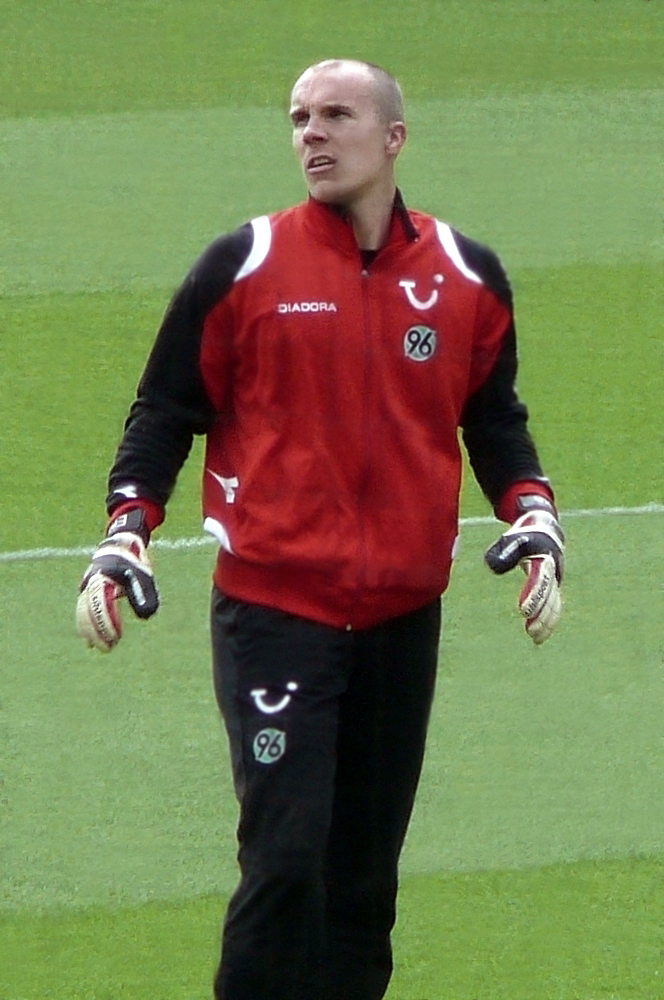
10. November: Robert Enke (2008)
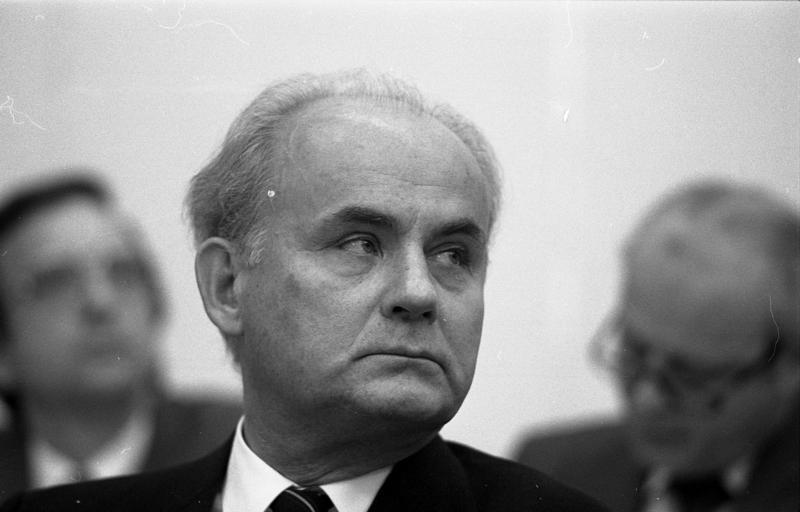
14. November: Hans Matthöfer (1981)
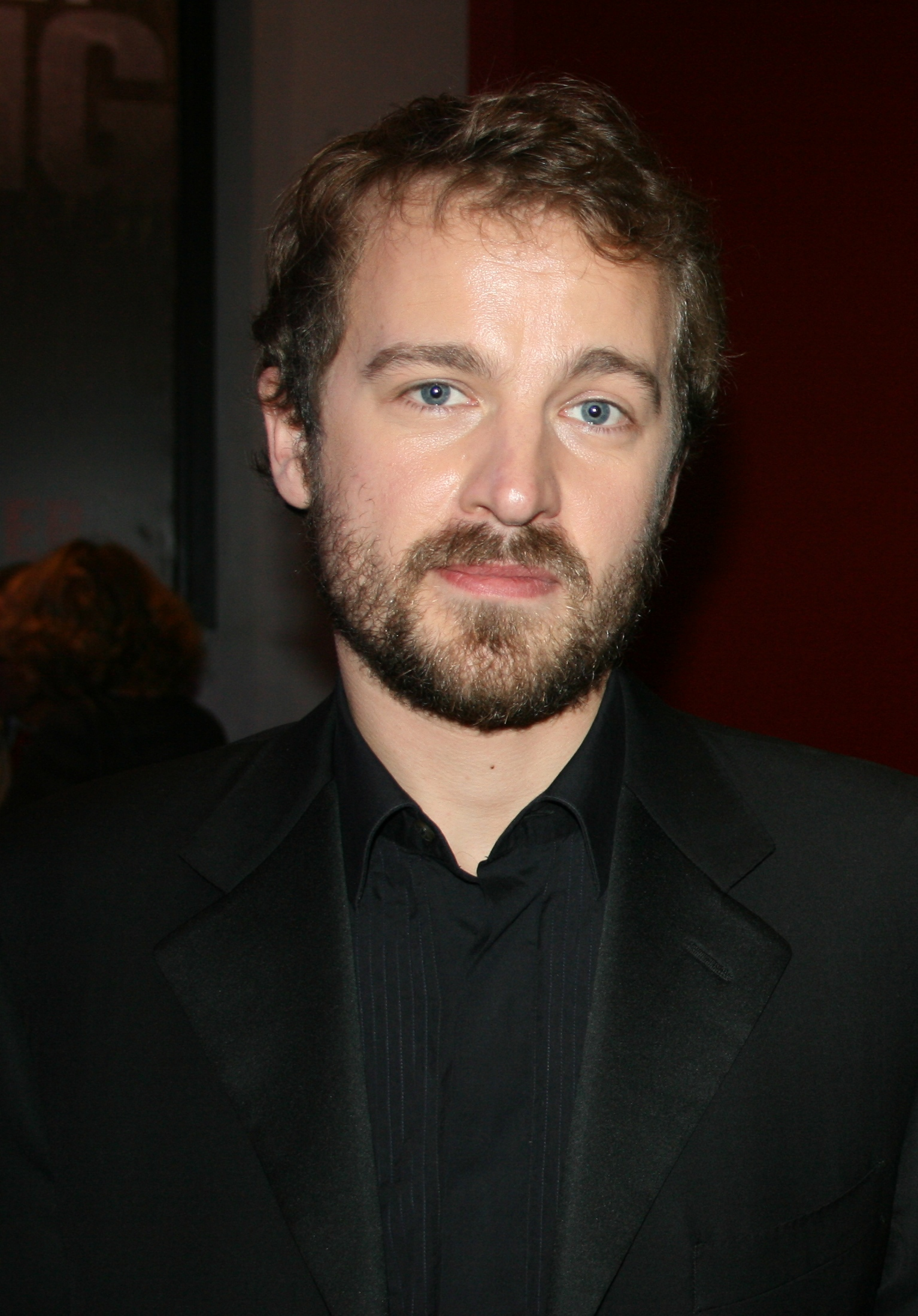
15. November: Jocelyn Quivrin (2008)
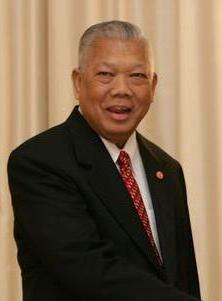
24. November: Samak Sundaravej (2008)
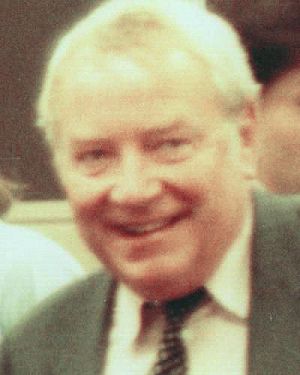
27. November: Erich Böhme (1985)
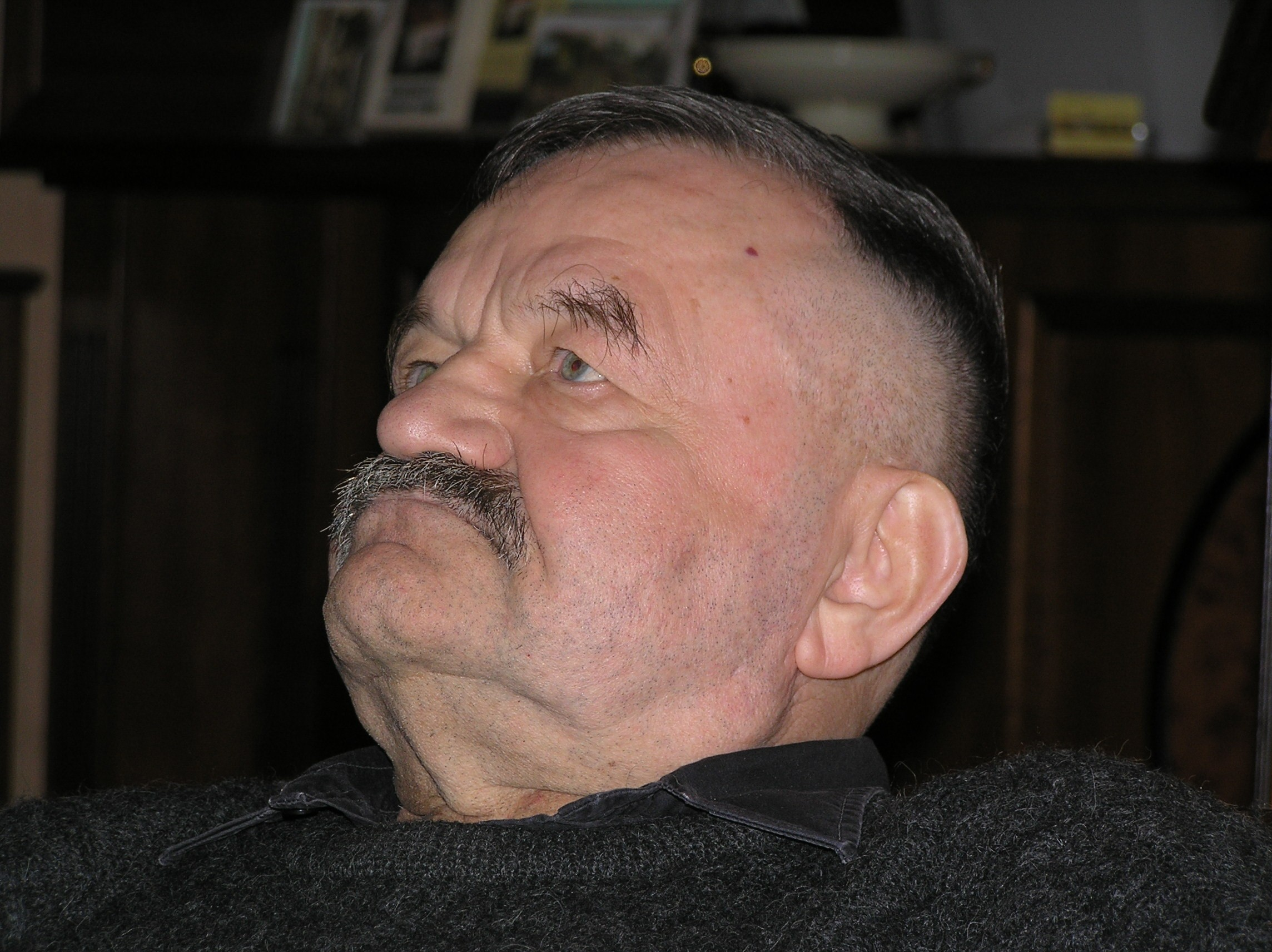
5. Dezember: Alfred Hrdlicka (2005)
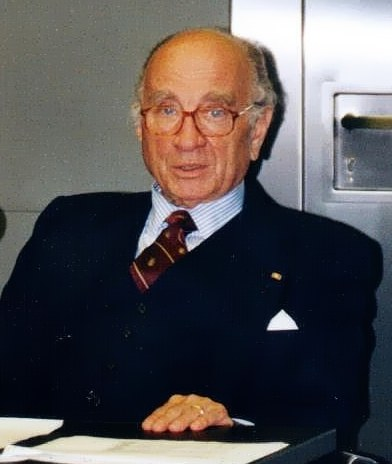
5. Dezember: Otto Graf Lambsdorff (2001)
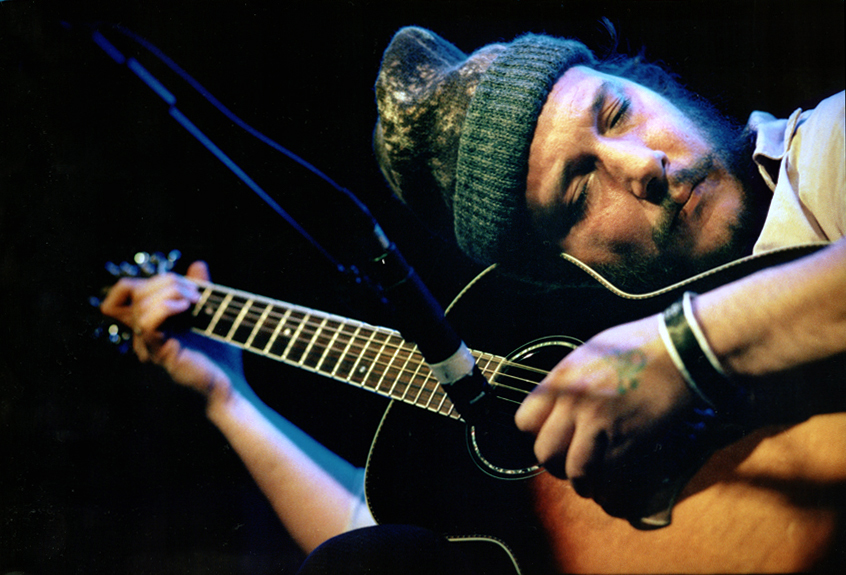
5. Dezember: Jack Rose (2007)
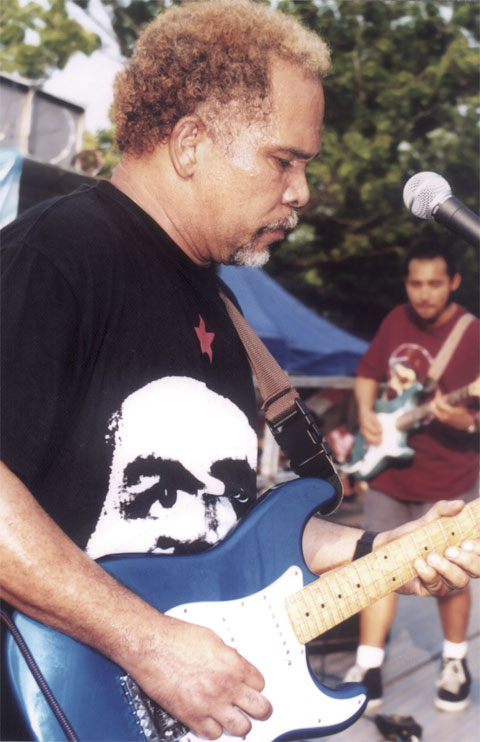
8. Dezember: Luis Días (2003)
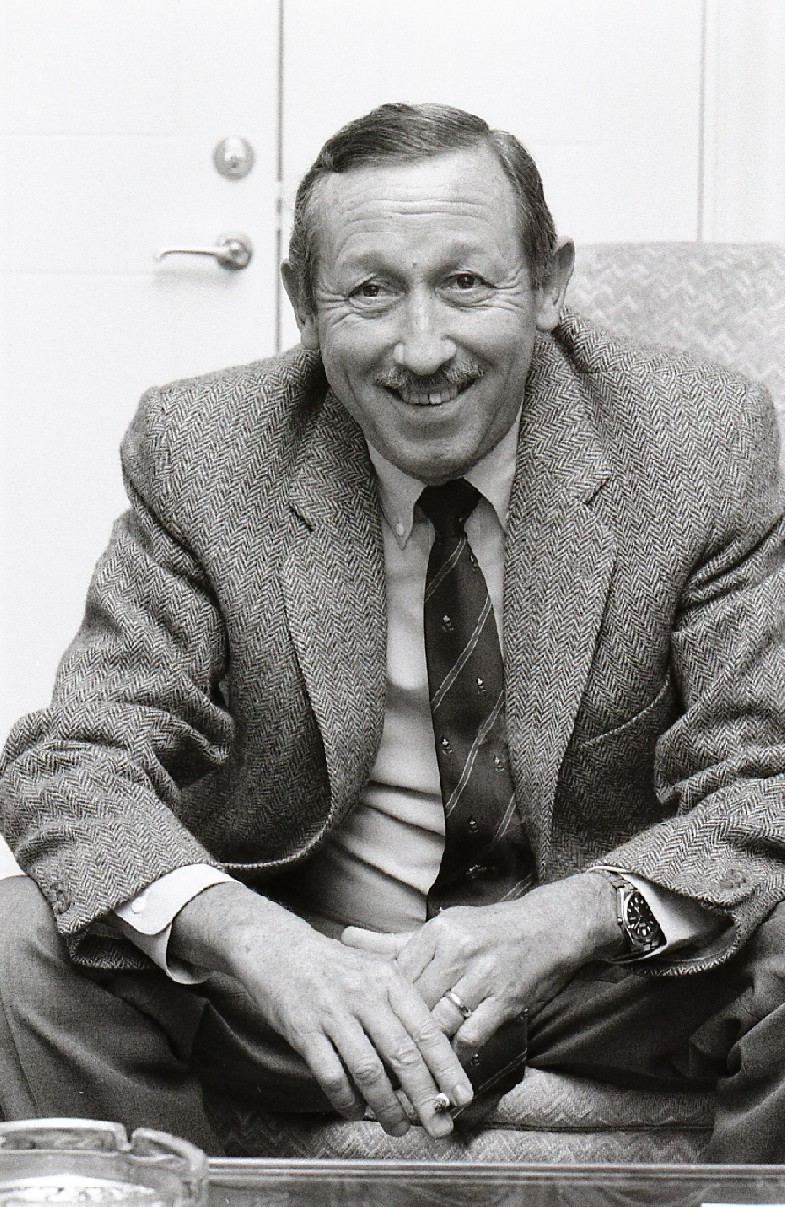
16. Dezember: Roy E. Disney (1990)
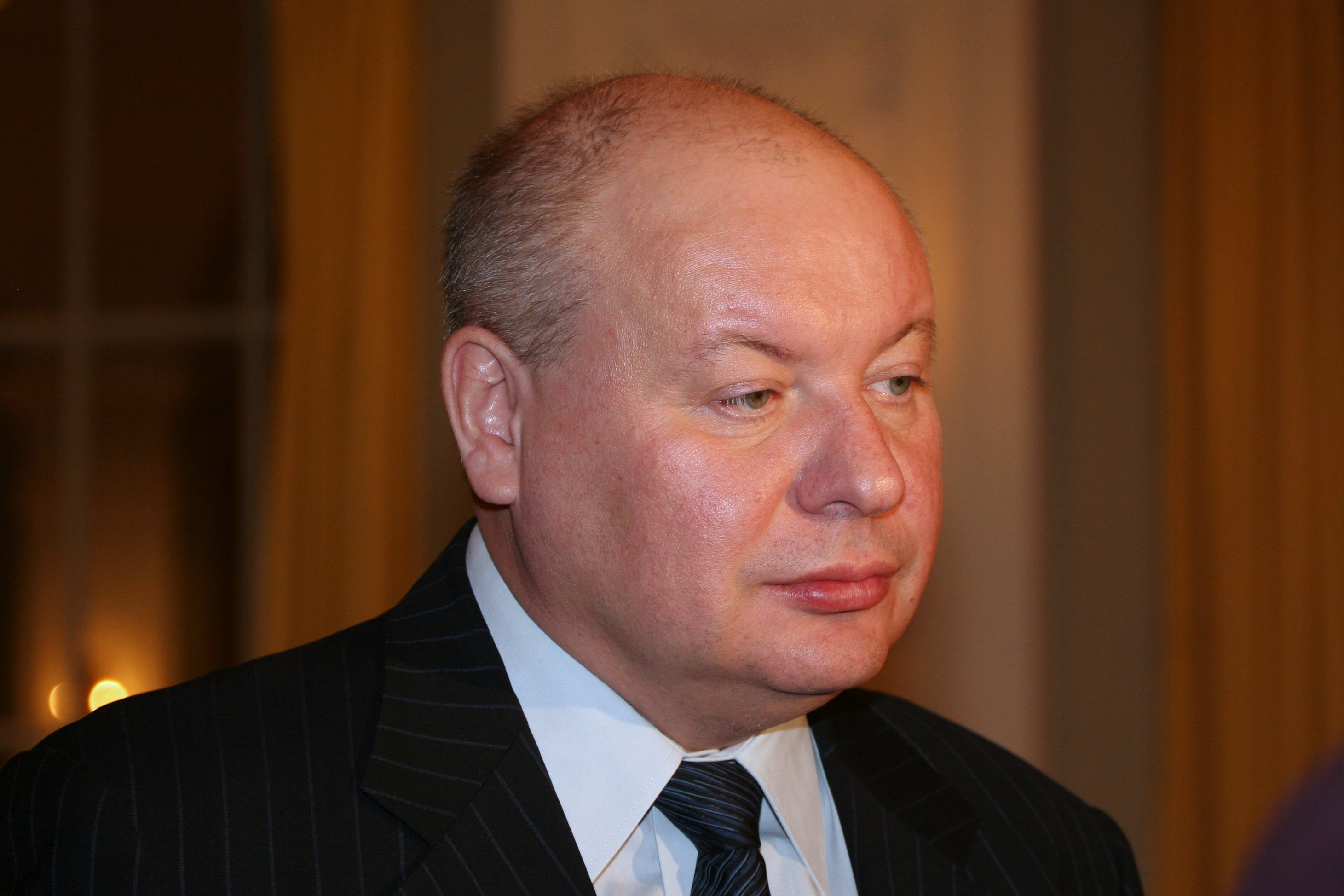
16. Dezember: Jegor Gaidar (2008)
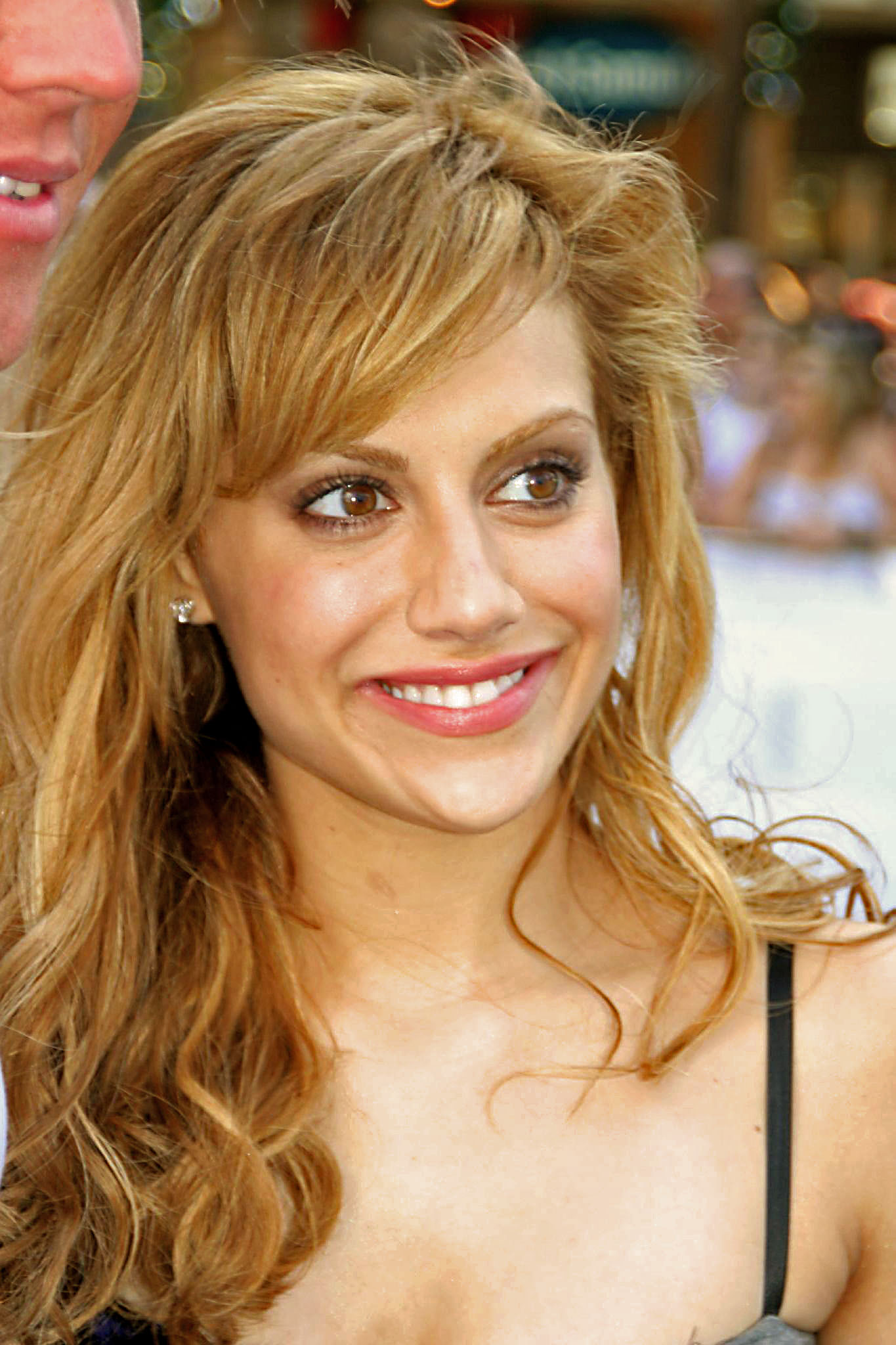
20. Dezember: Brittany Murphy (2006)
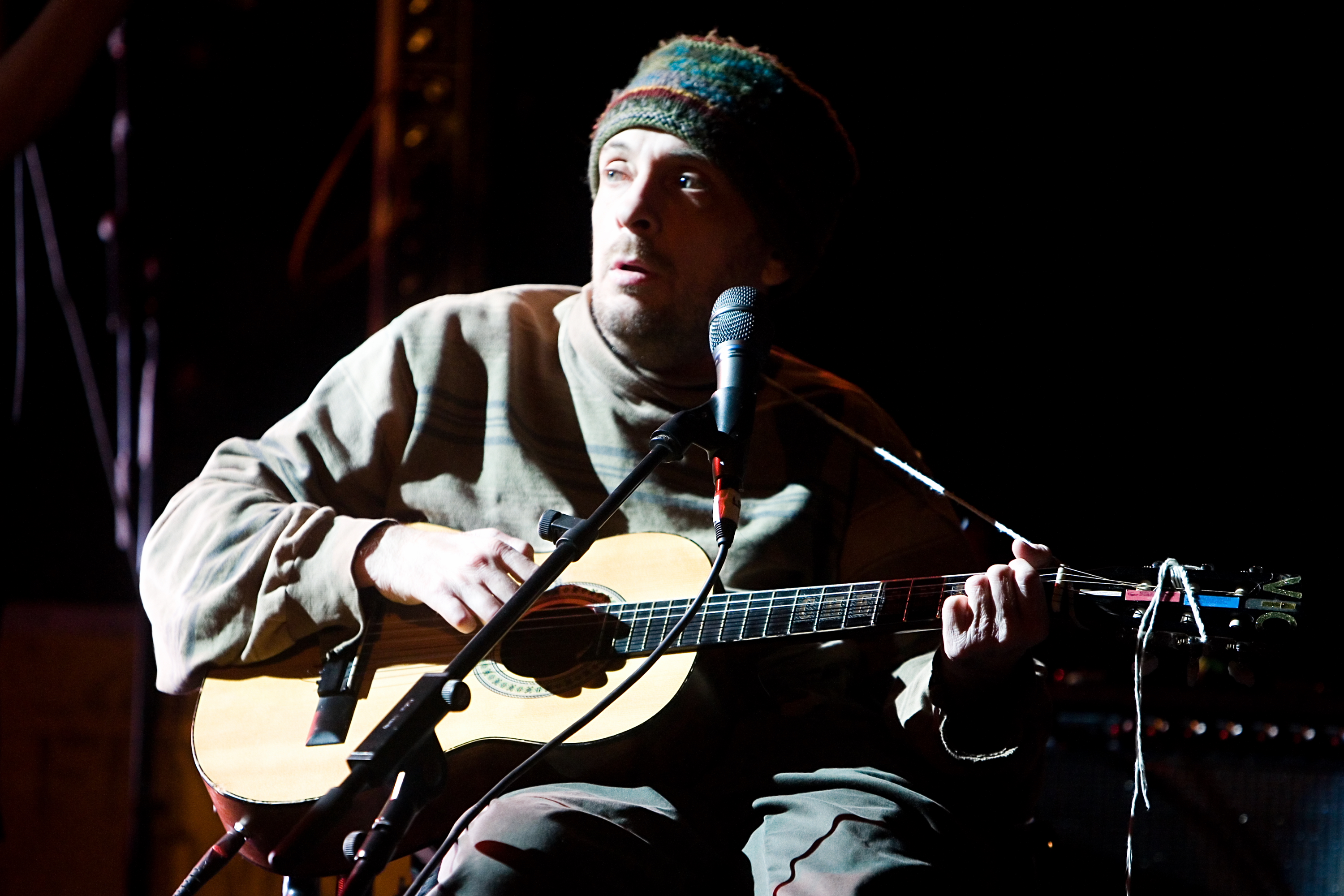
25. Dezember: Vic Chesnutt (2008)

## Wissenschaftspreise

### Nobelpreise
Die Bekanntgabe der Nobelpreisträger des Jahres 2009 erfolgte vom 5. bis zum 12. Oktober. Die Verleihung fand am 10. Dezember 2009 in Stockholm und Oslo statt.
- Medizin oder Physiologie: Elizabeth Blackburn, Carol W. Greider und Jack Szostak für ihre Entdeckung, wie Chromosomen durch Telomere und das Enzym Telomerase geschützt werden.[25]
- Physik: Eine Hälfte des Nobelpreises geht an Charles Kuen Kao für seine grundlegenden Arbeiten zur Nutzung von Lichtwellenleitern für die optische Kommunikation. Die andere Hälfte geht an Willard Boyle und George Elwood Smith für die Erfindung des CCD-Sensors.[26]
- Chemie: Venkatraman Ramakrishnan, Thomas A. Steitz und Ada Yonath „für die Studien zur Struktur und Funktion des Ribosoms“.[27]
- Literatur: Herta Müller, „die mittels Verdichtung der Poesie und Sachlichkeit der Prosa Landschaften der Heimatlosigkeit zeichnet“.[28]
- Frieden: Barack Obama, „für seine außergewöhnlichen Bemühungen, die internationale Diplomatie und die Zusammenarbeit zwischen Völkern zu stärken“
- Alfred-Nobel-Gedächtnispreis für Wirtschaftswissenschaften: Elinor Ostrom, „für ihre Analyse ökonomischen Handelns im Bereich Gemeinschaftsgüter“; Oliver E. Williamson, „für seine Analyse ökonomischen Handelns im firmeninternen Bereich“[29]

### Turing Award
- Charles P. Thacker für Pionierarbeit am Design und der Umsetzung des Alto, dem ersten Personal Computer mit grafischer Benutzeroberfläche, und Beiträge zur Entwicklung von Ethernet und Tablet-PCs